# Stèle discoïdale

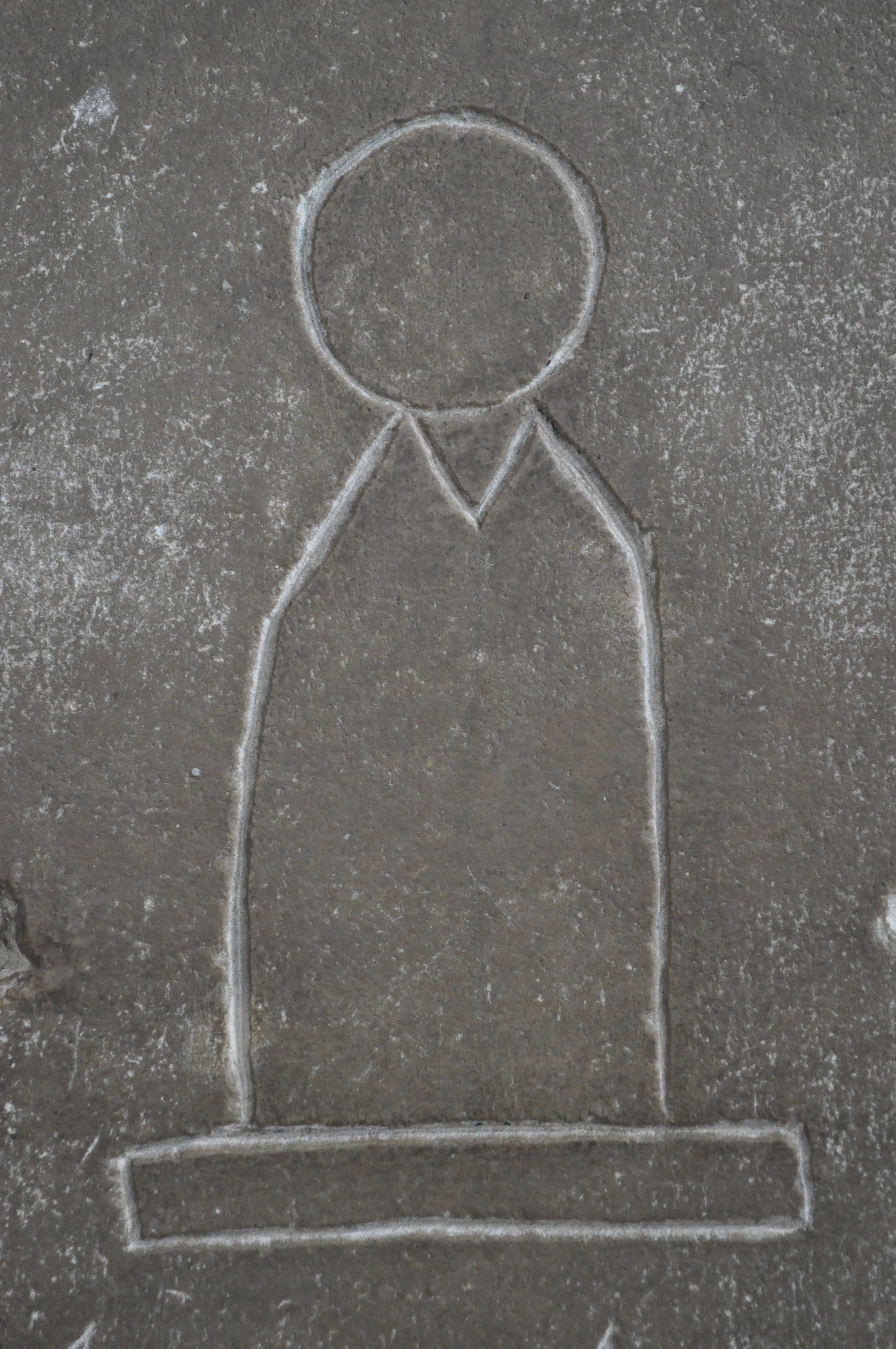
Idole-bouteille punique sur une stèle conservée au musée national du Bardo.

Une stèle discoïdale est un monument funéraire que l'on peut trouver dans le Maghreb, en Syrie, Suède, France, Italie, Espagne, Portugal, Turquie, Russie, Norvège. Elle a existé en France en Occitanie et reste particulièrement abondante dans les cimetières du Pays basque. Cette forme rappelle l'idole-bouteille ou le signe de Tanit que l'on rencontre dans la civilisation phénicienne.
L'orientation est toujours est-ouest (levant-couchant).

## Les stèles en France
Dans presque tous les cas la pierre est sculptée en champlevé. La partie disque comporte généralement une bordure qui peut être ornée ou porter une inscription. Les deux faces sont le plus souvent identiques.
Ces monuments sont répandus en Lauraguais, Languedoc, Roussillon et Rouergue entre la période gallo-romaine et le Moyen Âge. Elles sont en pierre calcaire ou meulière. Rarement certaines sont ornées d'épaules ou de bras, d'autres sont évidées pour former une croix occitane.
Au Pays Basque elles sont utilisées dans la protohistoire mais disparaissent ultérieurement pour devenir numériquement dominantes du XVIe au XIXe siècle. Elles sont nommées hilarri, de hil « mort » et arri « pierre ». Elles sont en pierre calcaire ou en grès, abondant dans cette région. Certaines sont peintes, partiellement (à l'est) ou totalement, en bleu cobalt, vert émeraude, ocre jaune ou brun rouge. Il existe également des stèles rectangulaires et des croix. Ces monuments rappellent souvent la stèle discoïdale. En effet certaines stèles tabulaires ou croix massives comprennent en leur centre un disque sculpté analogue à celui de la stèle discoïdale. Les motifs sculptés peuvent être :
- des motifs géométriques comme la virgule. Quatre motifs de ce type formés en croix constituent la croix basque ou lauburu, éventuellement avec le sens de rotation inverse de celui utilisé aujourd'hui de manière standard,
- des symboles chrétiens comme la croix, le monogramme IHS, le monogramme MA (Marie),
- des symboles représentant la nature comme soleil, lune (parfois associée à une hache), lys ou chardon, rappelant les mythes basques,
- des symboles rappelant le métier du défunt.

La stèle porte souvent la date, rarement le nom du défunt et très exceptionnellement celui du sculpteur dont certains sont reconnaissables à leur style.
Elle est associée à un tumulus ou une plate-tombe.
On observe un renouveau à partir de la seconde moitié du XXe siècle,.
Ces stèles se retrouvent dans les régions proches du Pays basque comme la Chalosse à Doazit, Montgaillard, Puyol-Cazalet et Nerbis.

## Ensembles muséaux
- Un « centre d'interprétation des stèles discoïdales et de l'art funéraire basque » (Harriak iguzkitan, « Pierres au soleil ») à Larceveau[2] montre une collection de stèles en provenance de l'abbaye Notre-Dame de Belloc.

- Le musée de Basse-Navarre à Saint-Palais réunit un ensemble de stèles et de copies d'œuvres les plus intéressantes de la région[10].

- Le « Musée Basque et de l'histoire de Bayonne »[11] présente une importante collection ethnographique dont une salle consacrée aux monuments funéraires exhibe une stèle de 1503[N 1].

- Le musée de Lodève présente des stèles datant du Moyen Âge.

## Stèles enOccitanie
Cette région administrative regroupe les régions historiques du Lauraguais, du Languedoc, du Roussillon et du Rouergue où sont présentes ces stèles.

### Usclas-du-Bosc
Les stèles visibles dans le cimetière sont des copies, les originaux étant rassemblés au musée de Lodève.

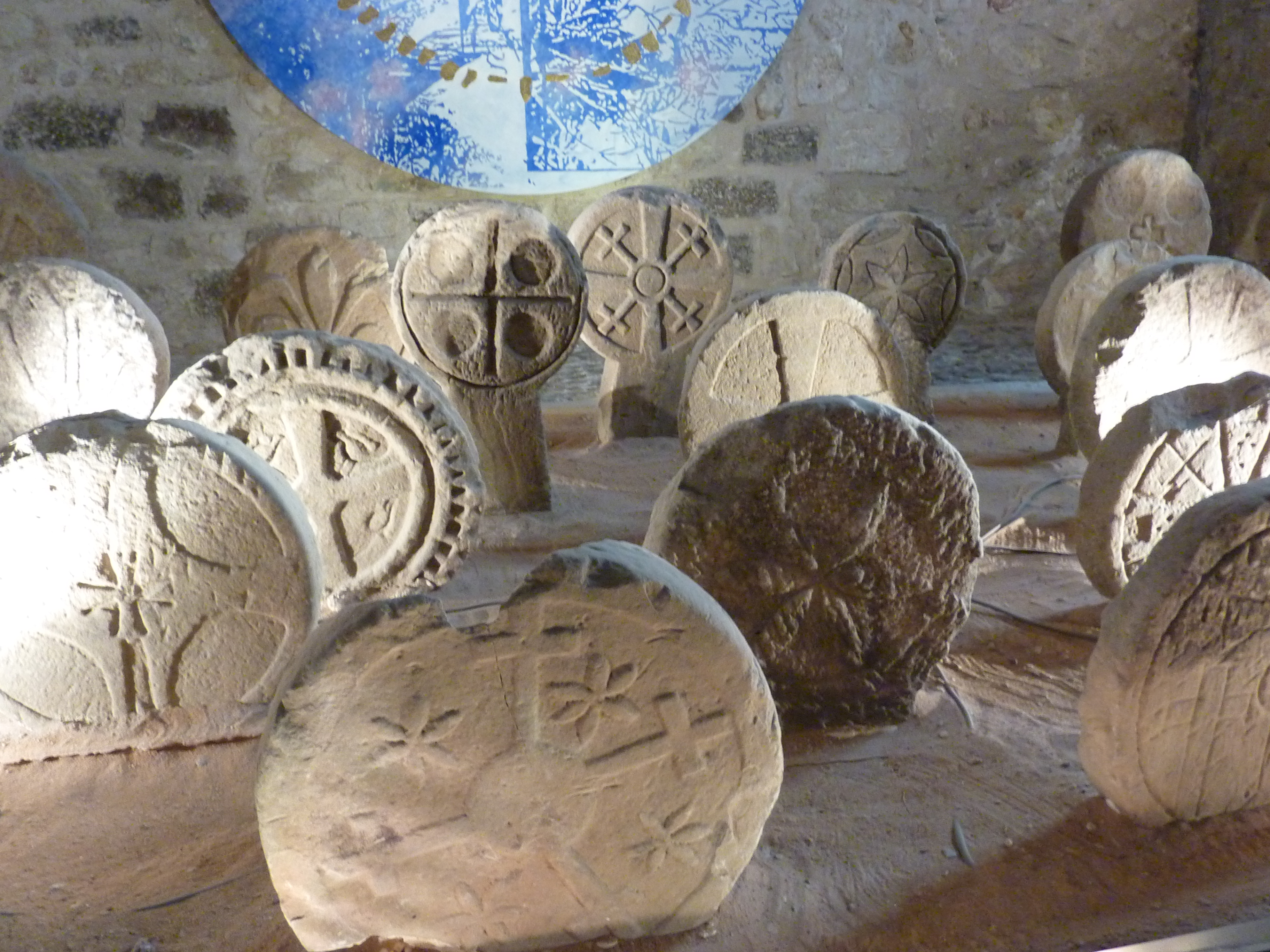
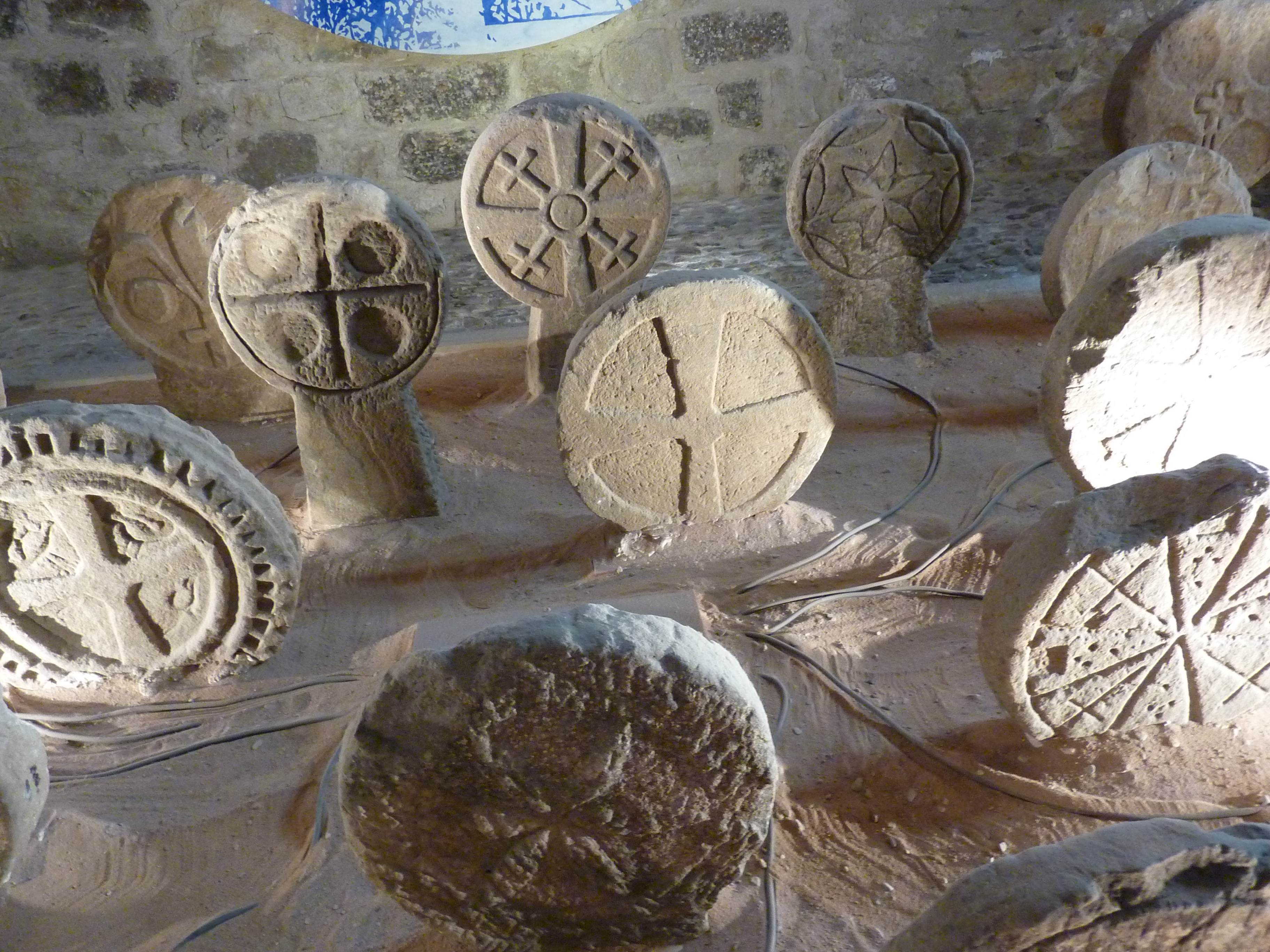

### Ahaxe-Alciette-Bascassan

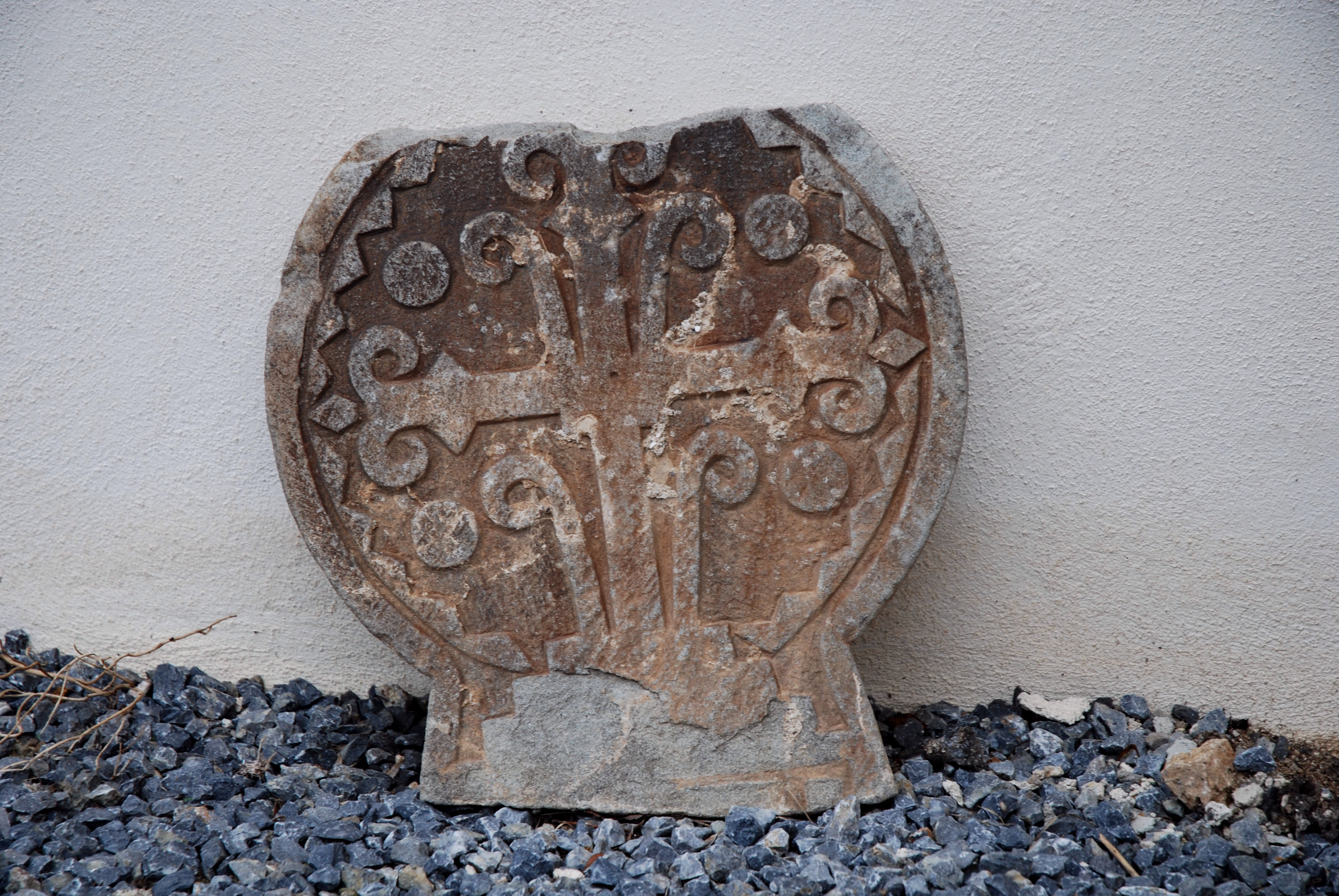
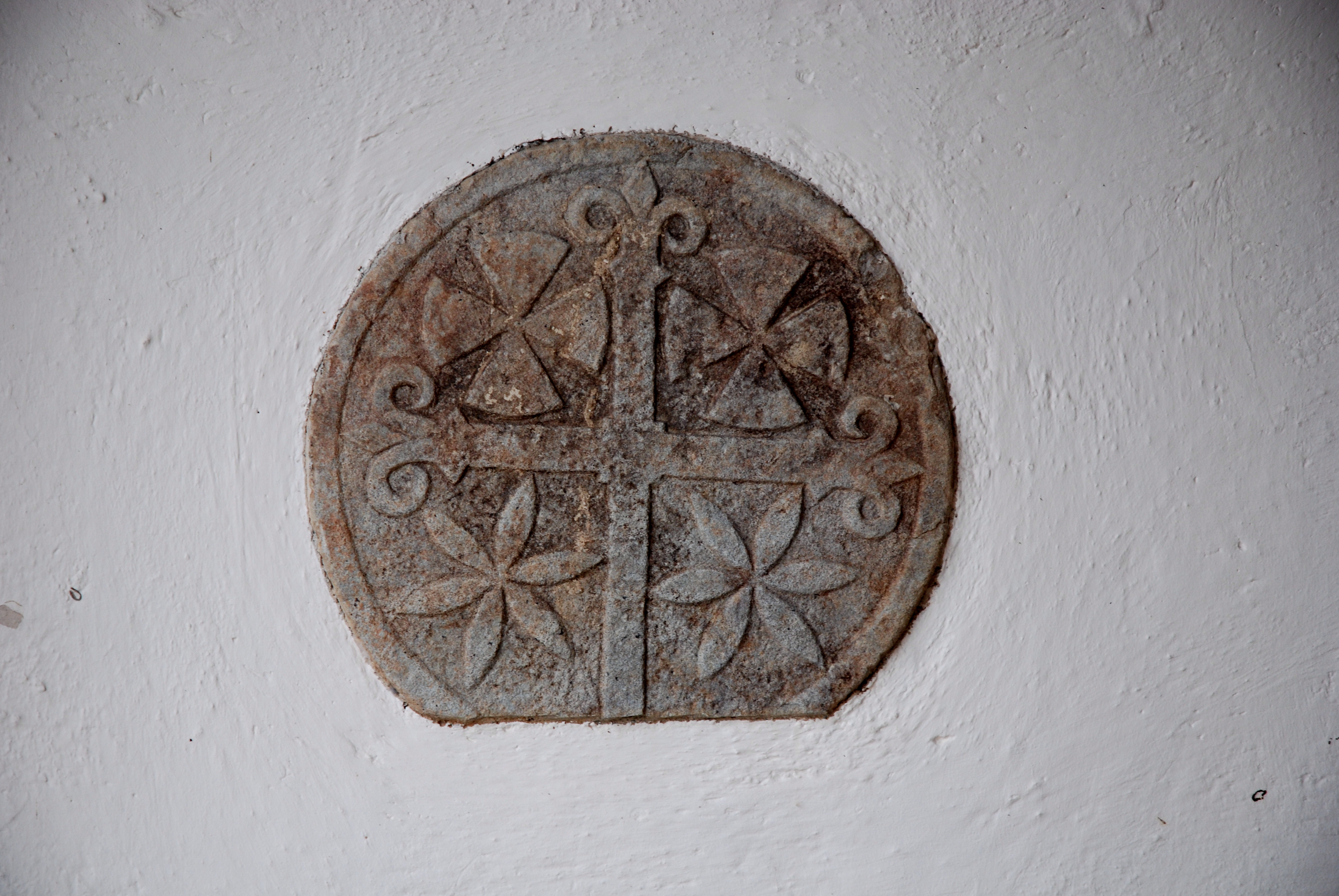
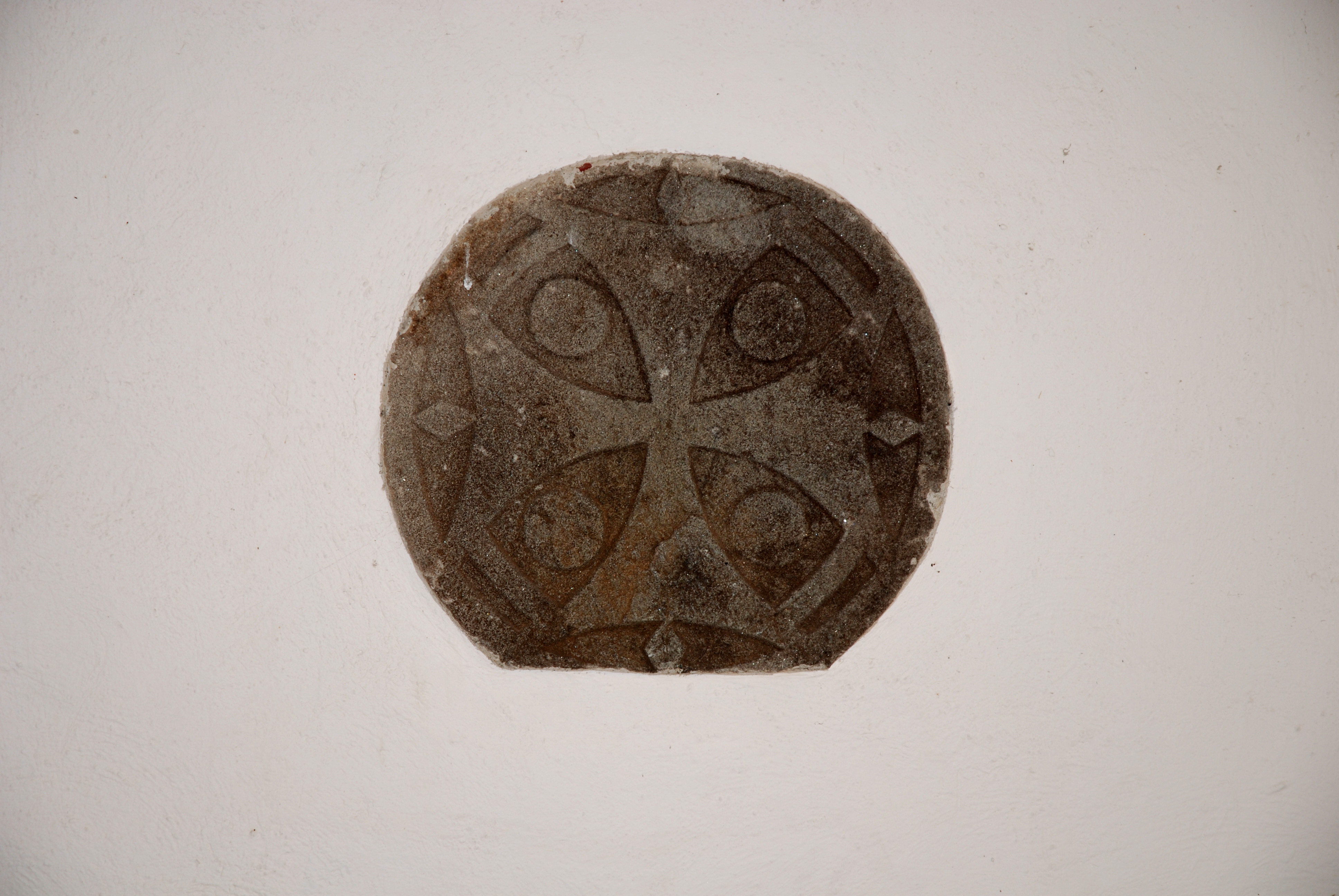

### Ainhoa

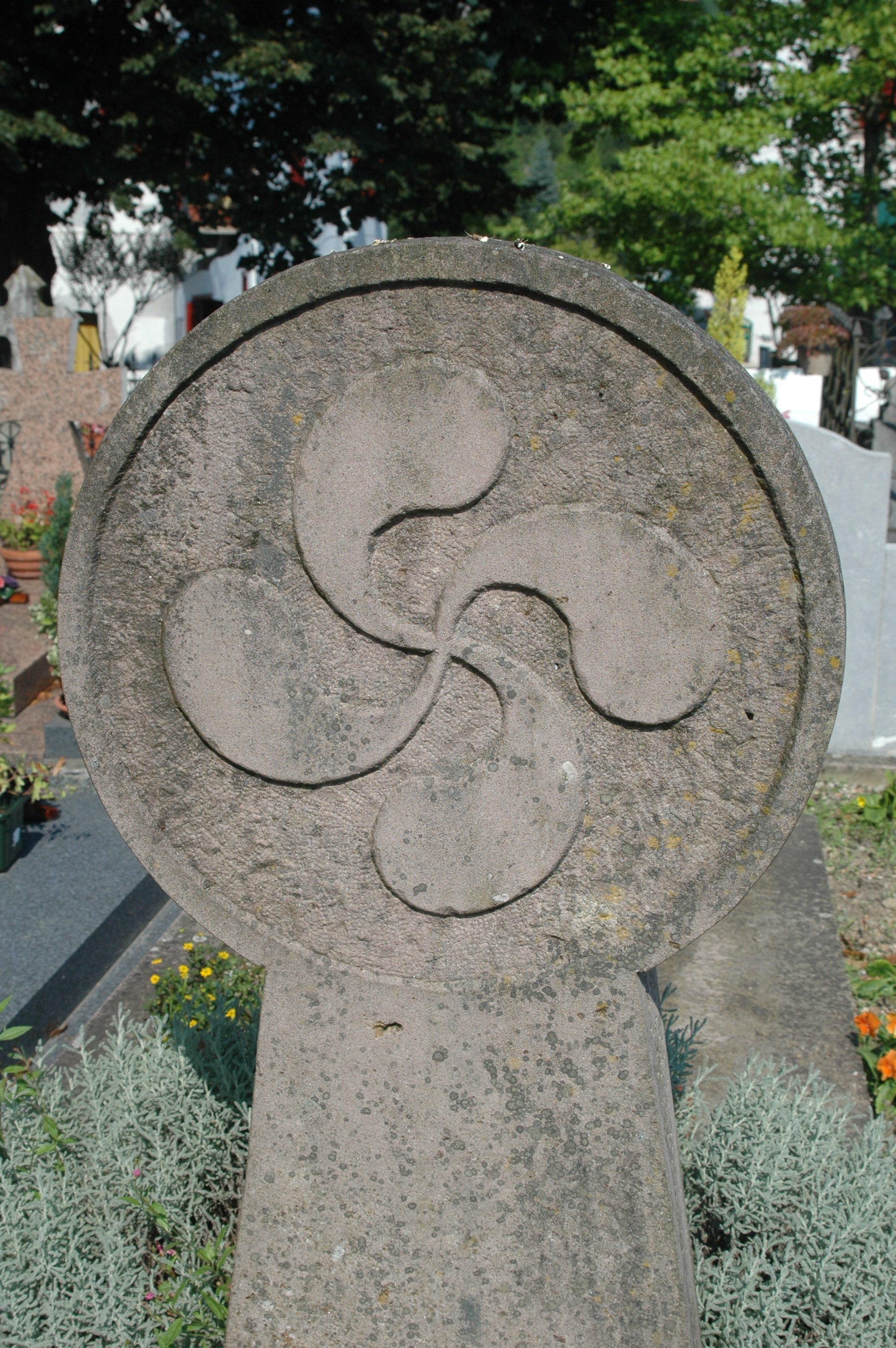
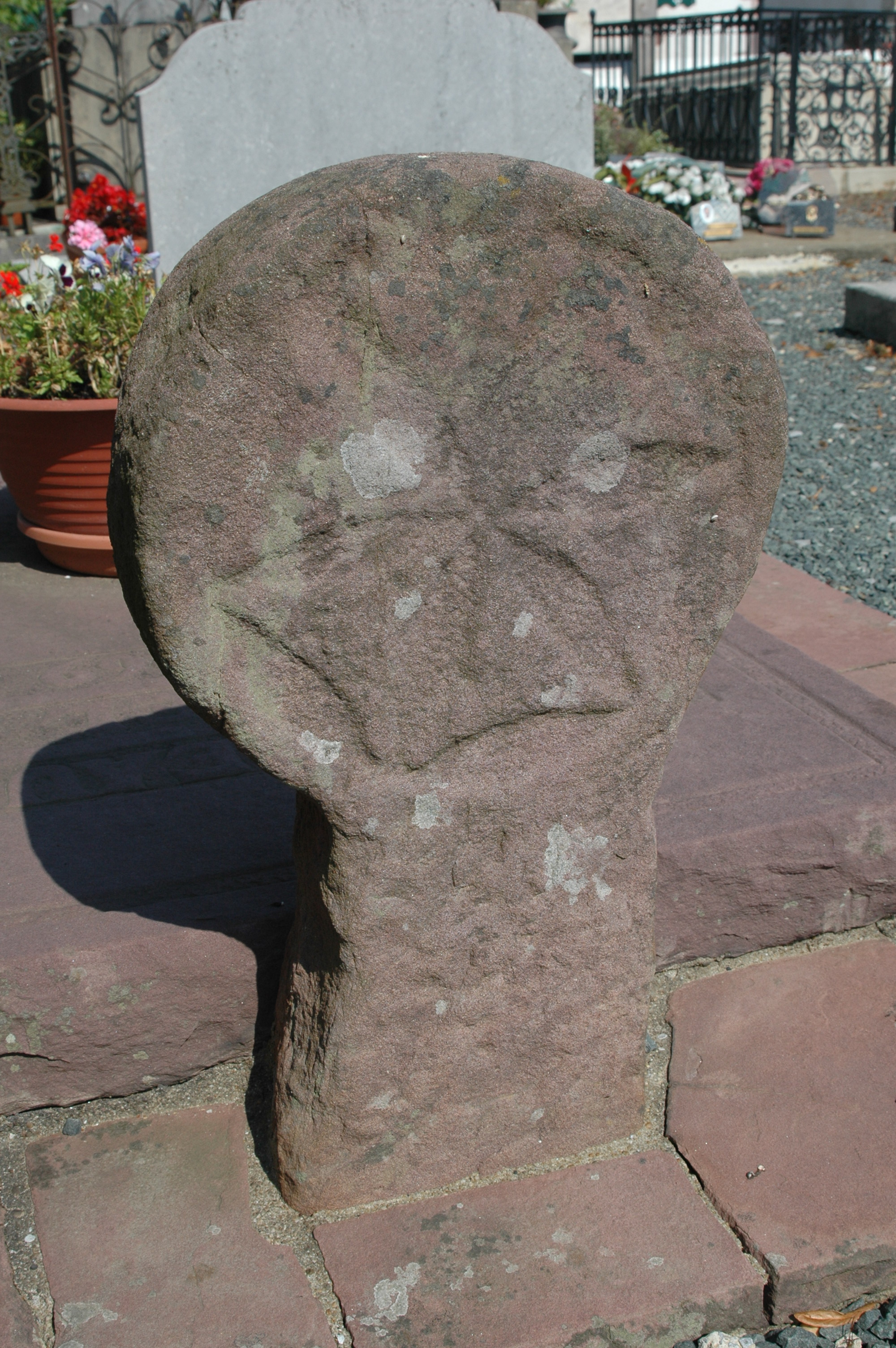
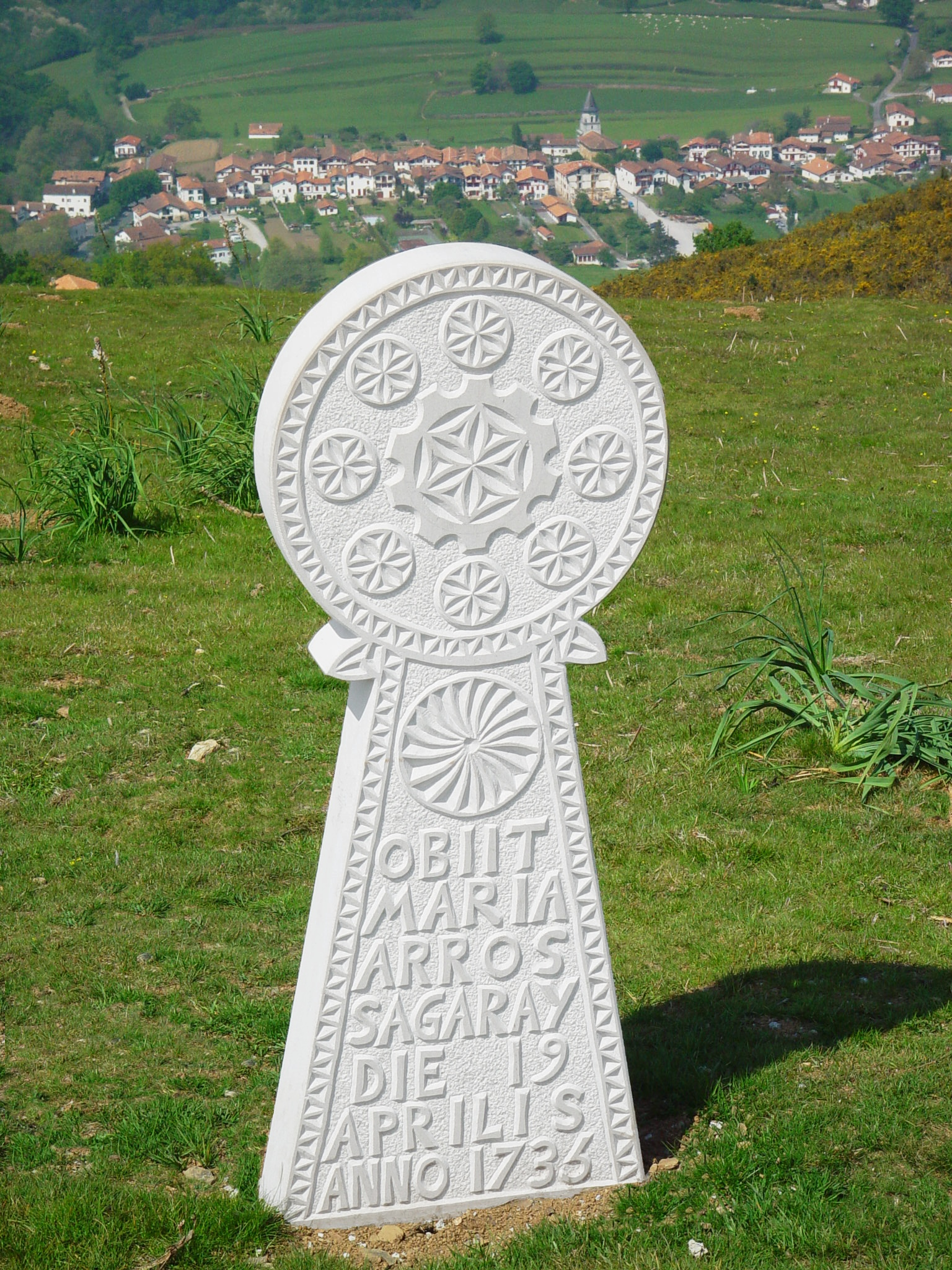

### Ascain

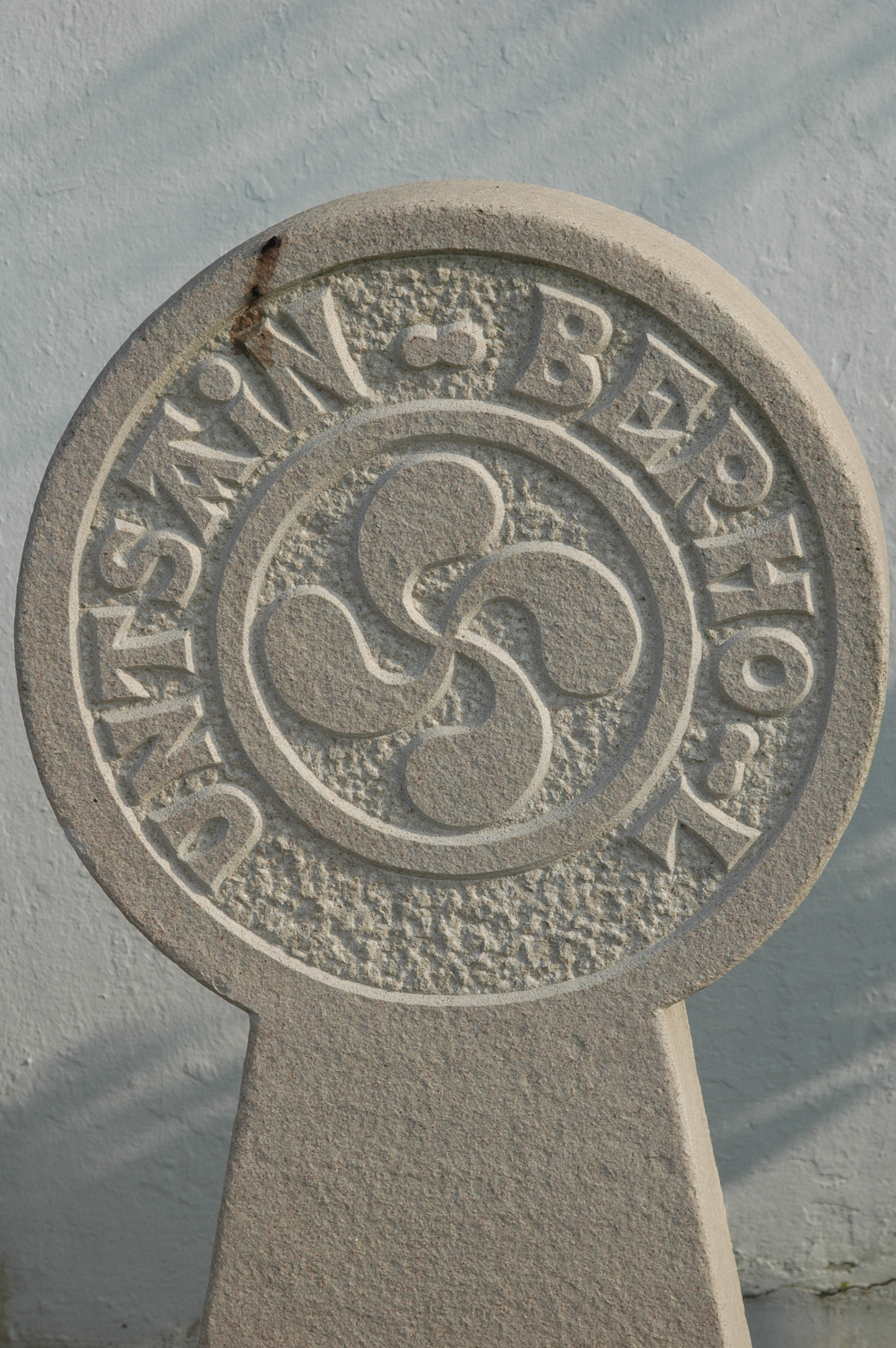

### Bidarray

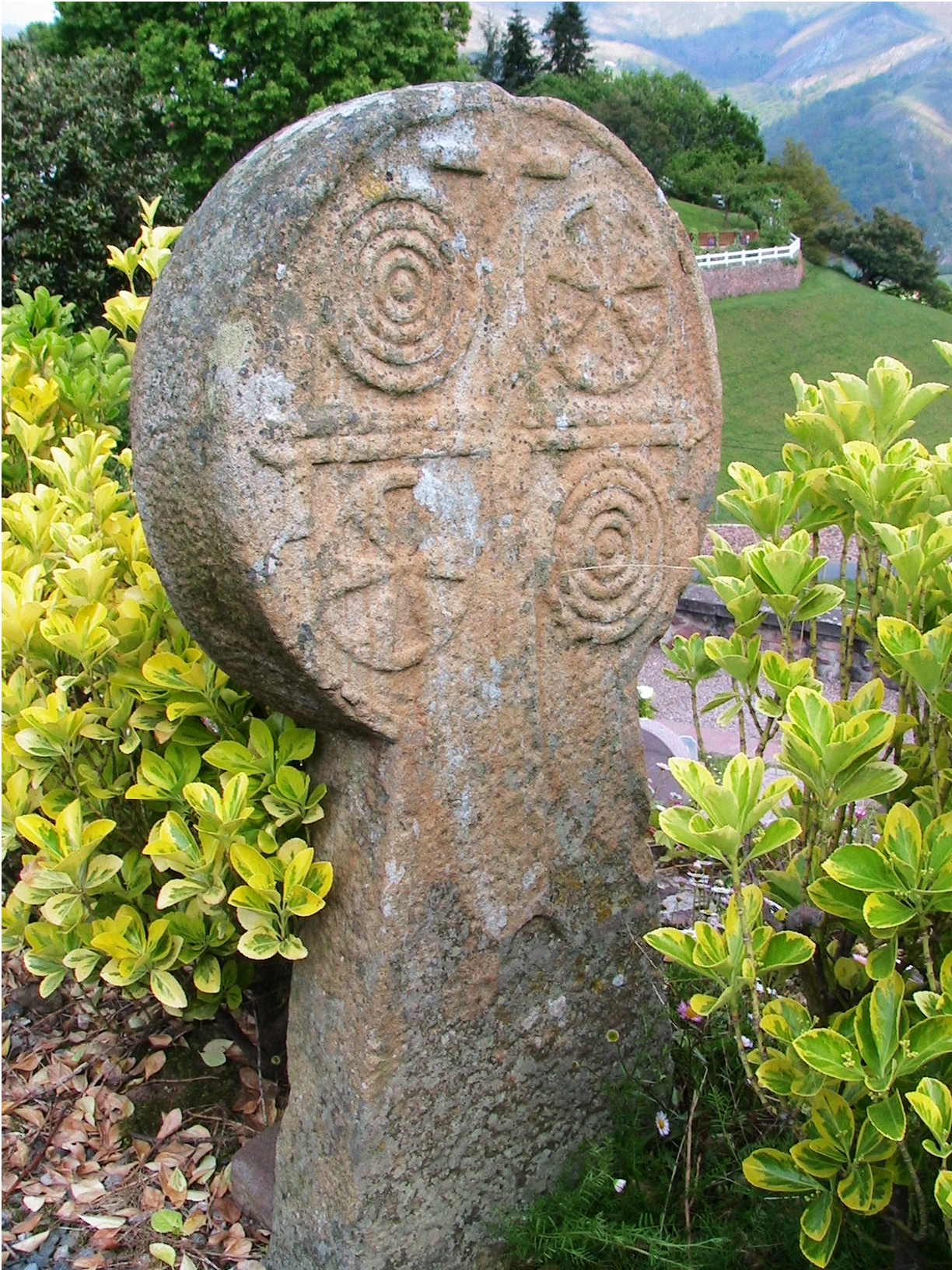
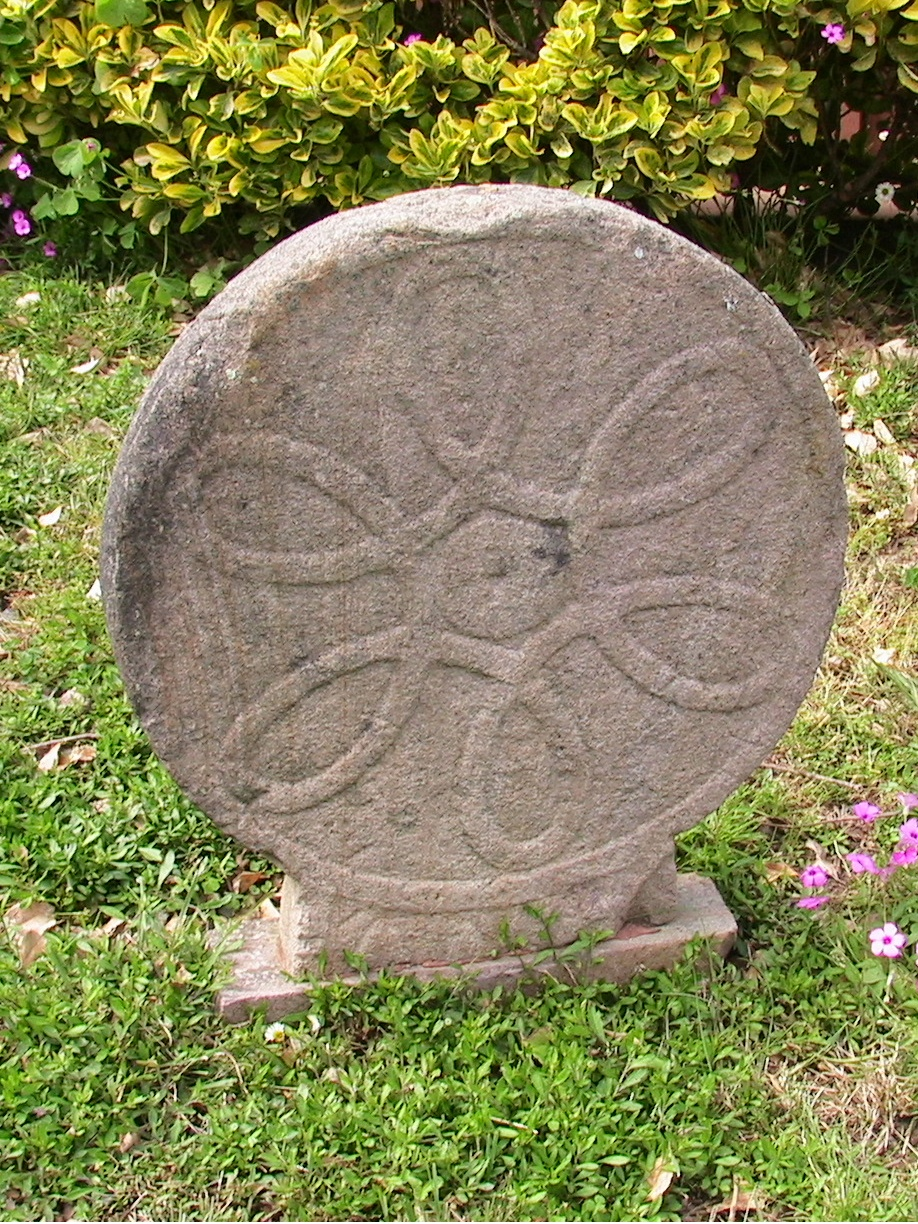

### Halsou

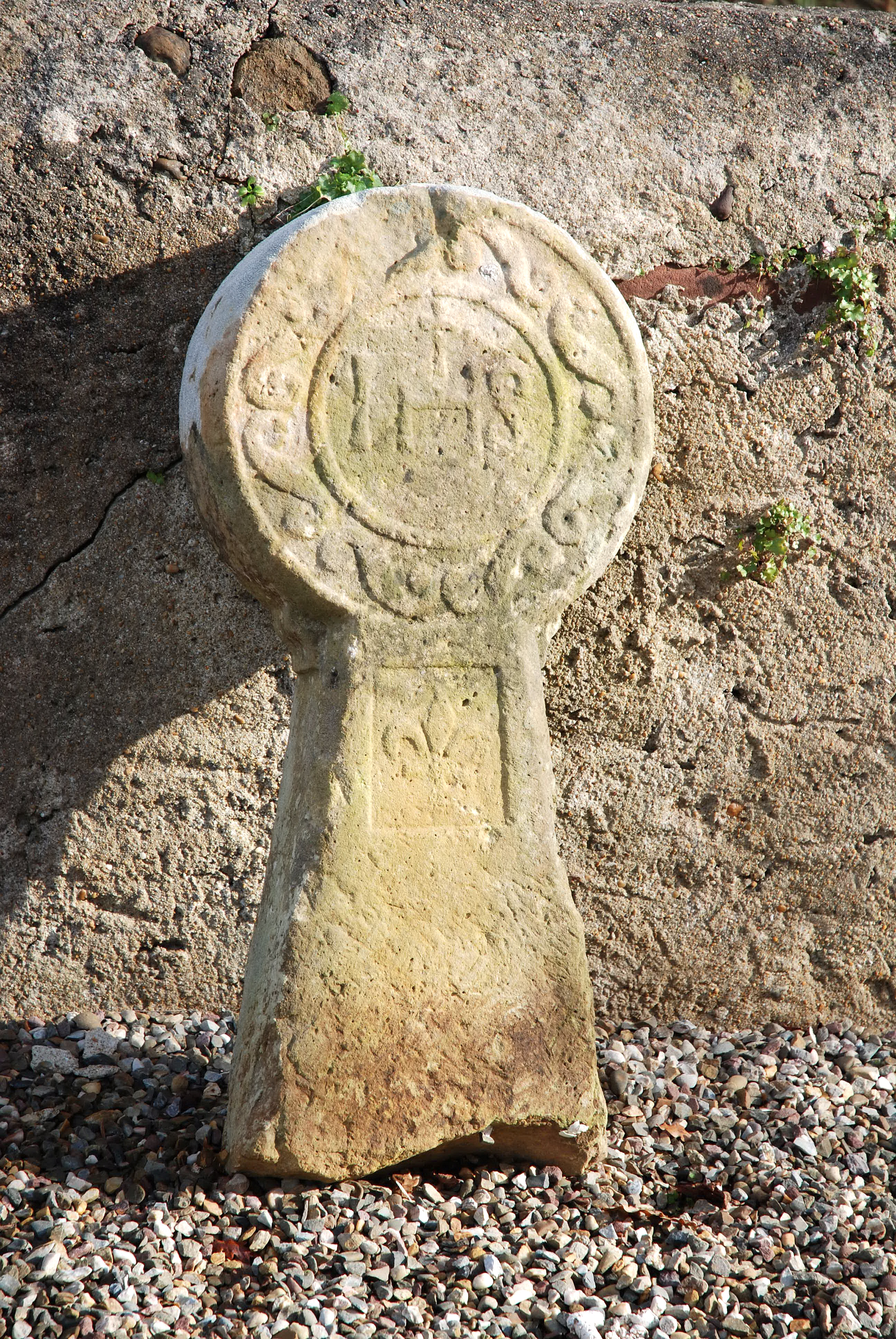
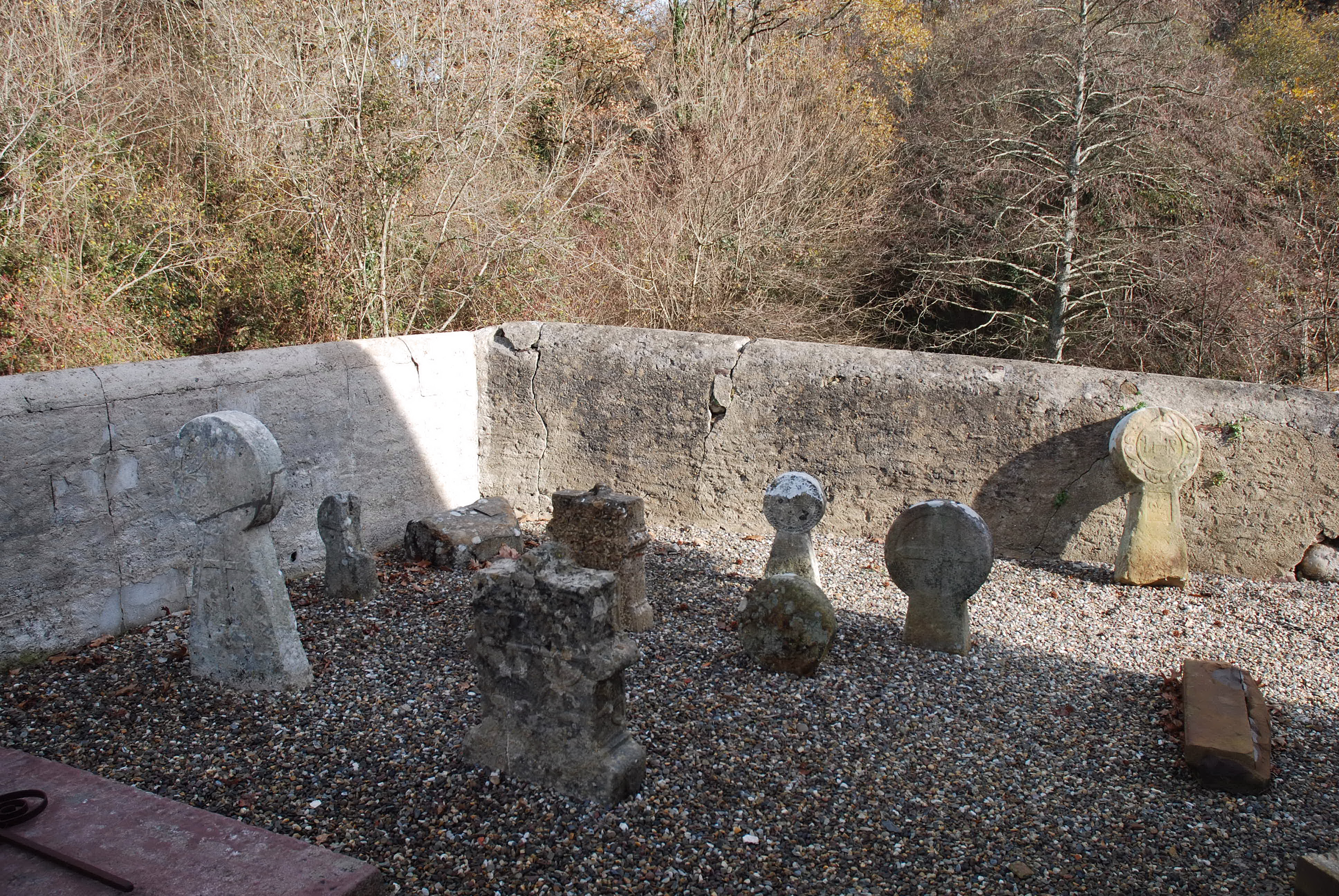
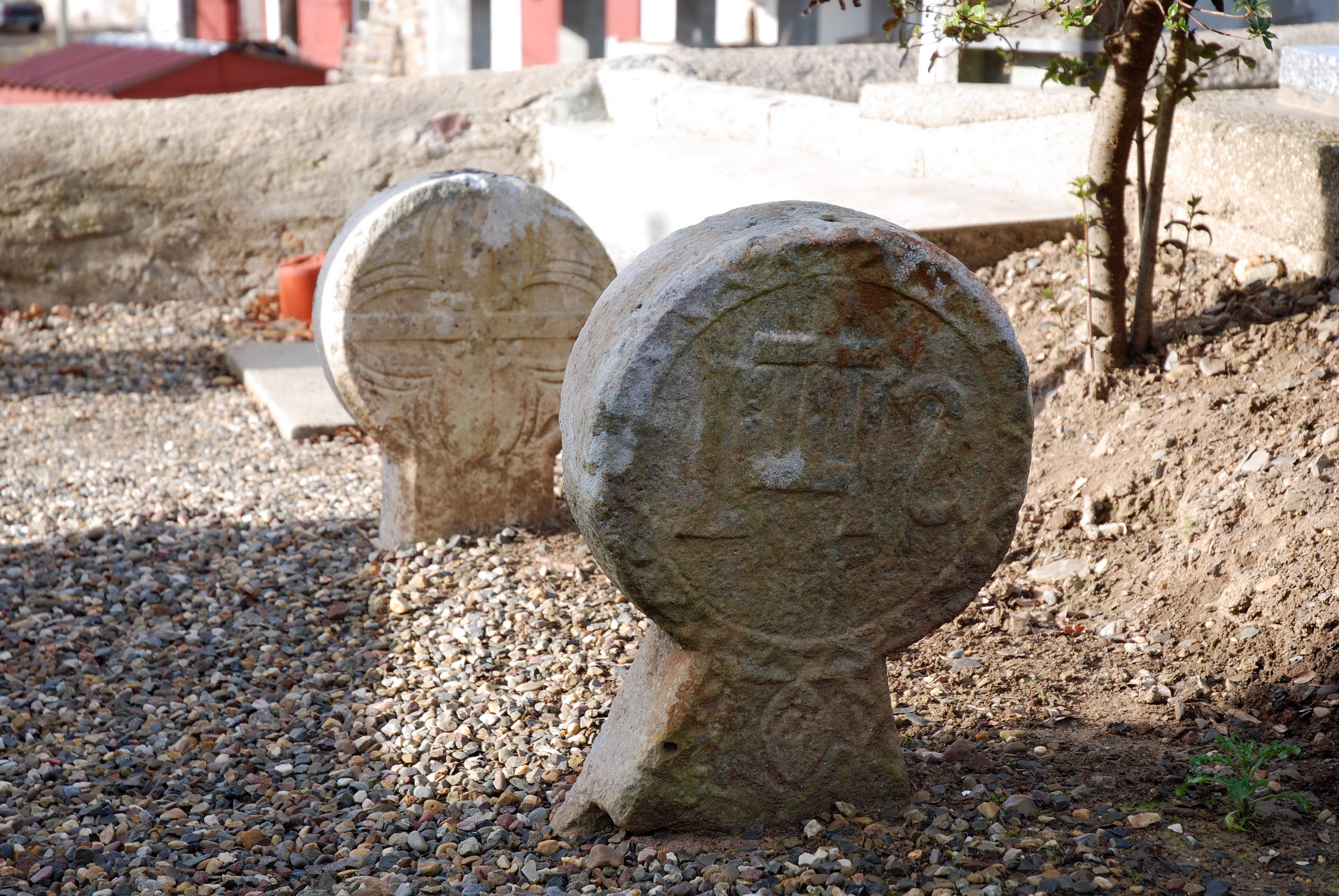
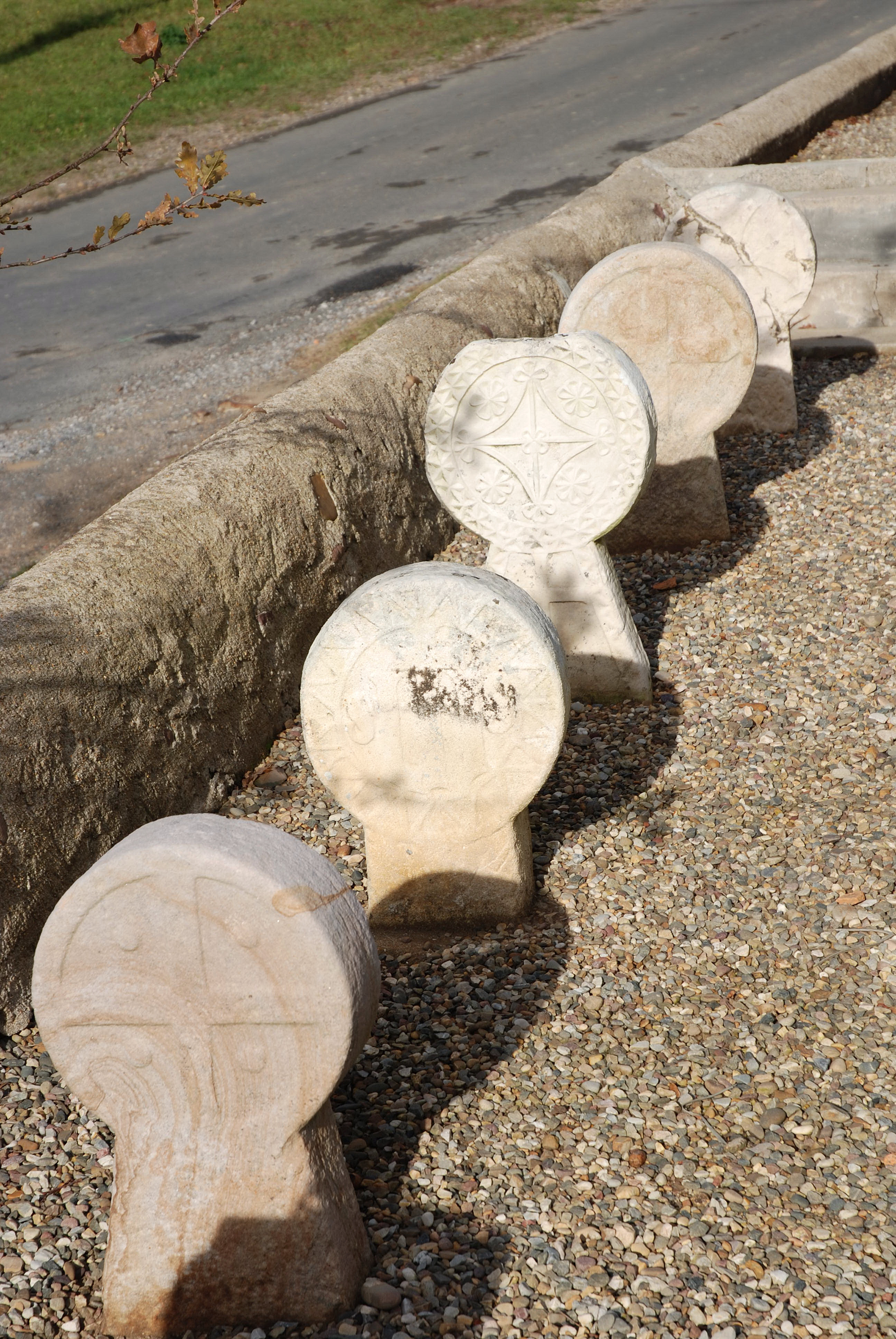

### Juxue

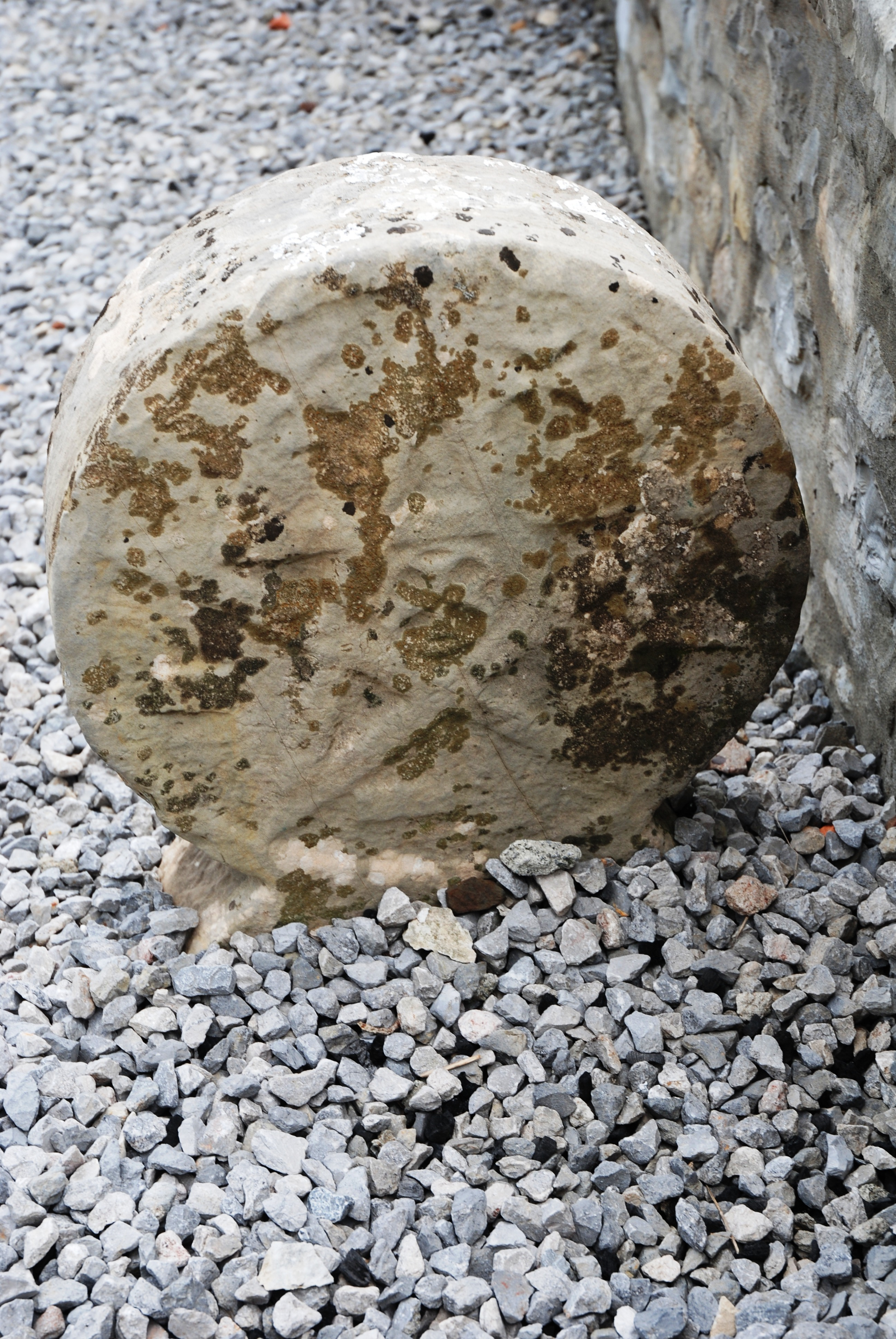
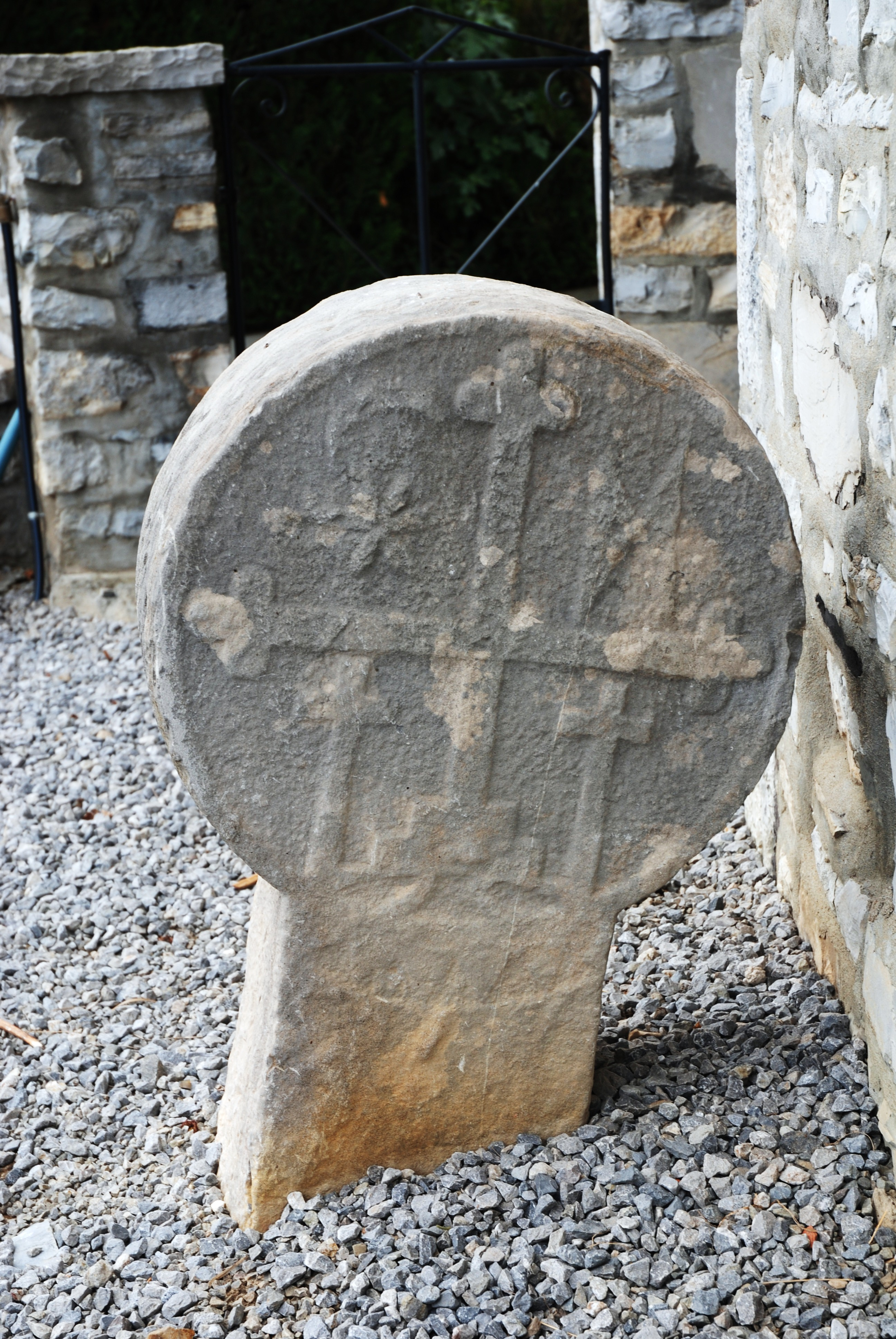
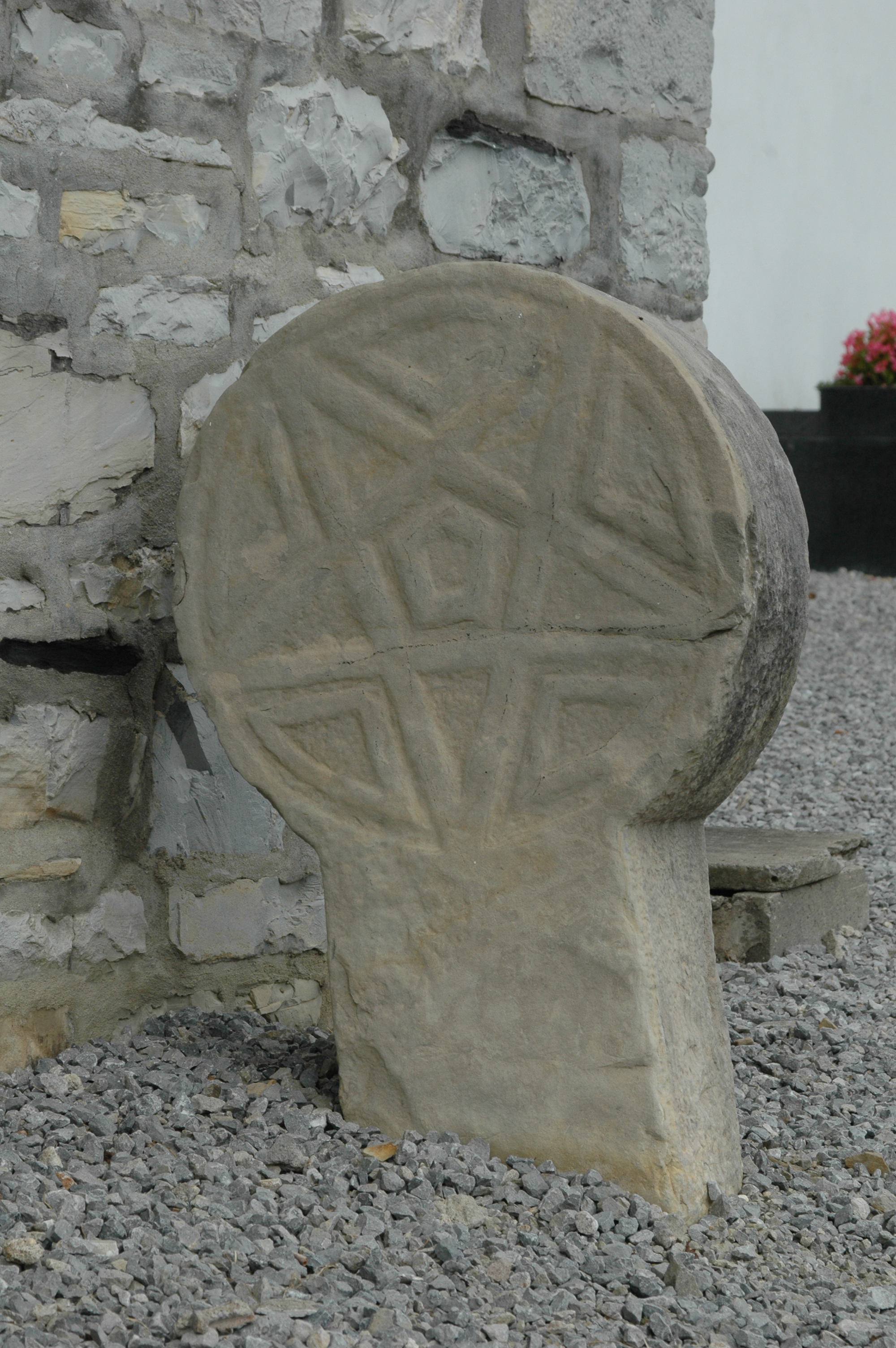
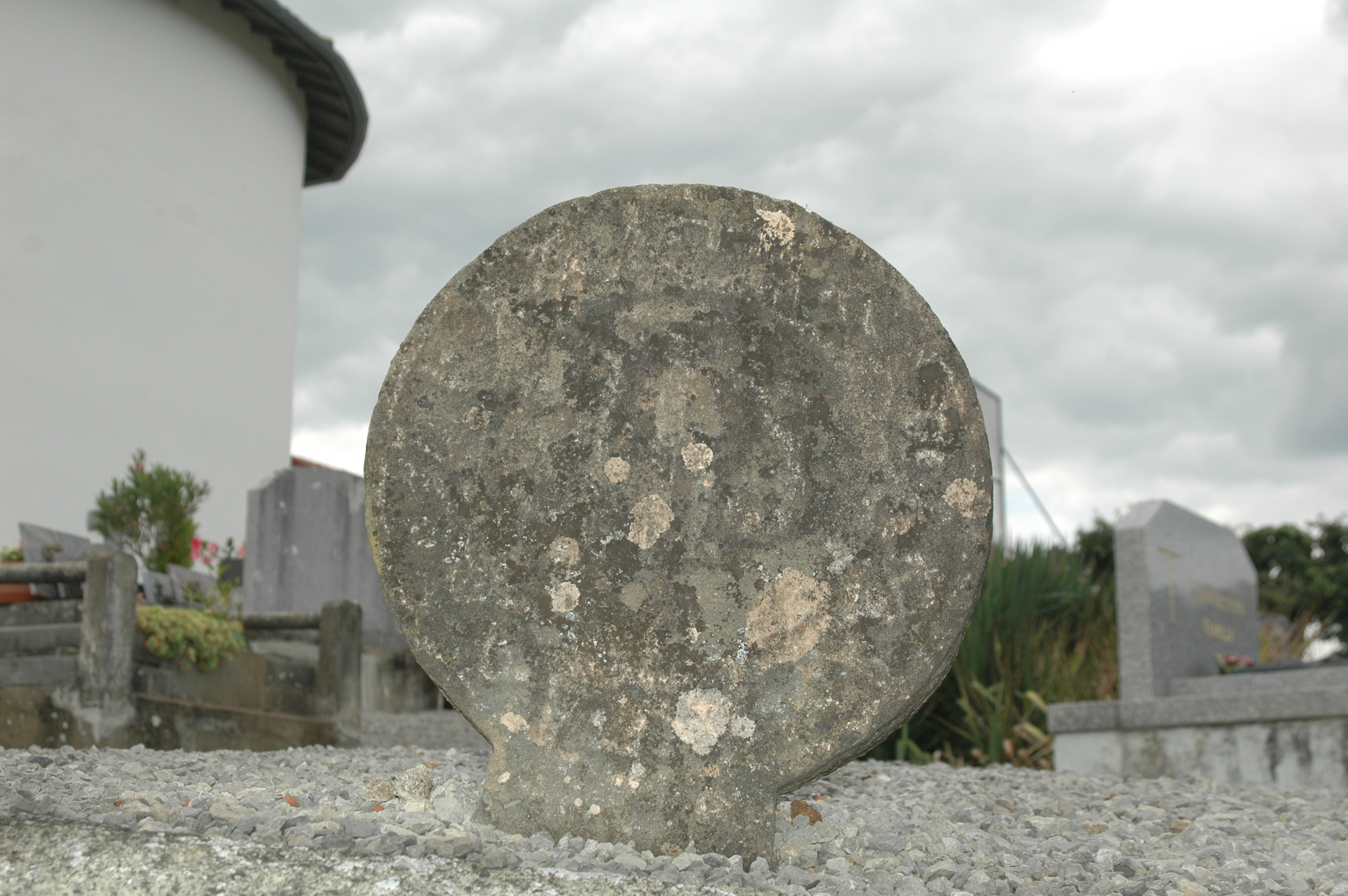

## Stèles au Pays Basque

### Ainhice-Mongelos

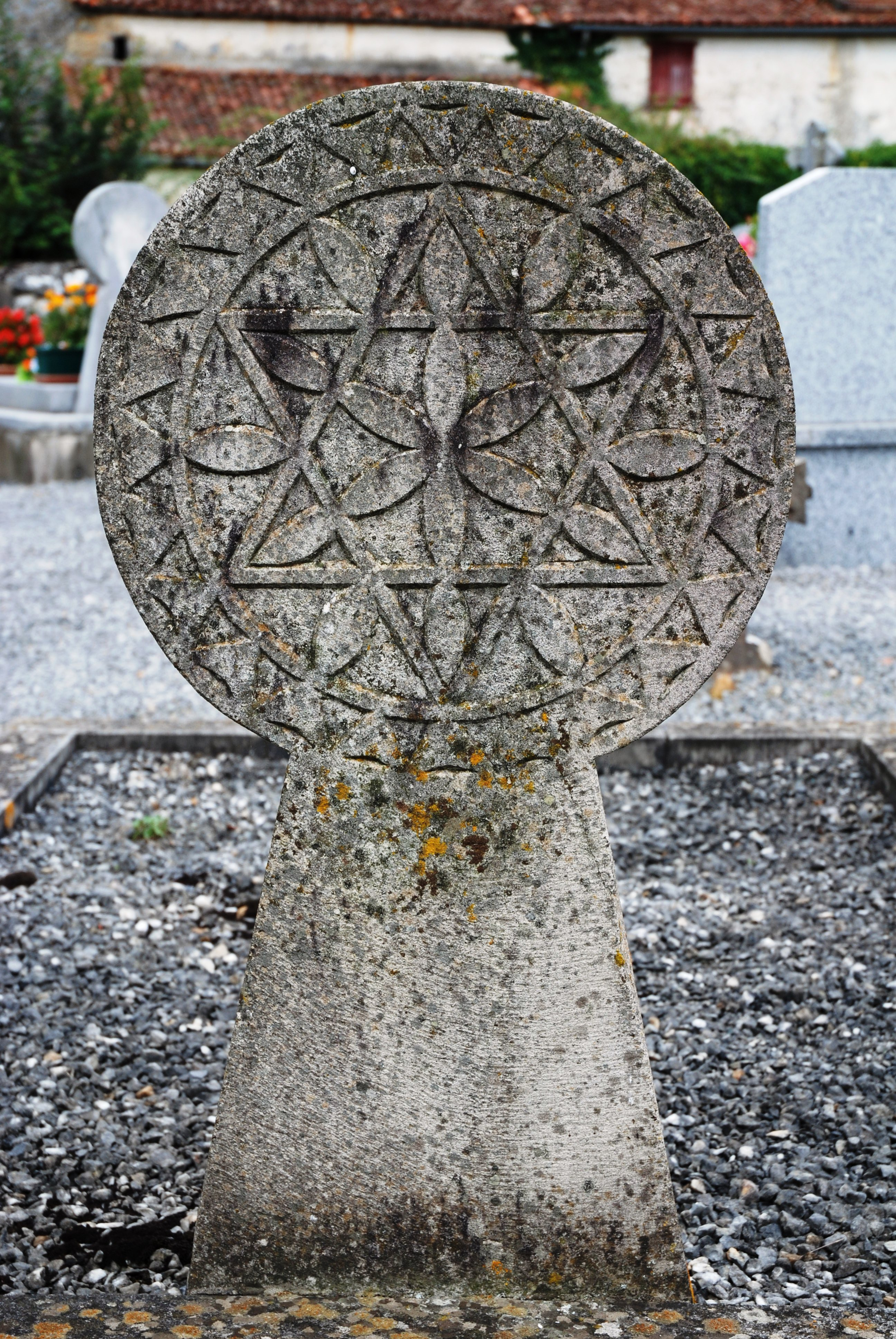
Stèle ornée d'une étoile de David

### Amorots-Succos

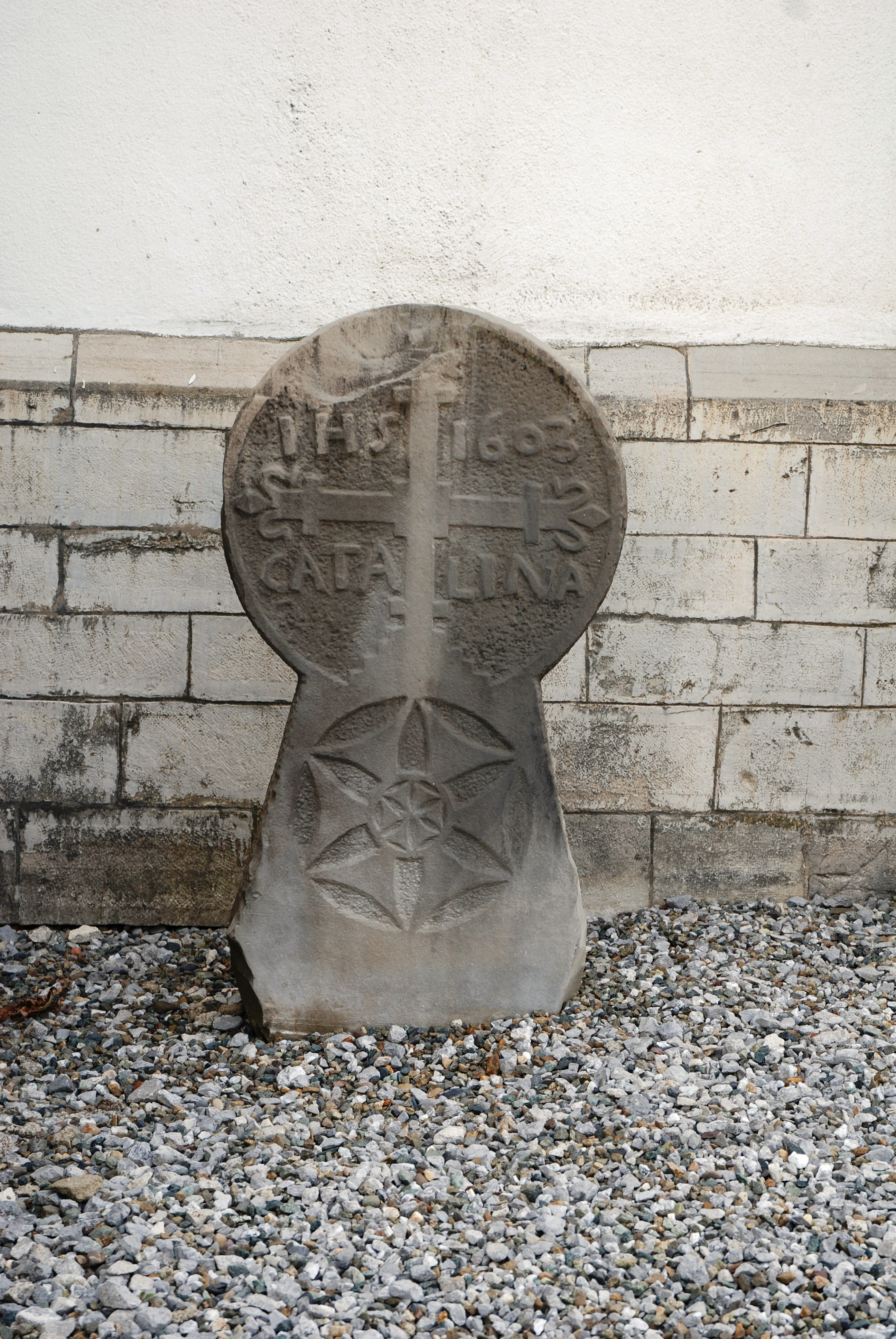
Amorots
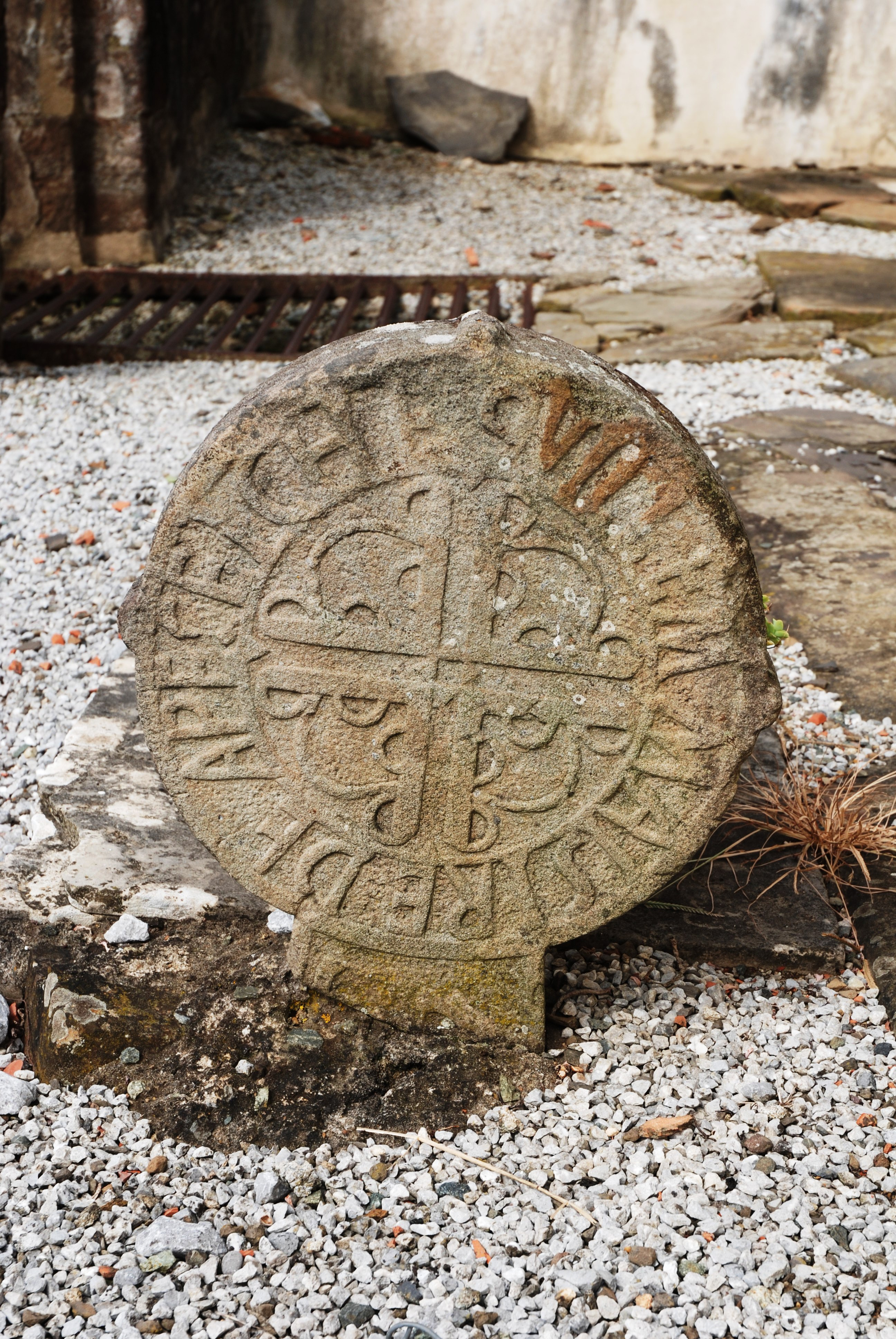
Succos

### Arbonne

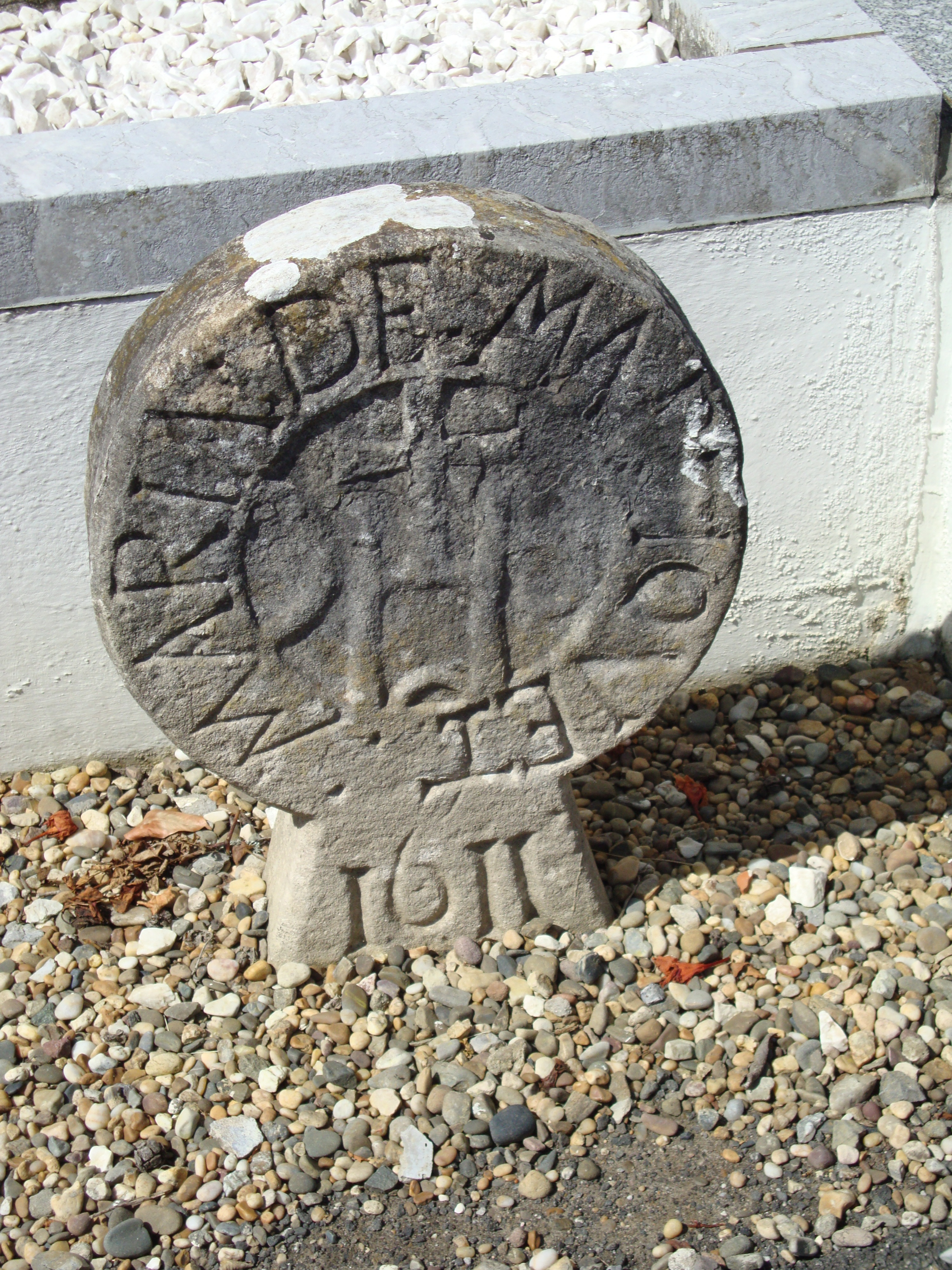
Stèle de 1611
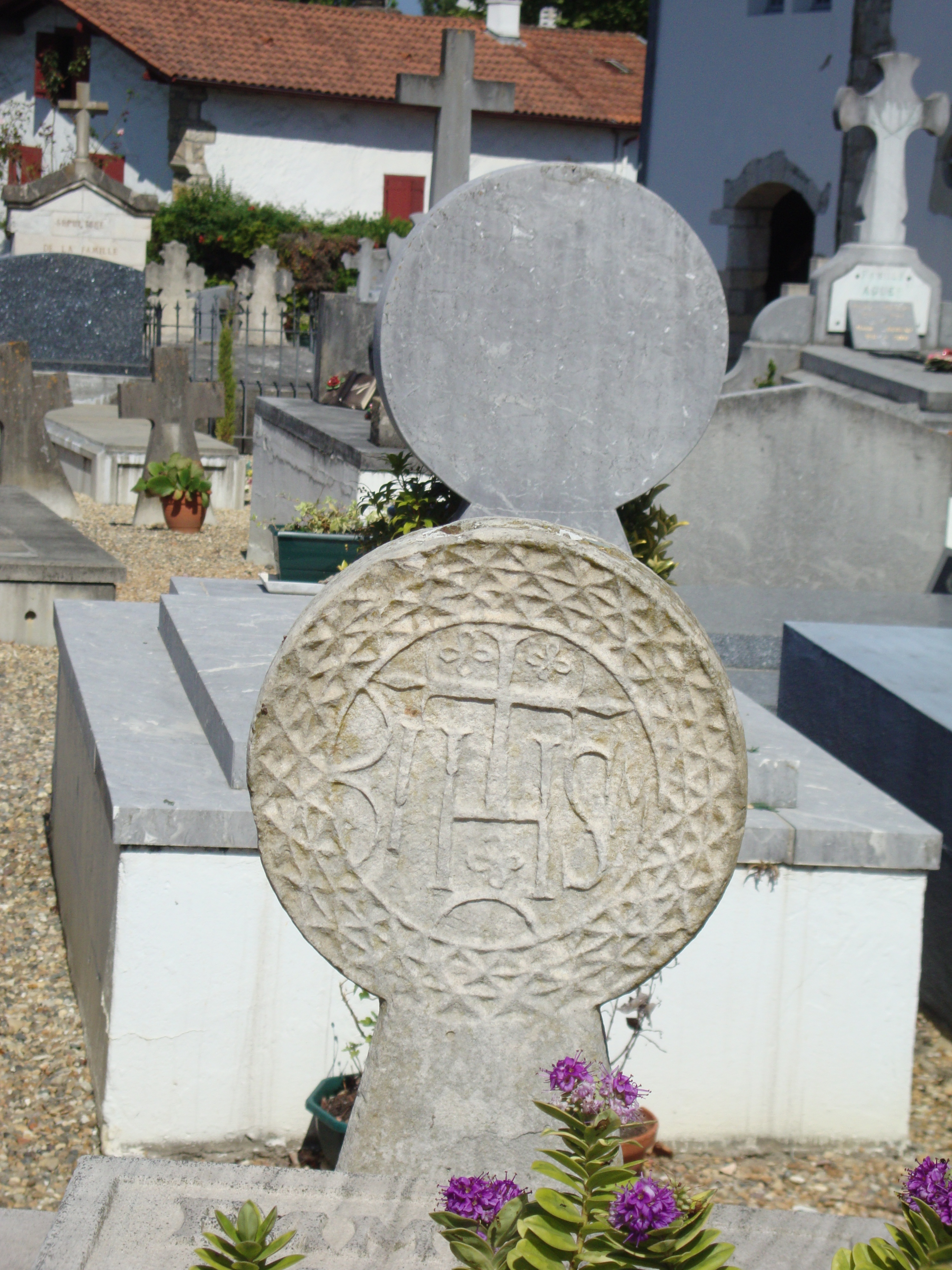
École d’Arbonne
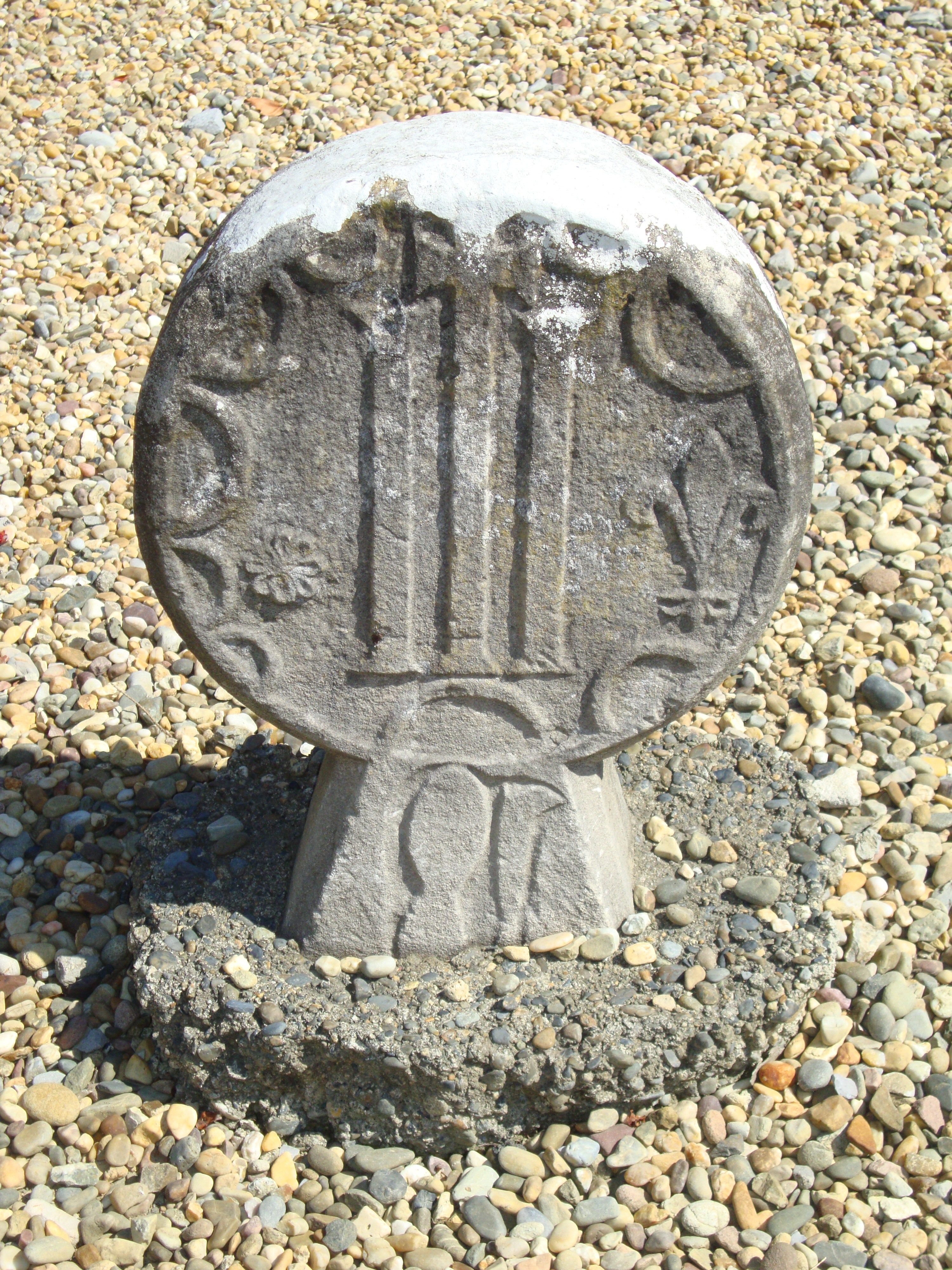
Stèle de sandalier
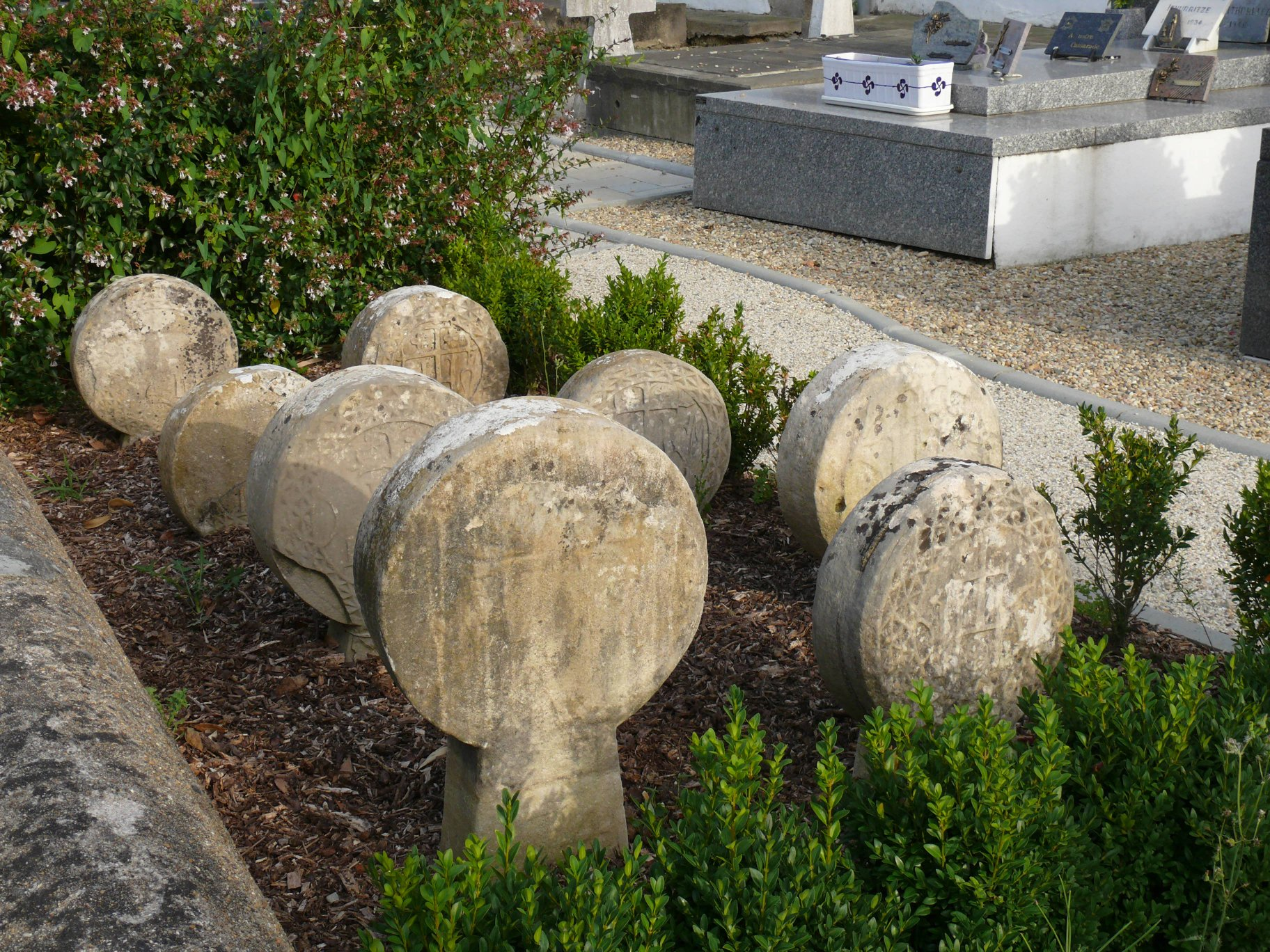
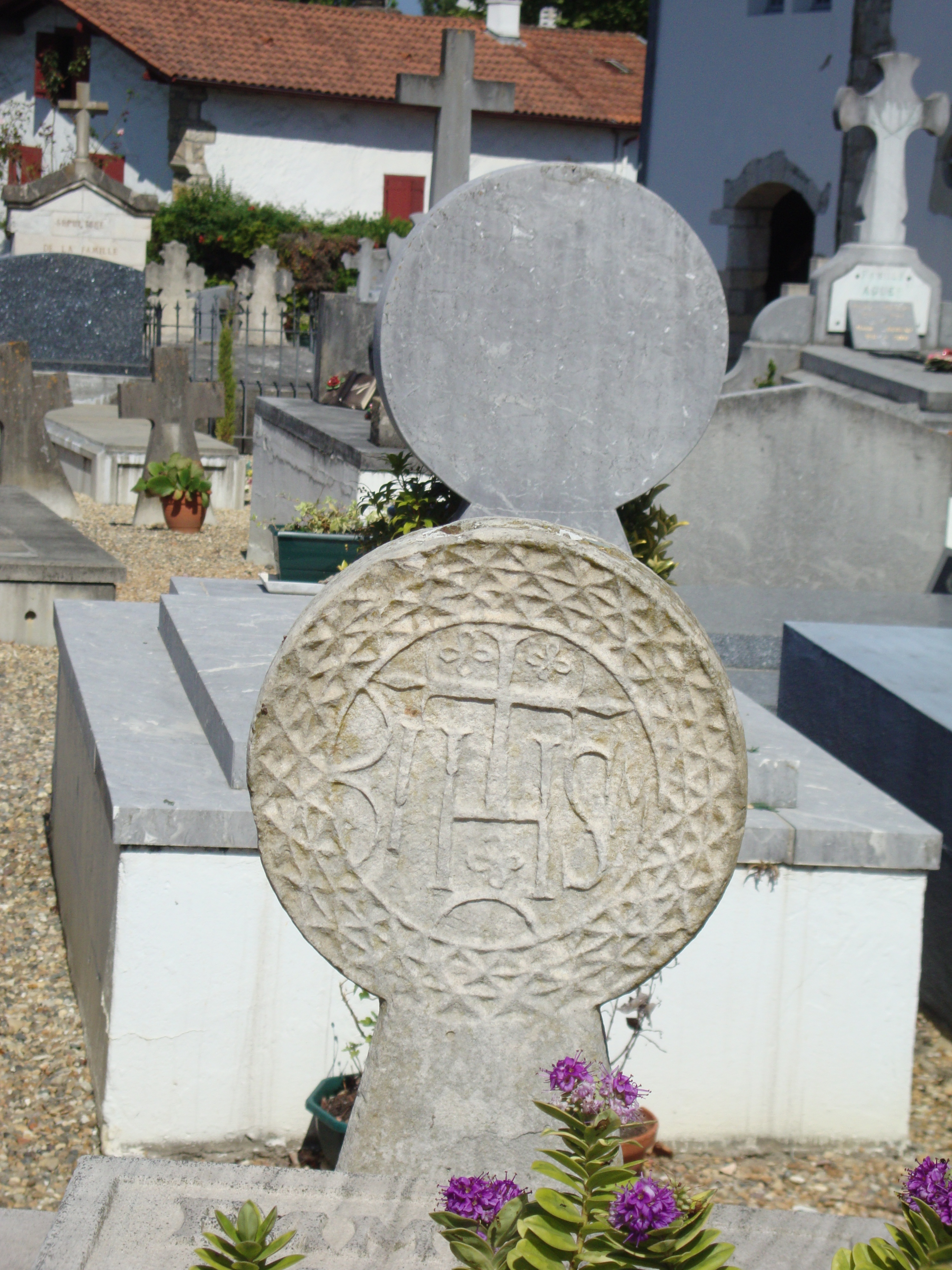

### Arhansus

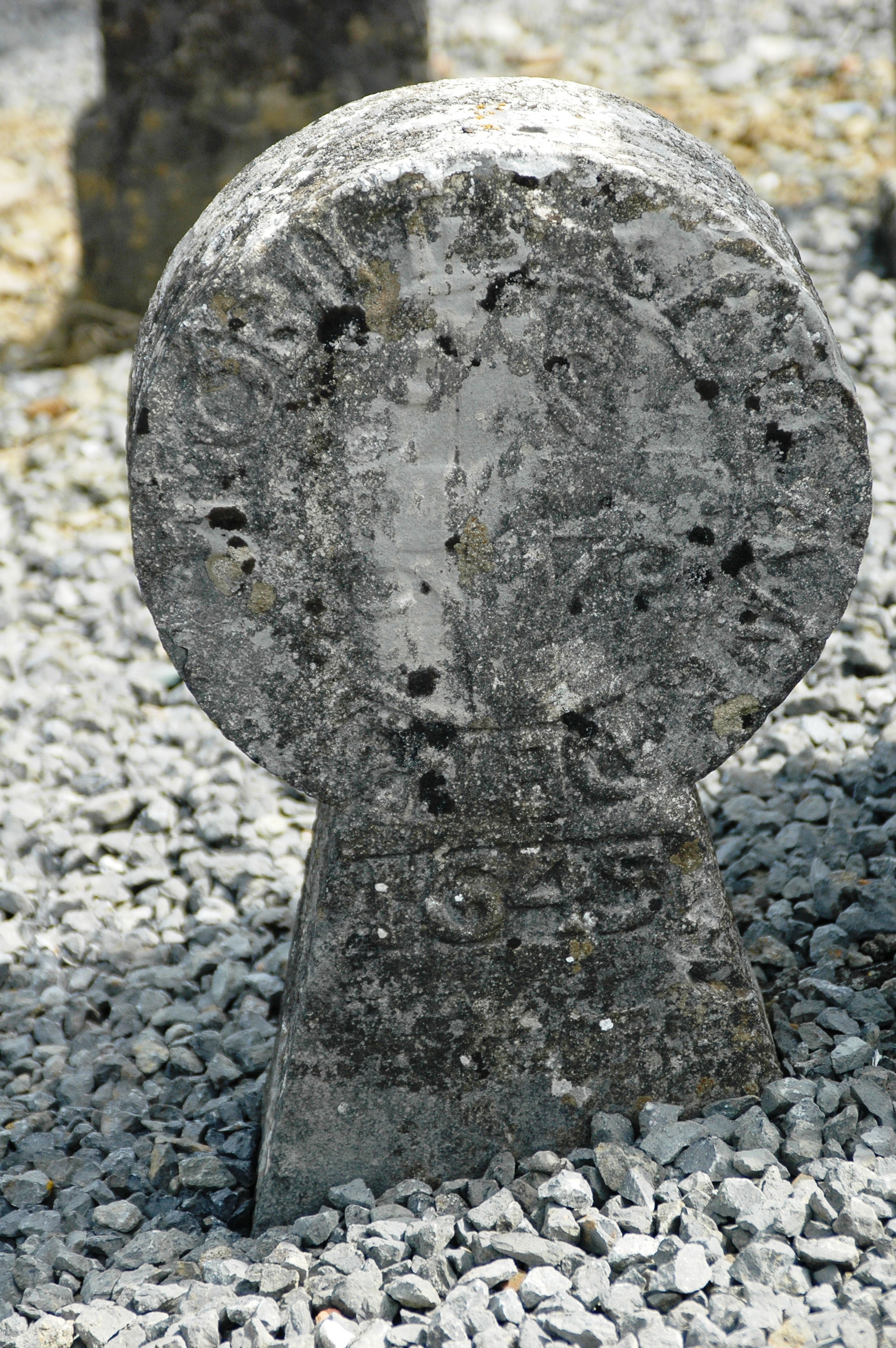
Stèle de 1645
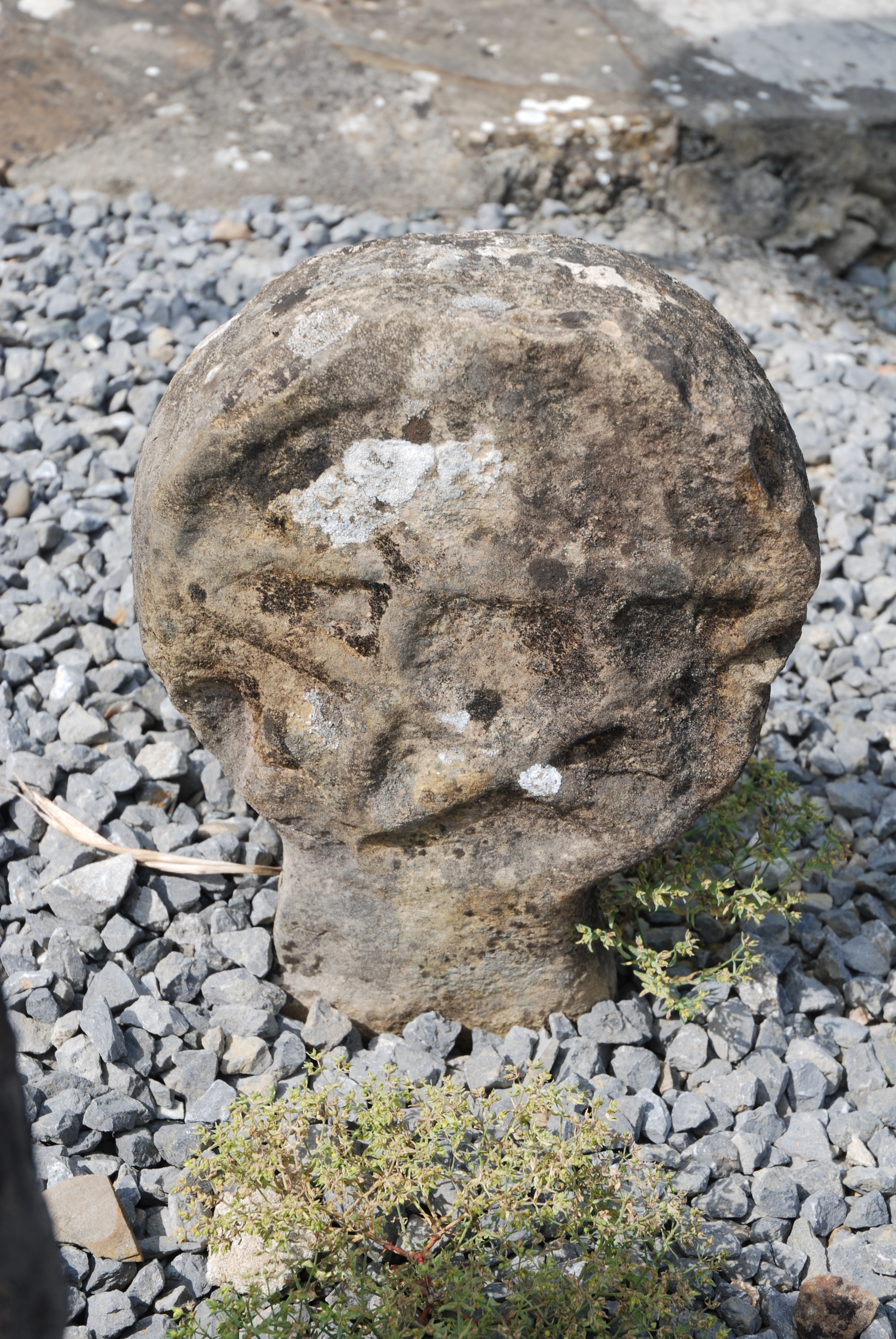

### Iholdy

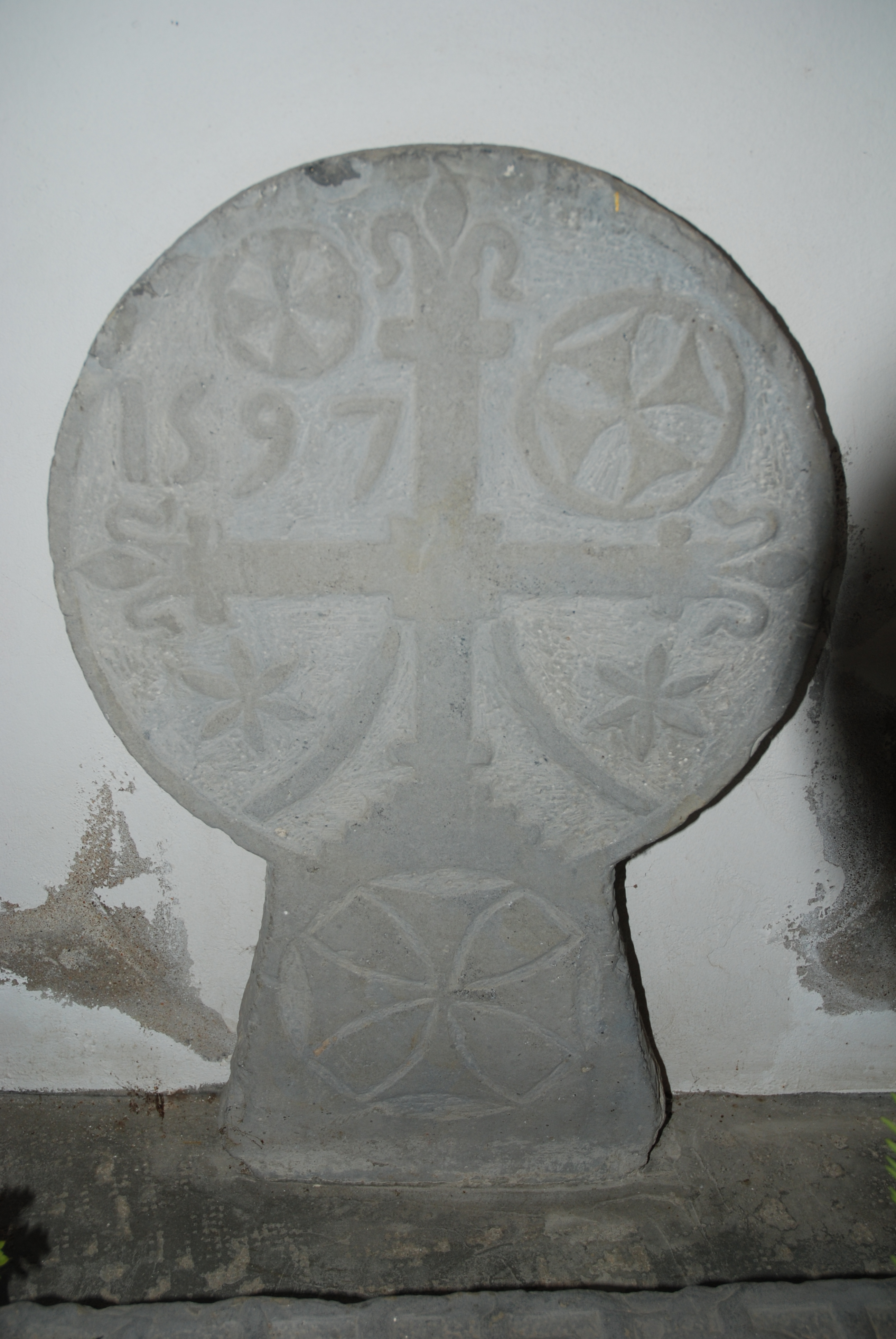
Stèle de 1597
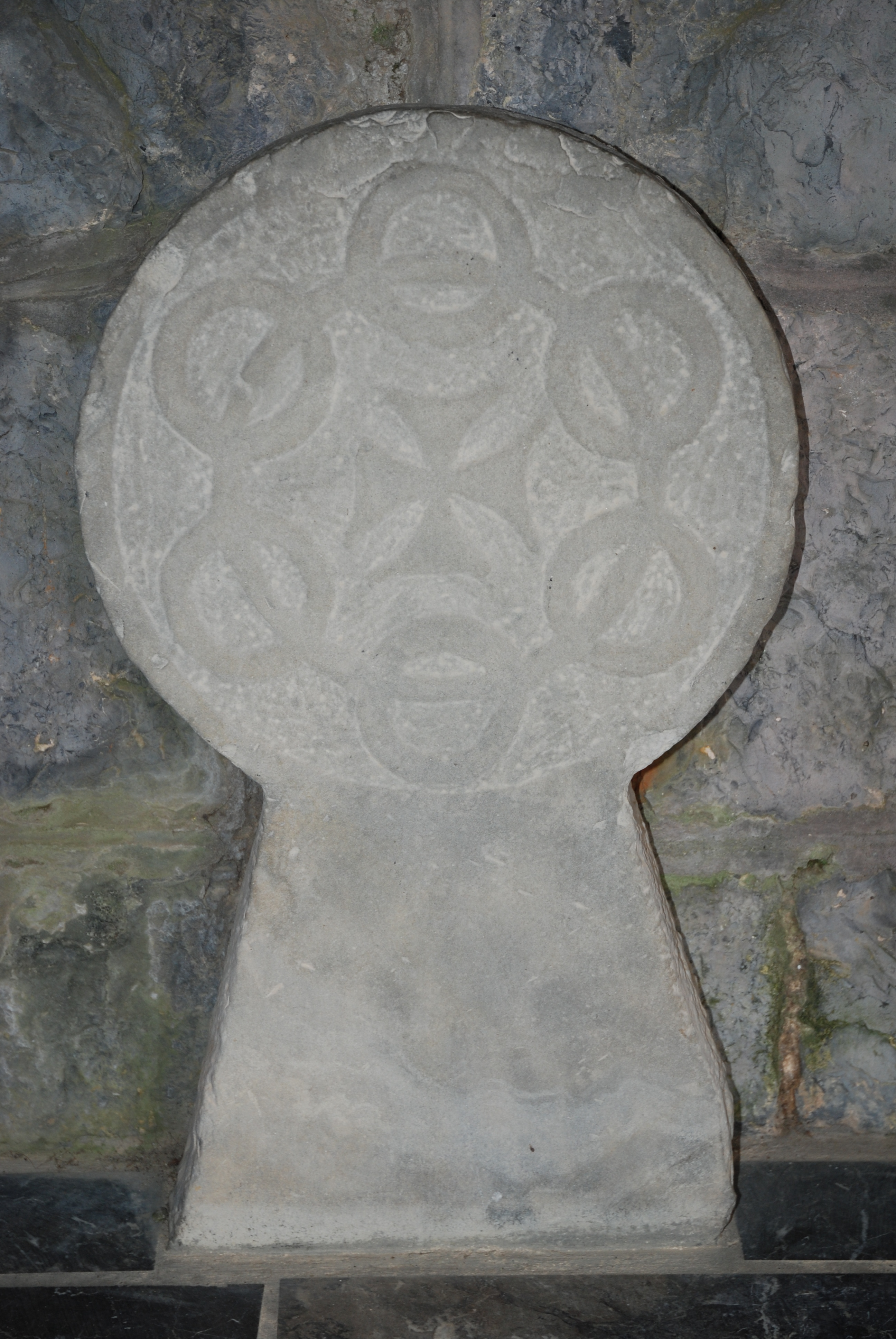
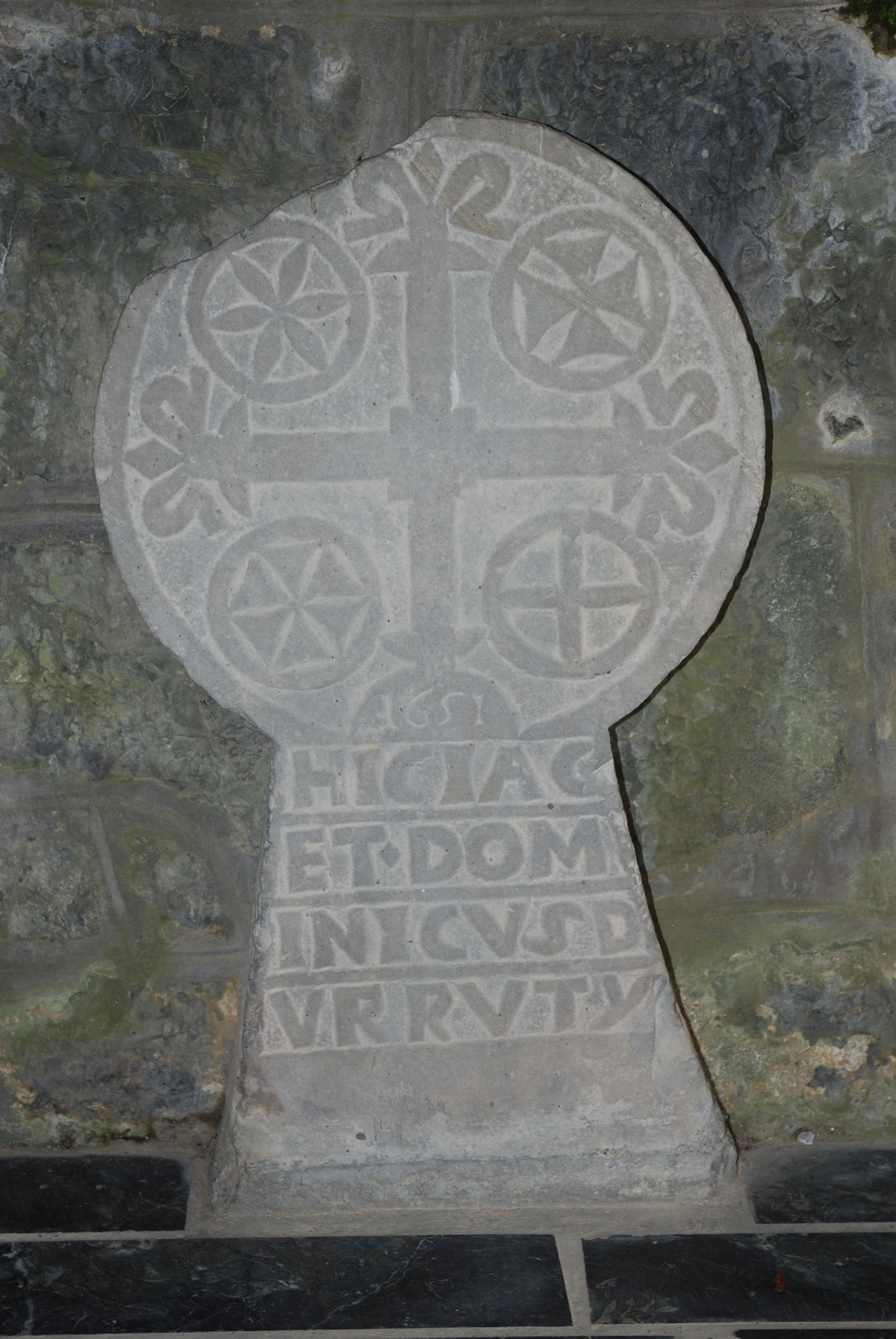

### Jatxou

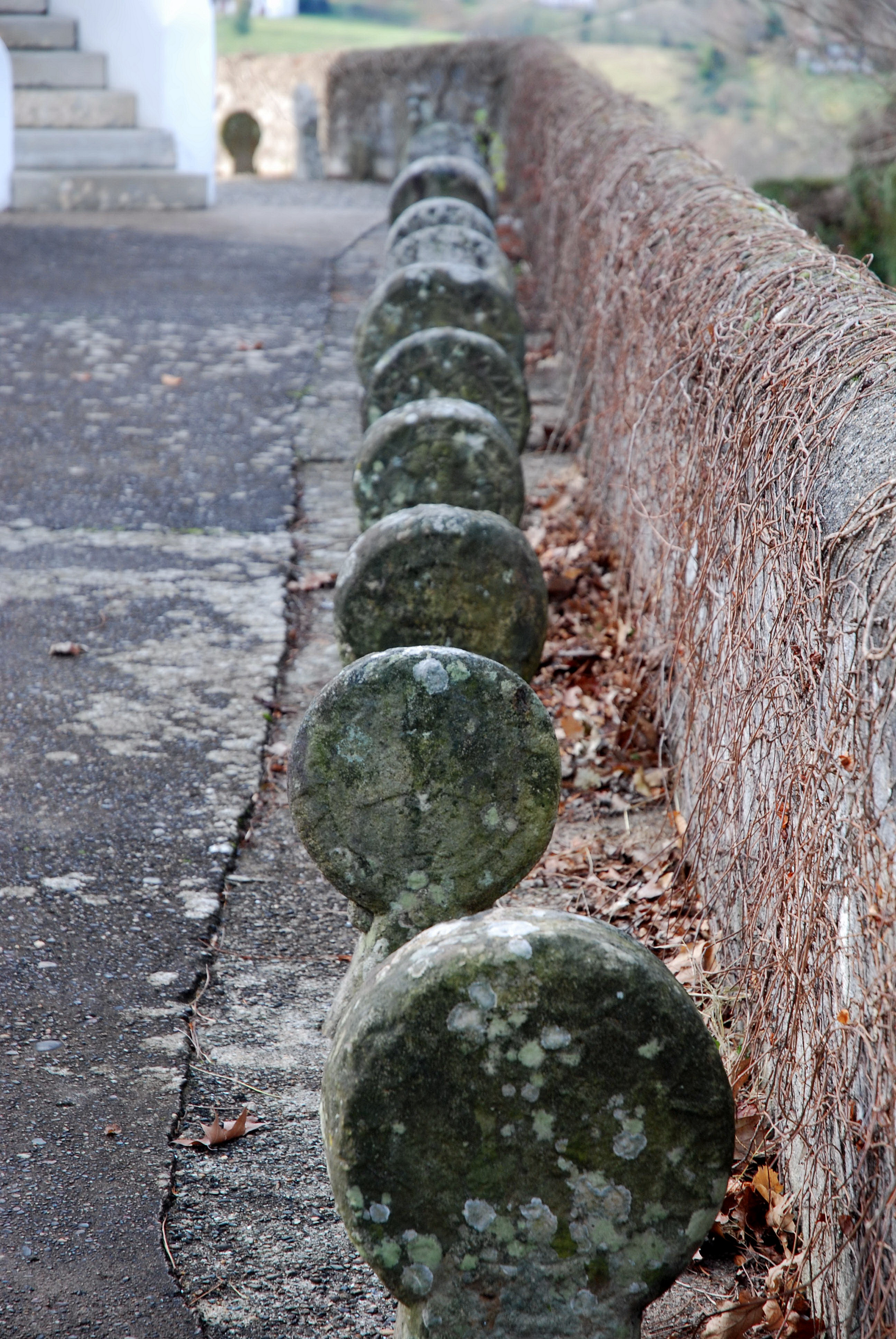
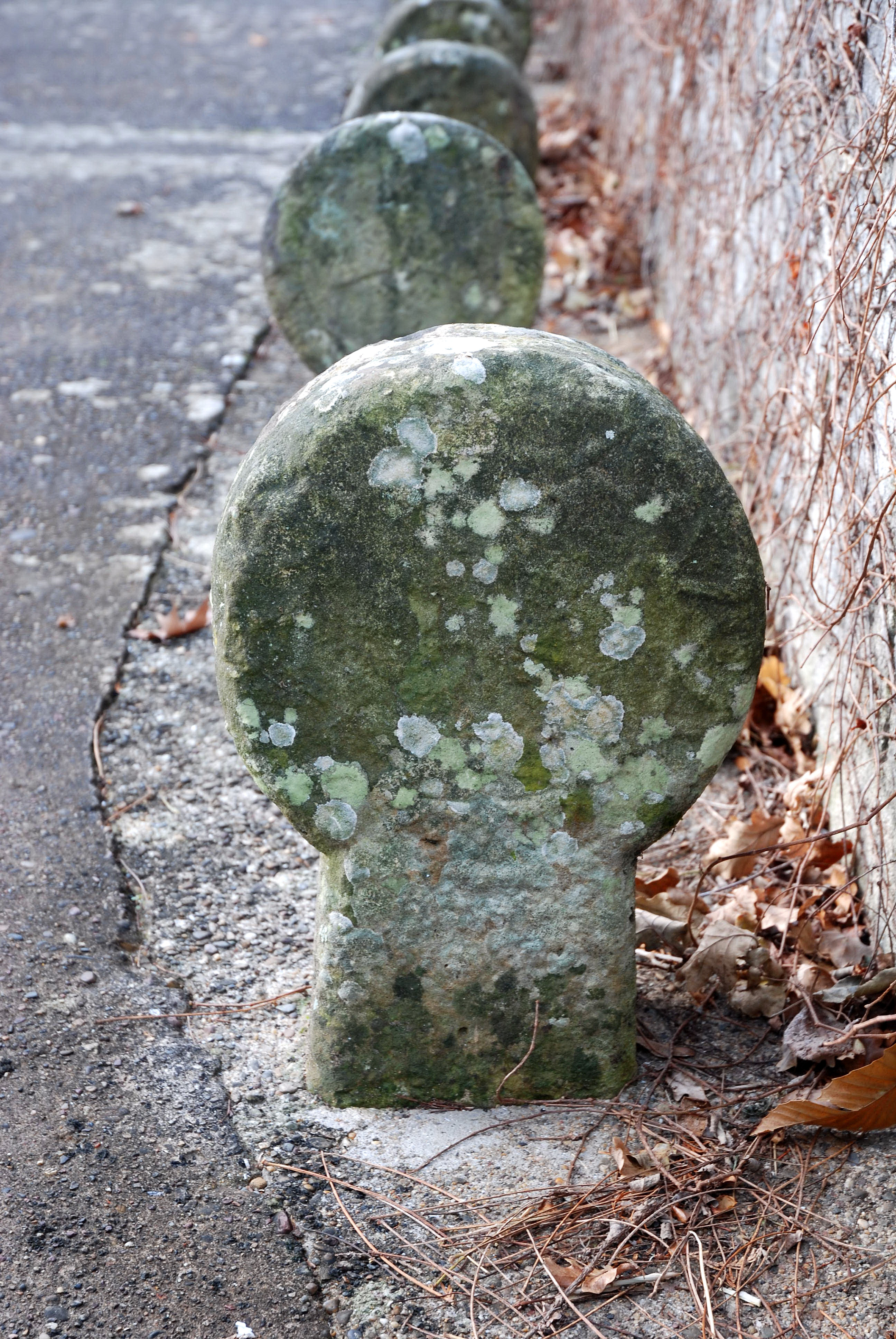
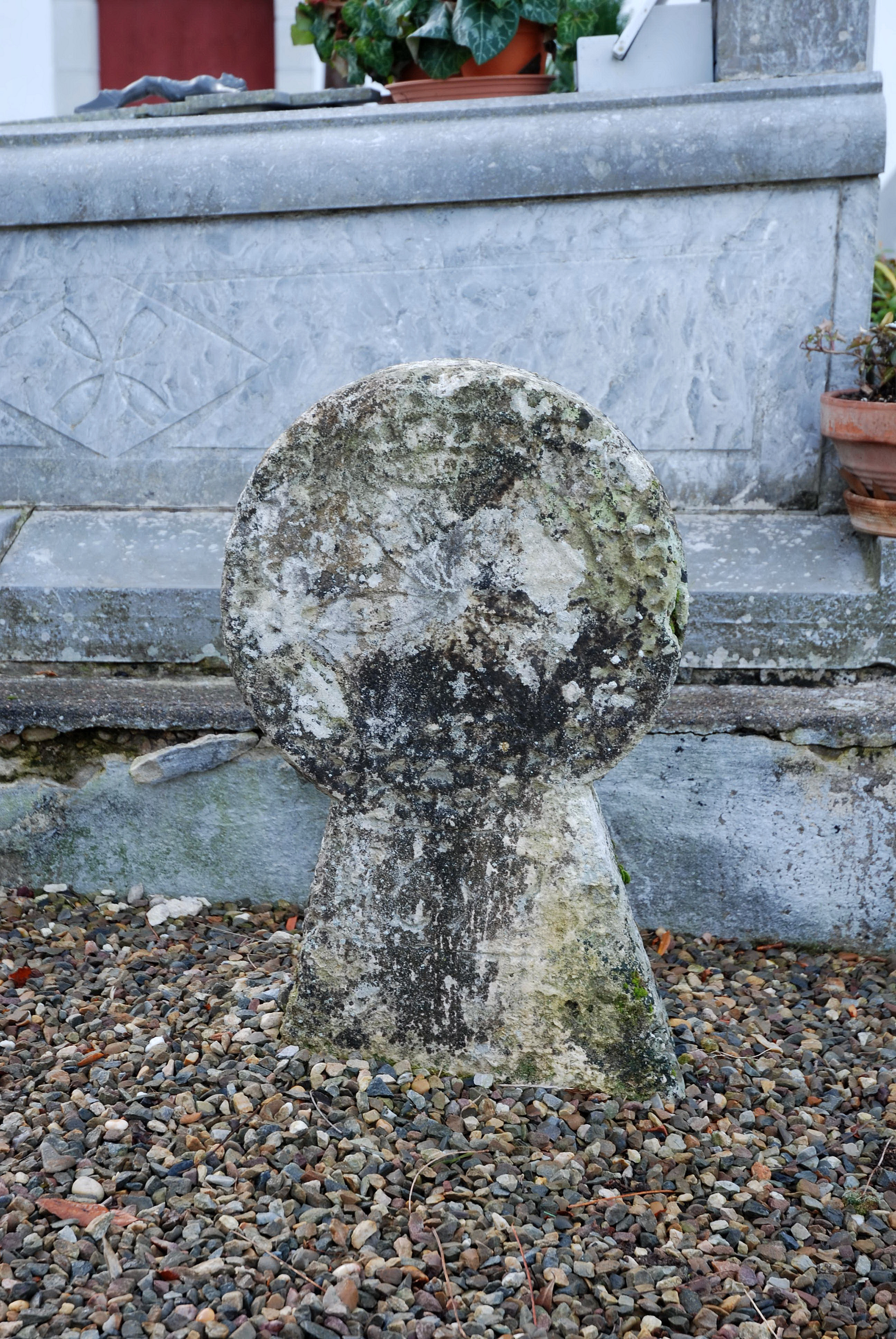
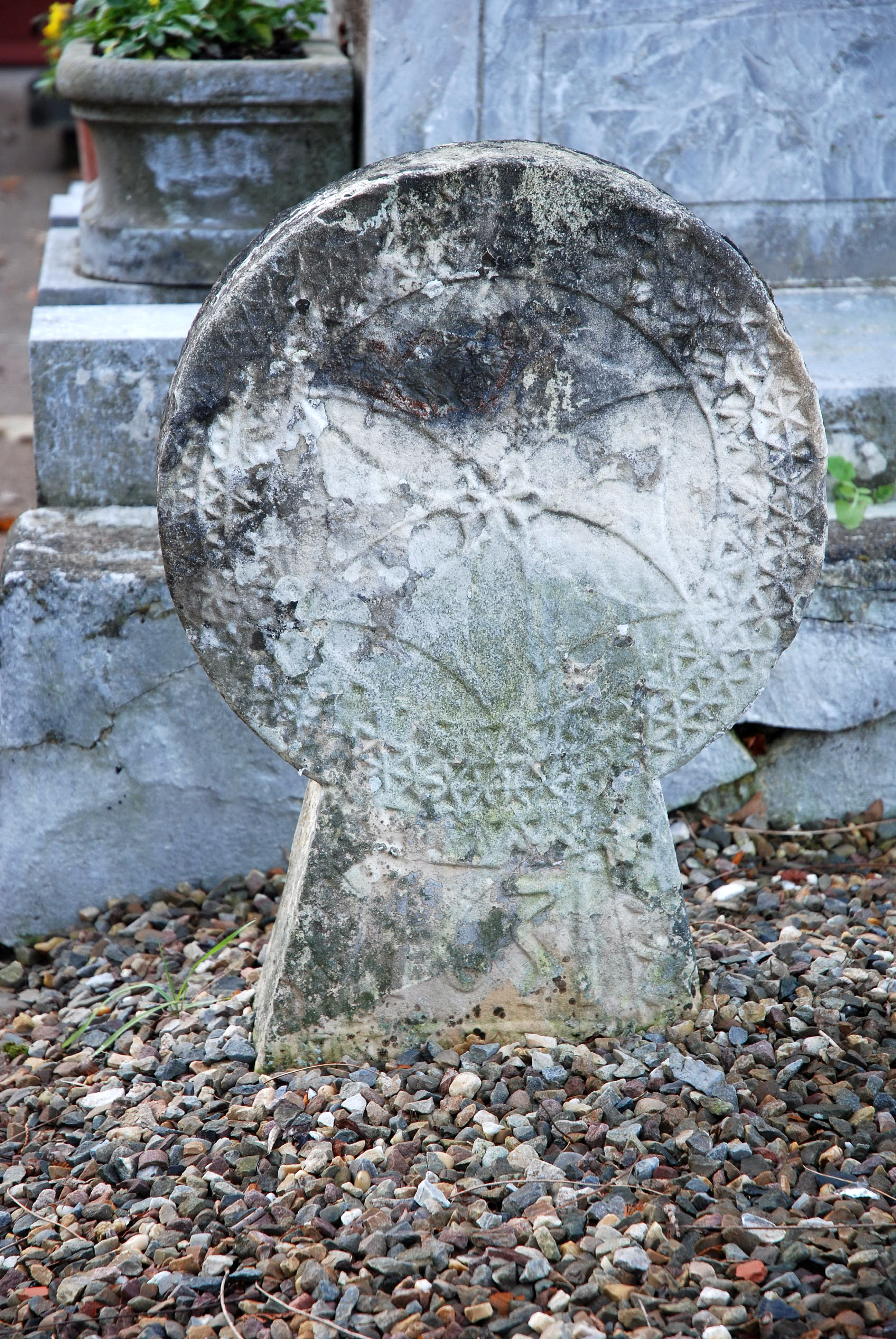
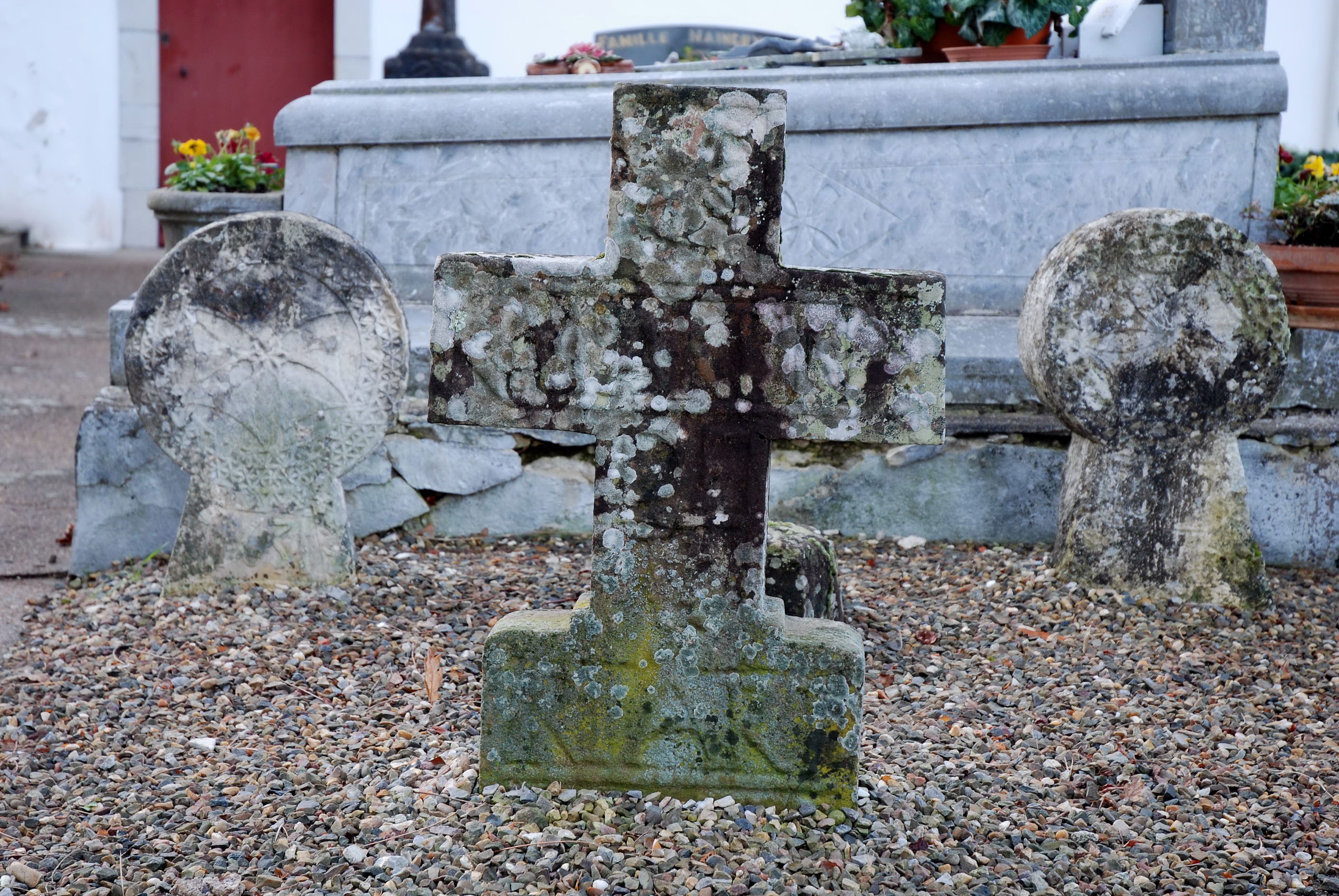
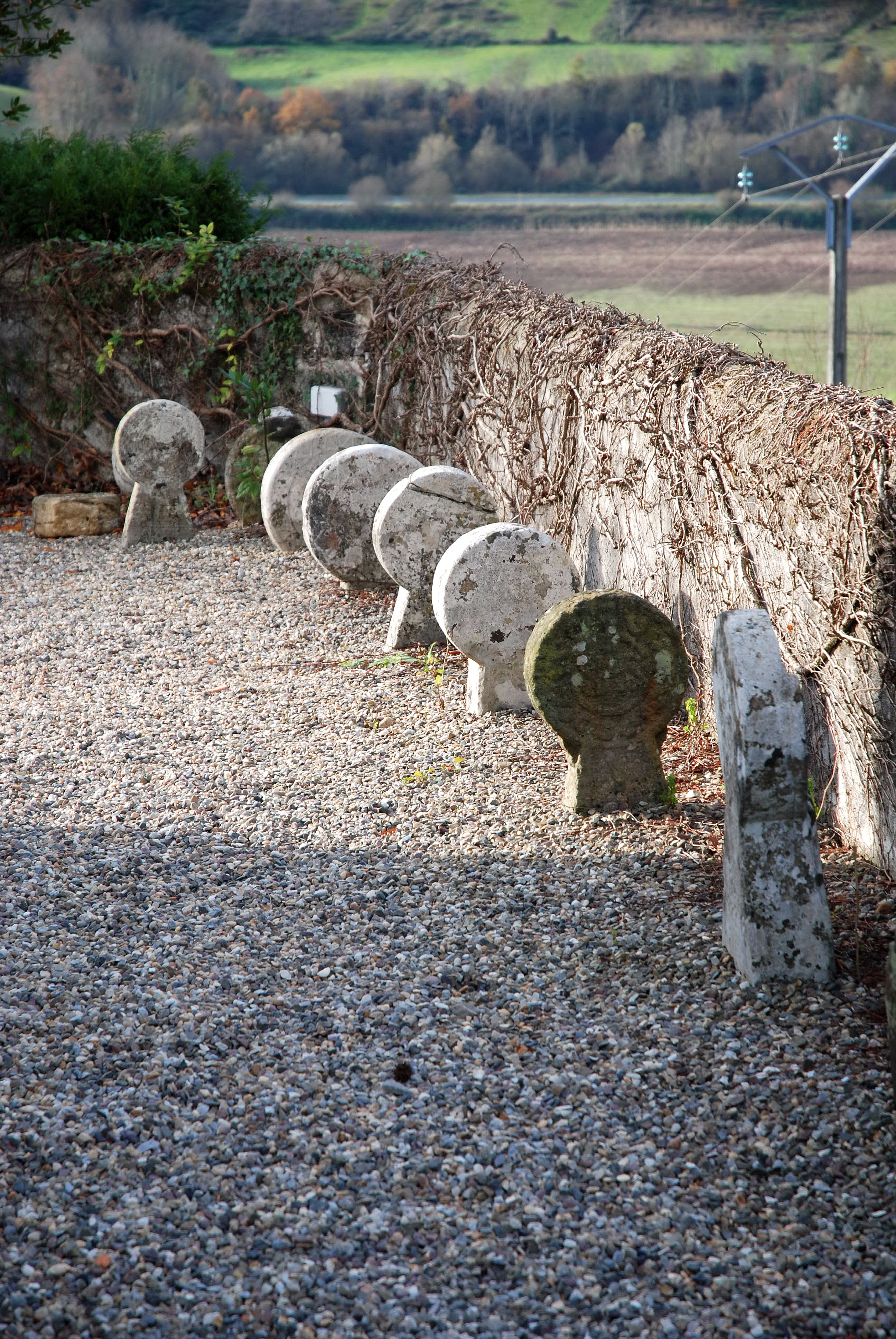
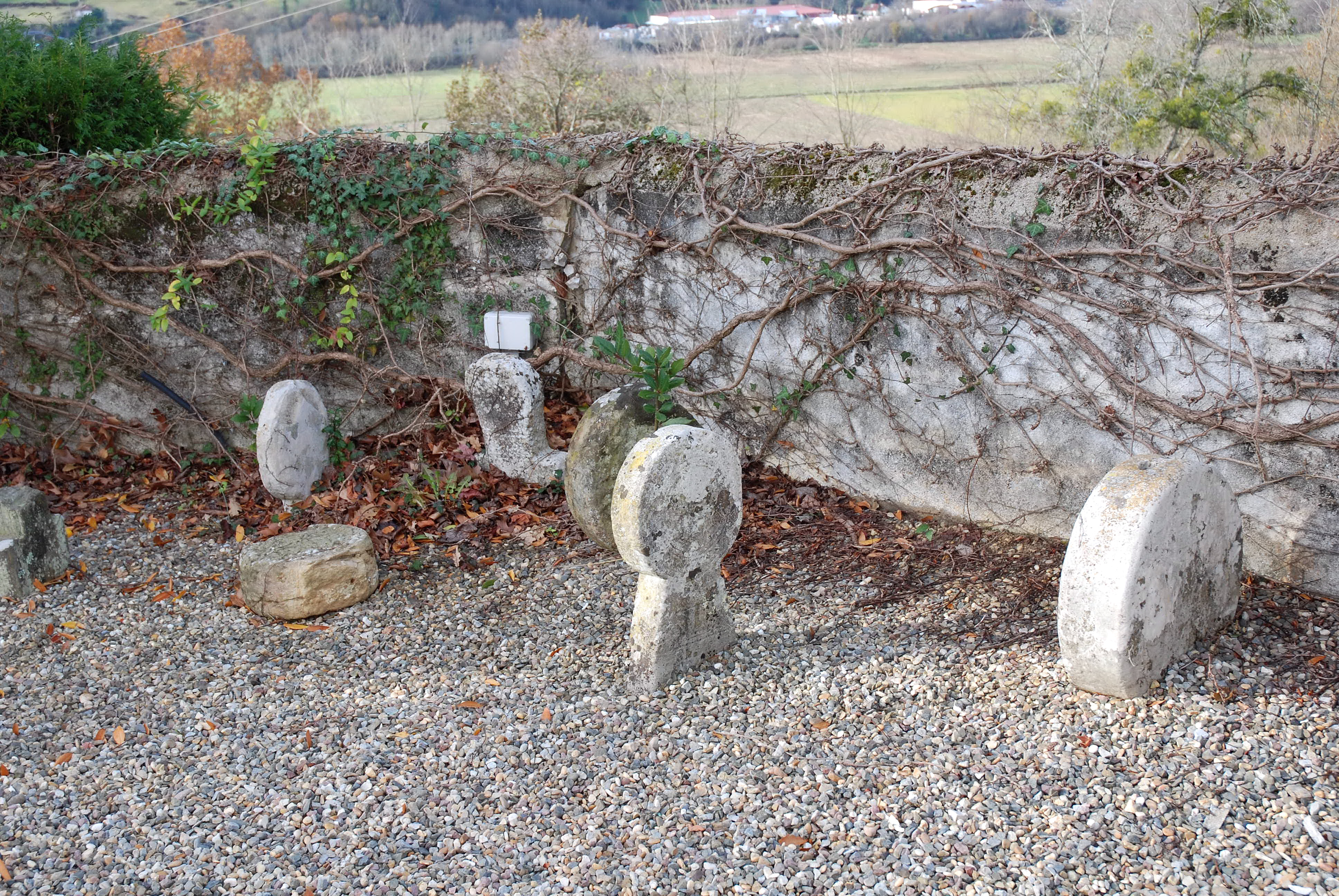
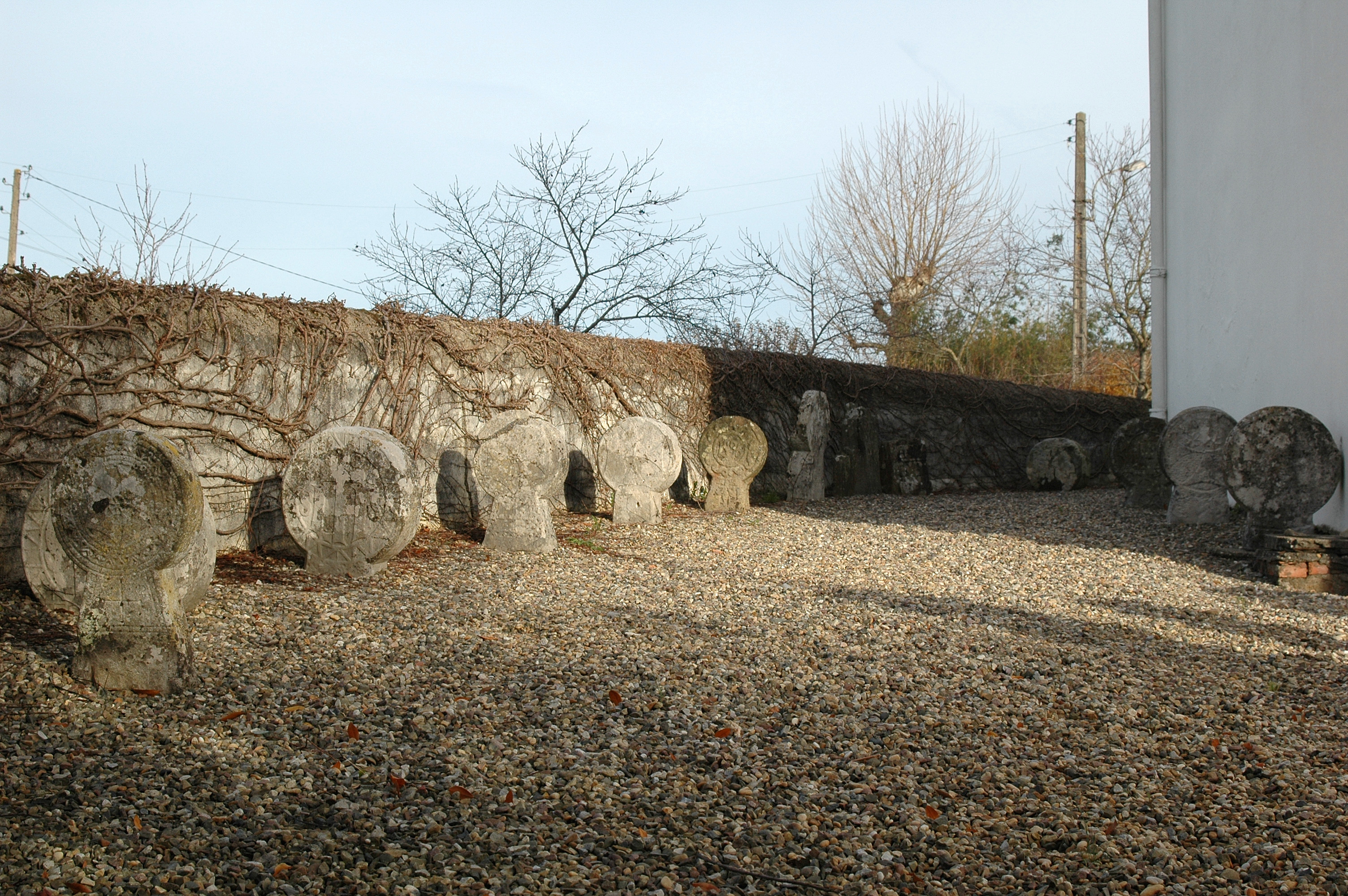
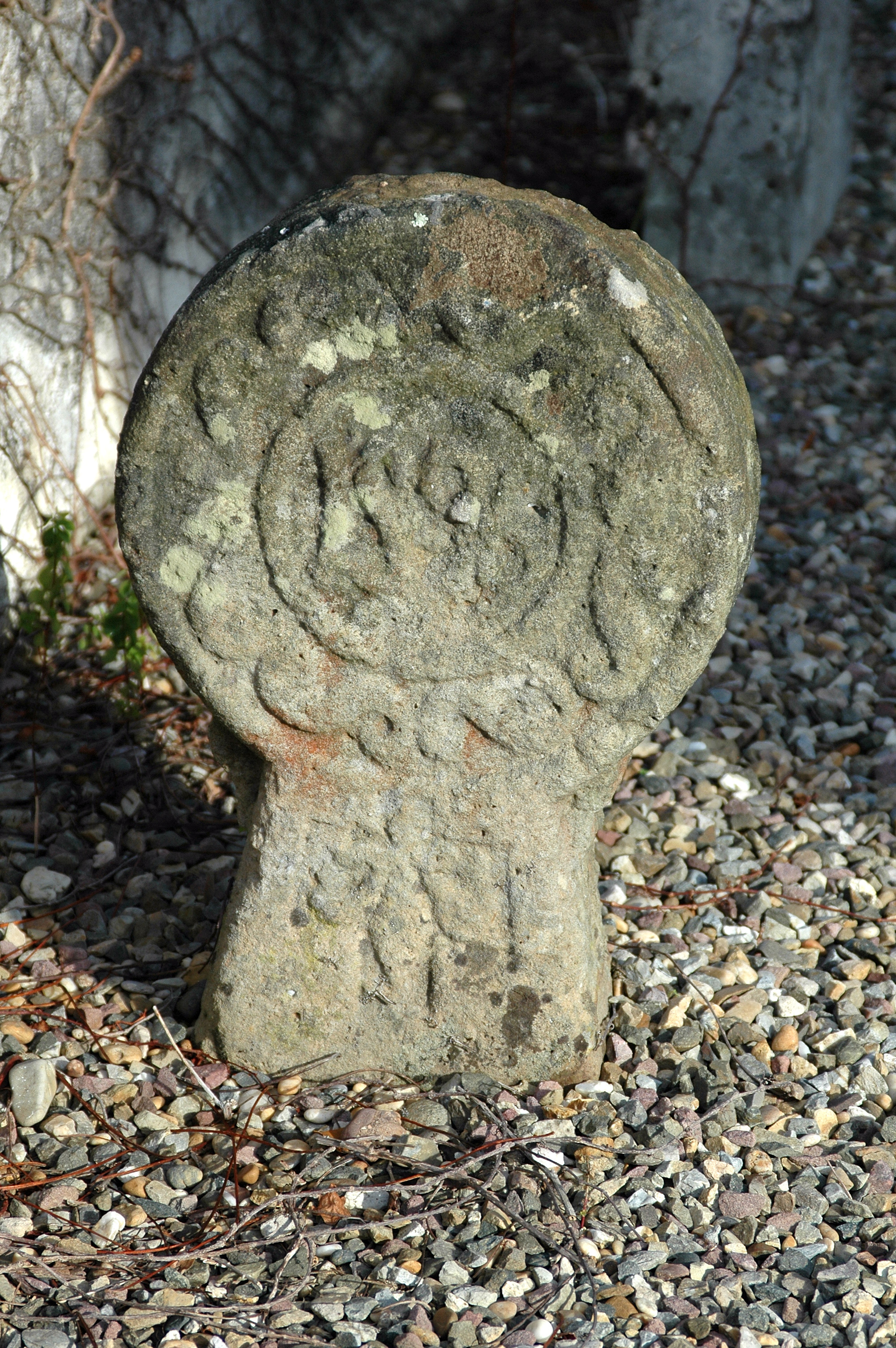
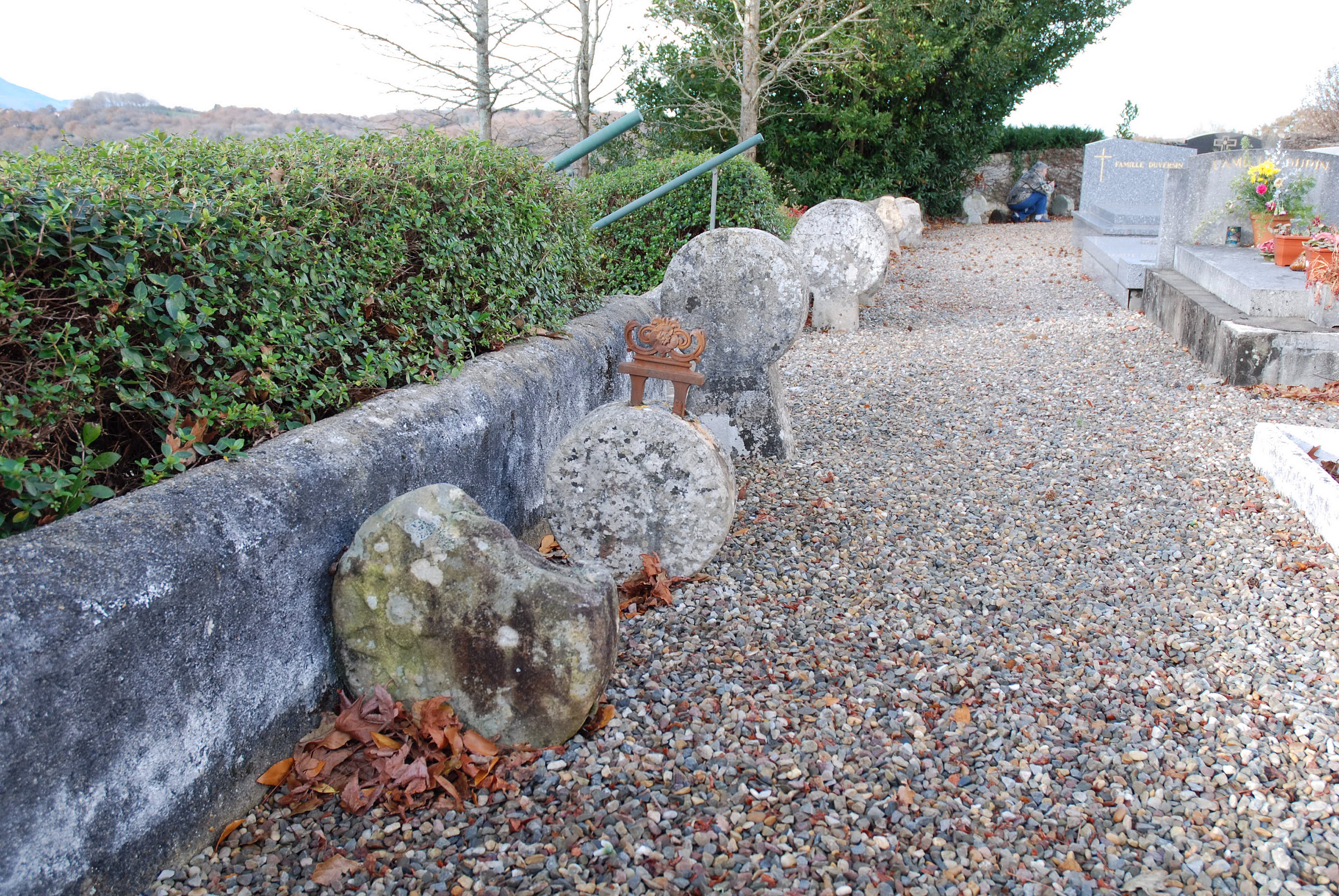
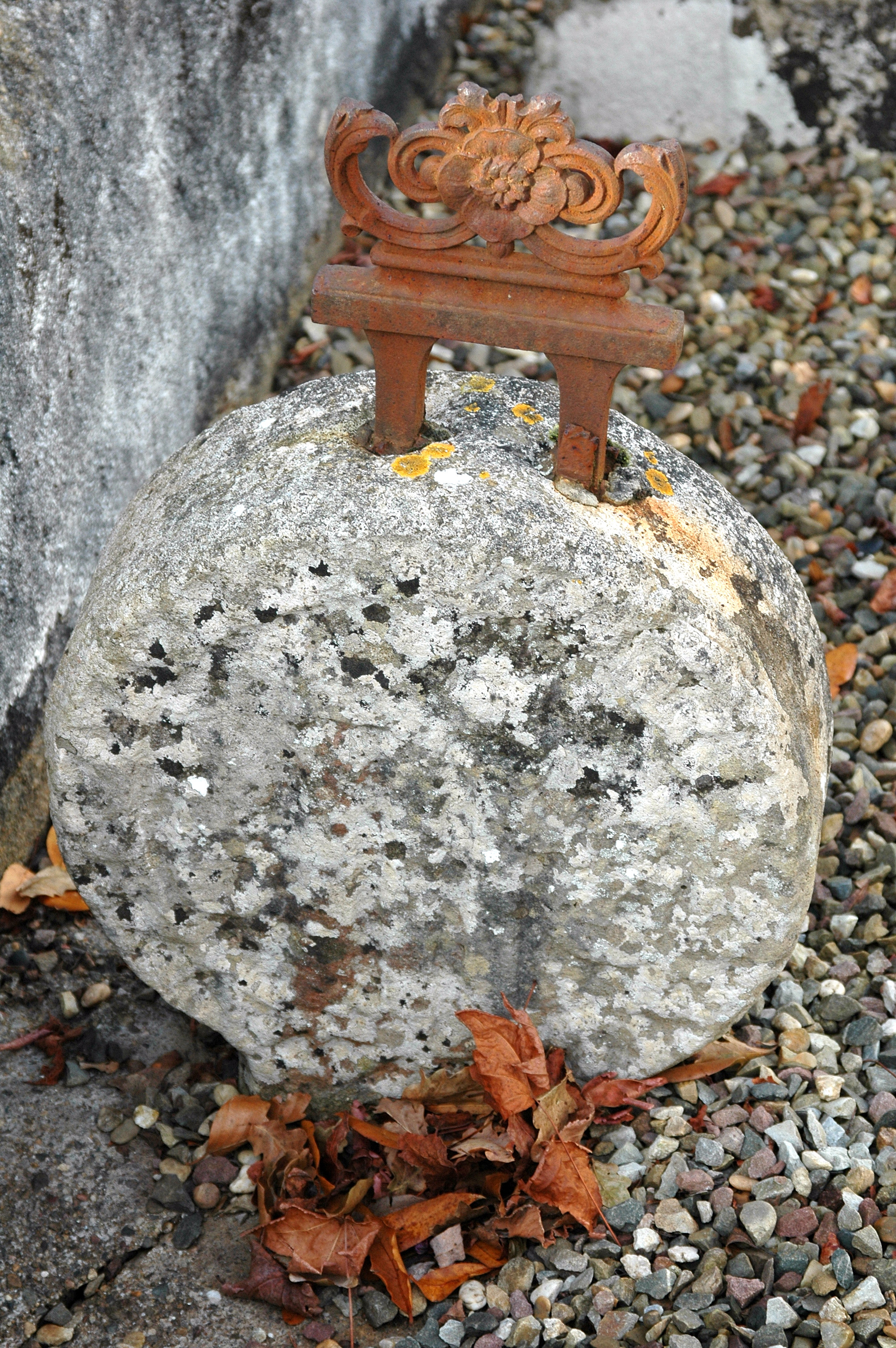
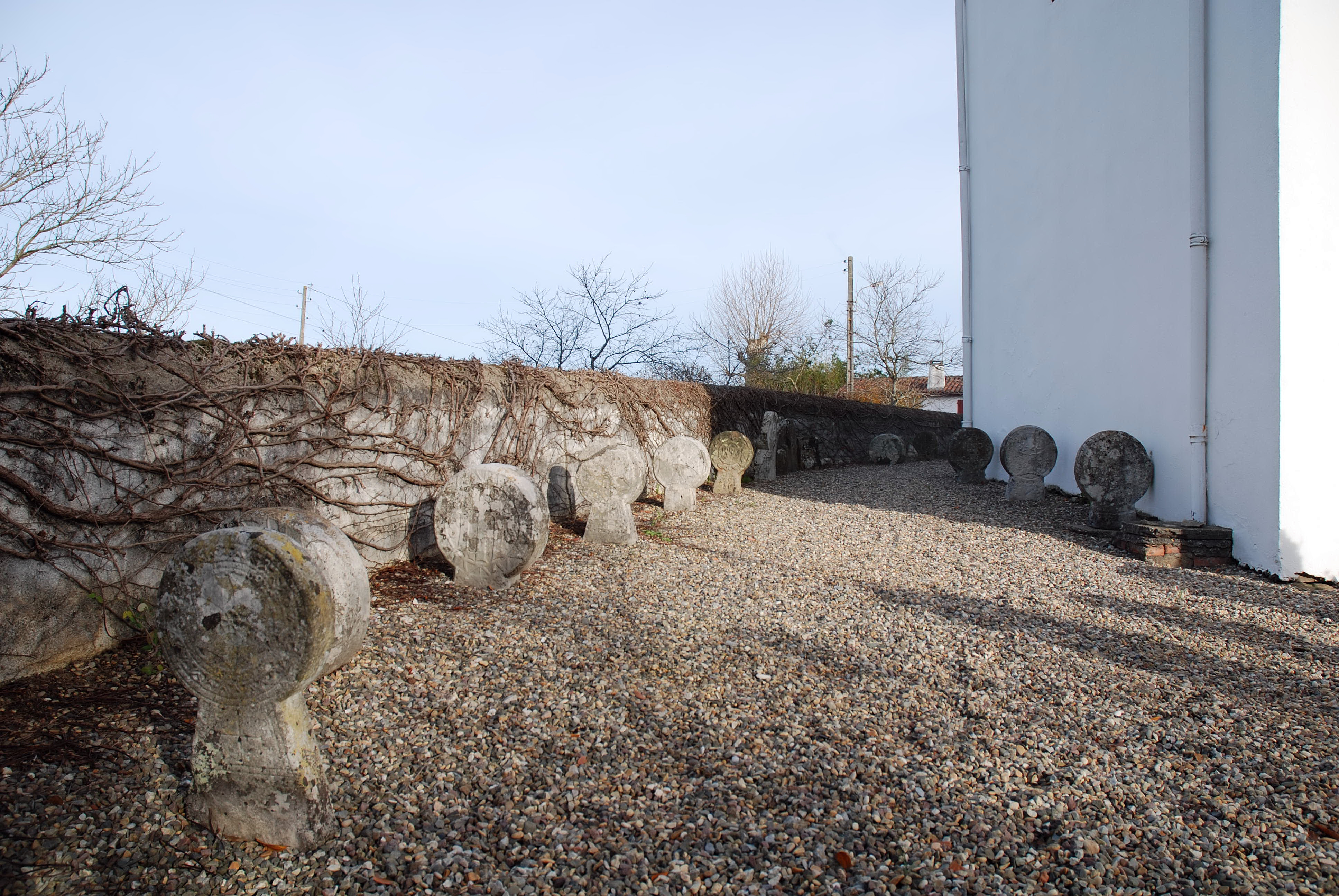
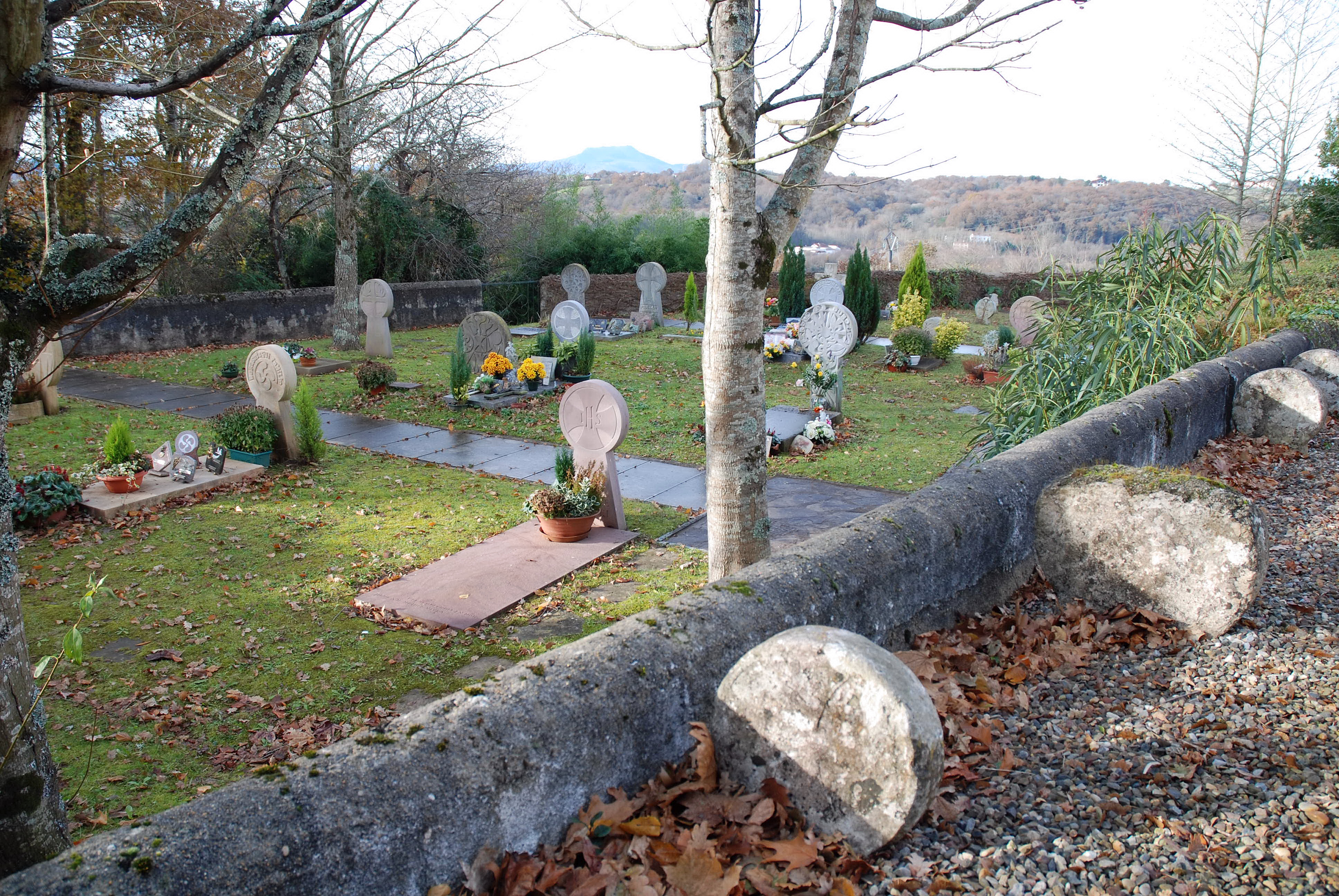
Stèles d'hier et d'aujourd'hui. Au fond, La Rhune.
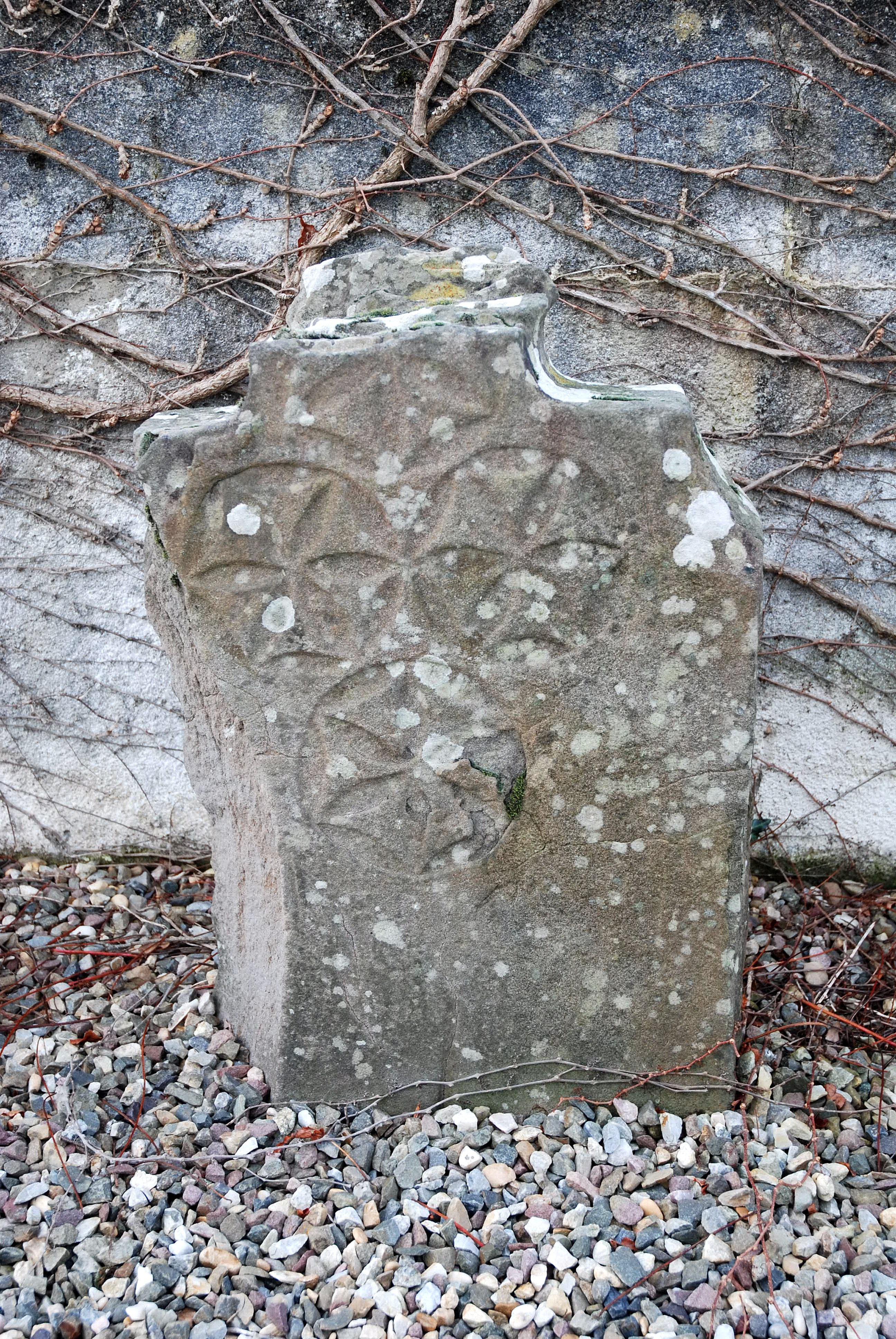
Stèle tabulaire.

### Lantabat

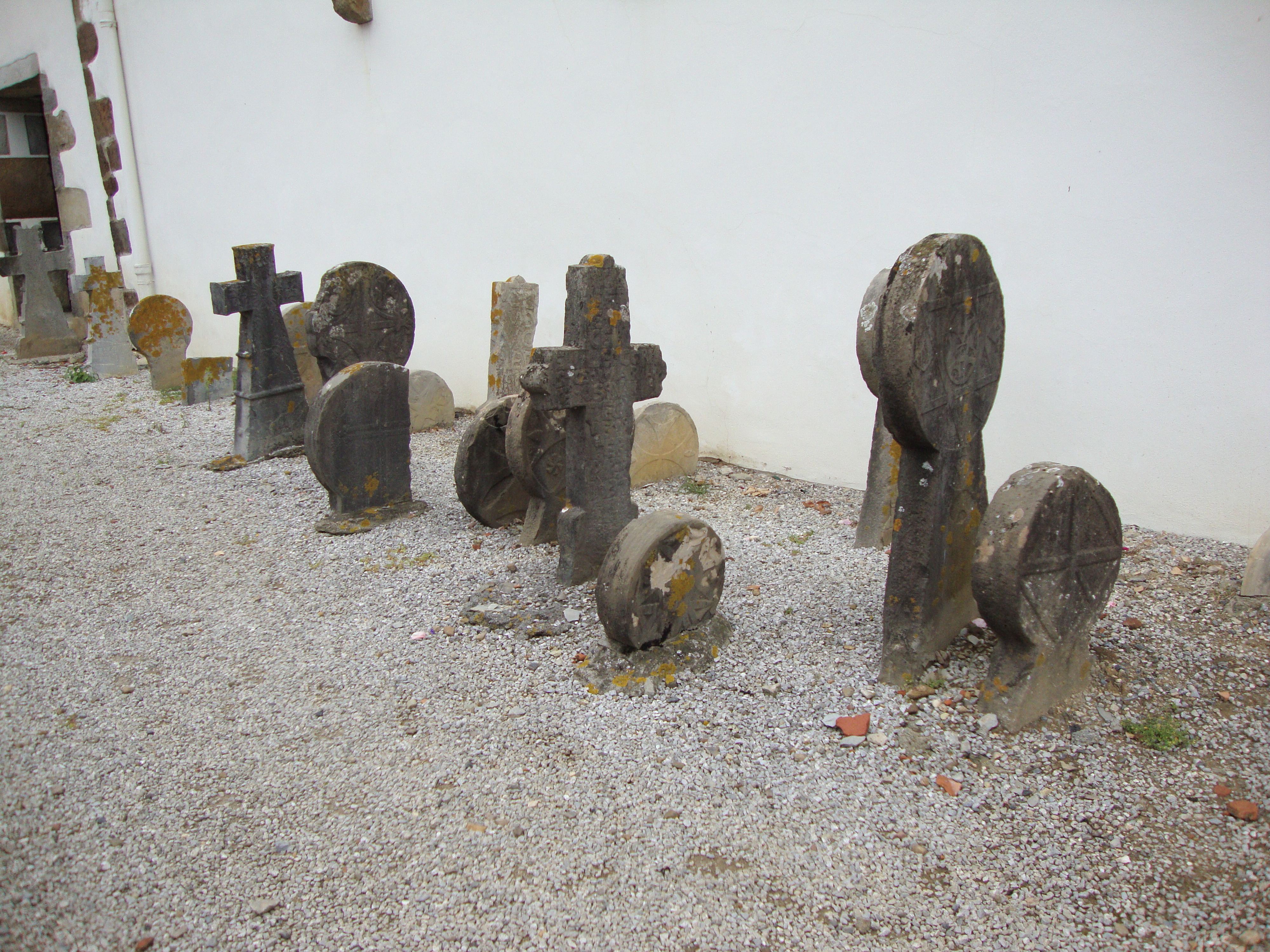
Behaune
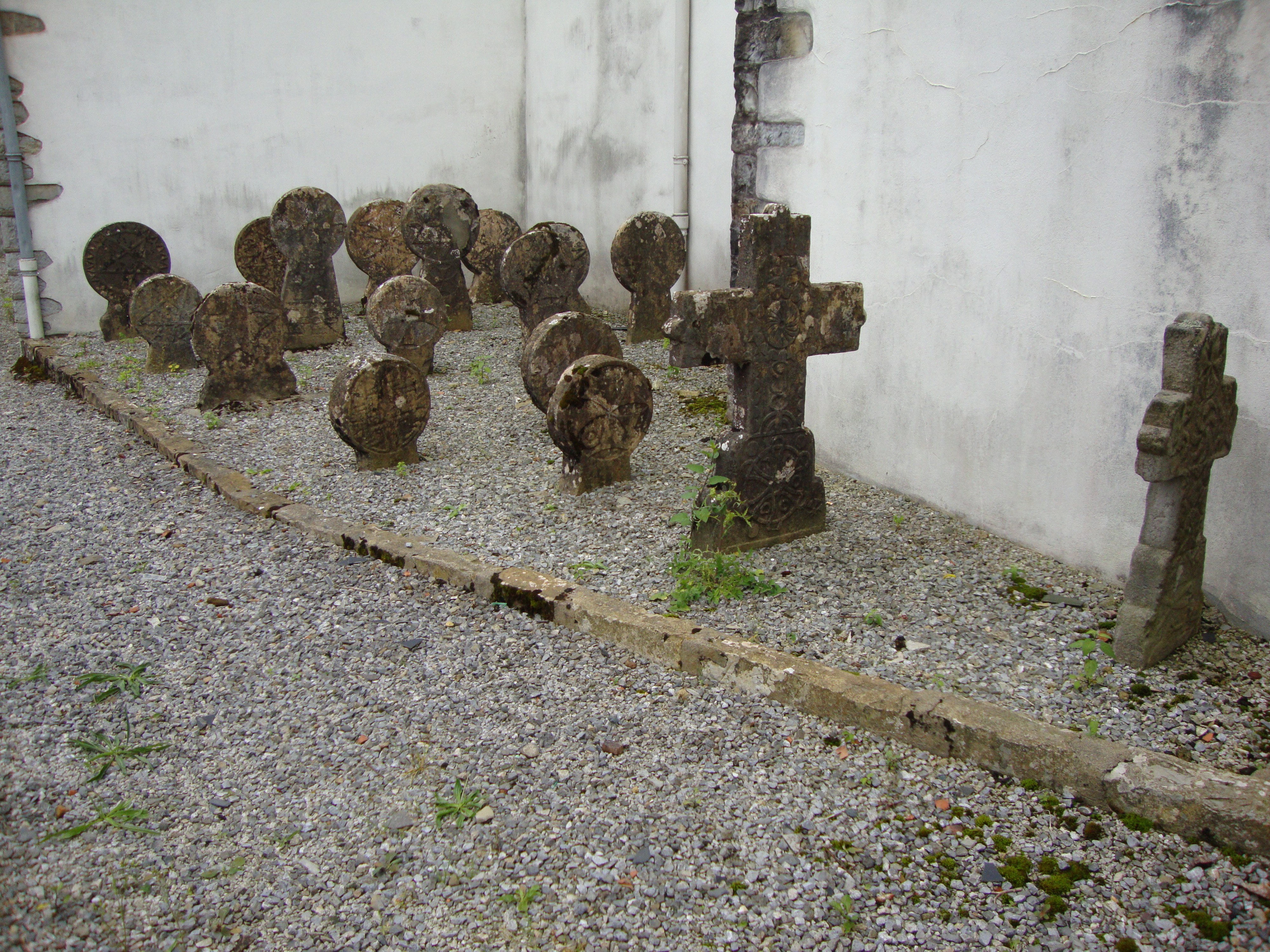
Saint-Martin
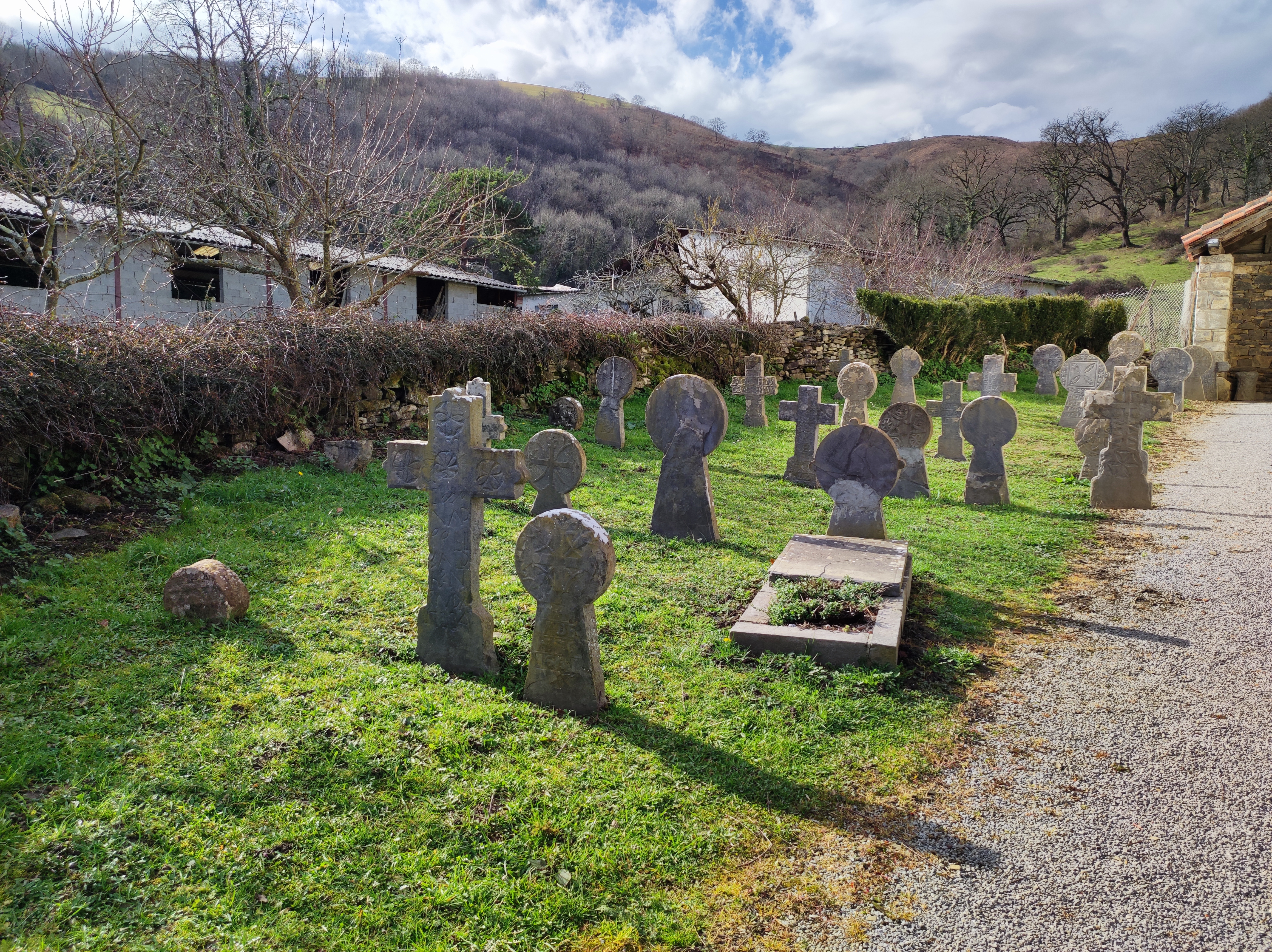
Ascombeguy

### Larressore
Les stèles discoïdales coexistent...

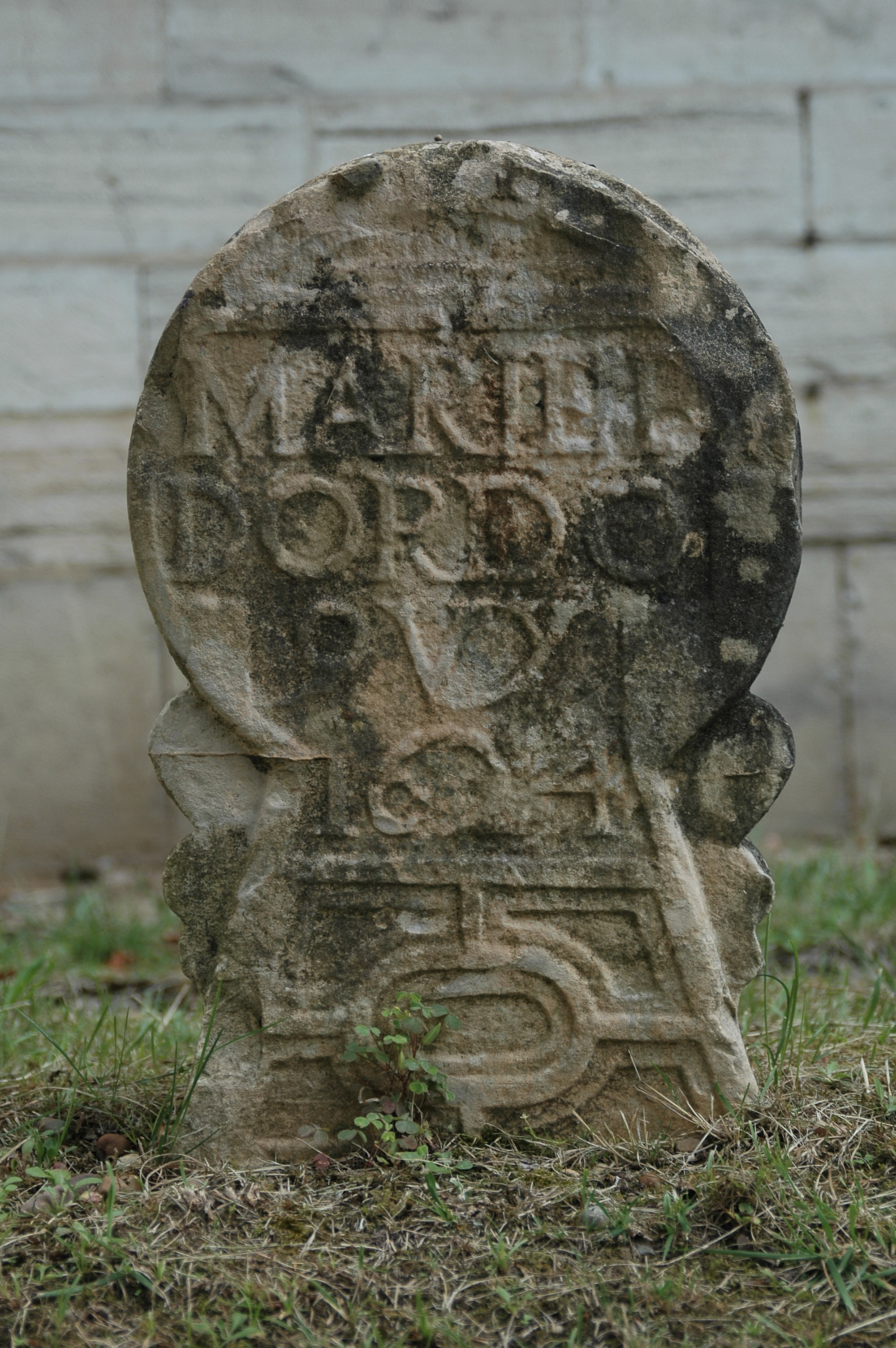
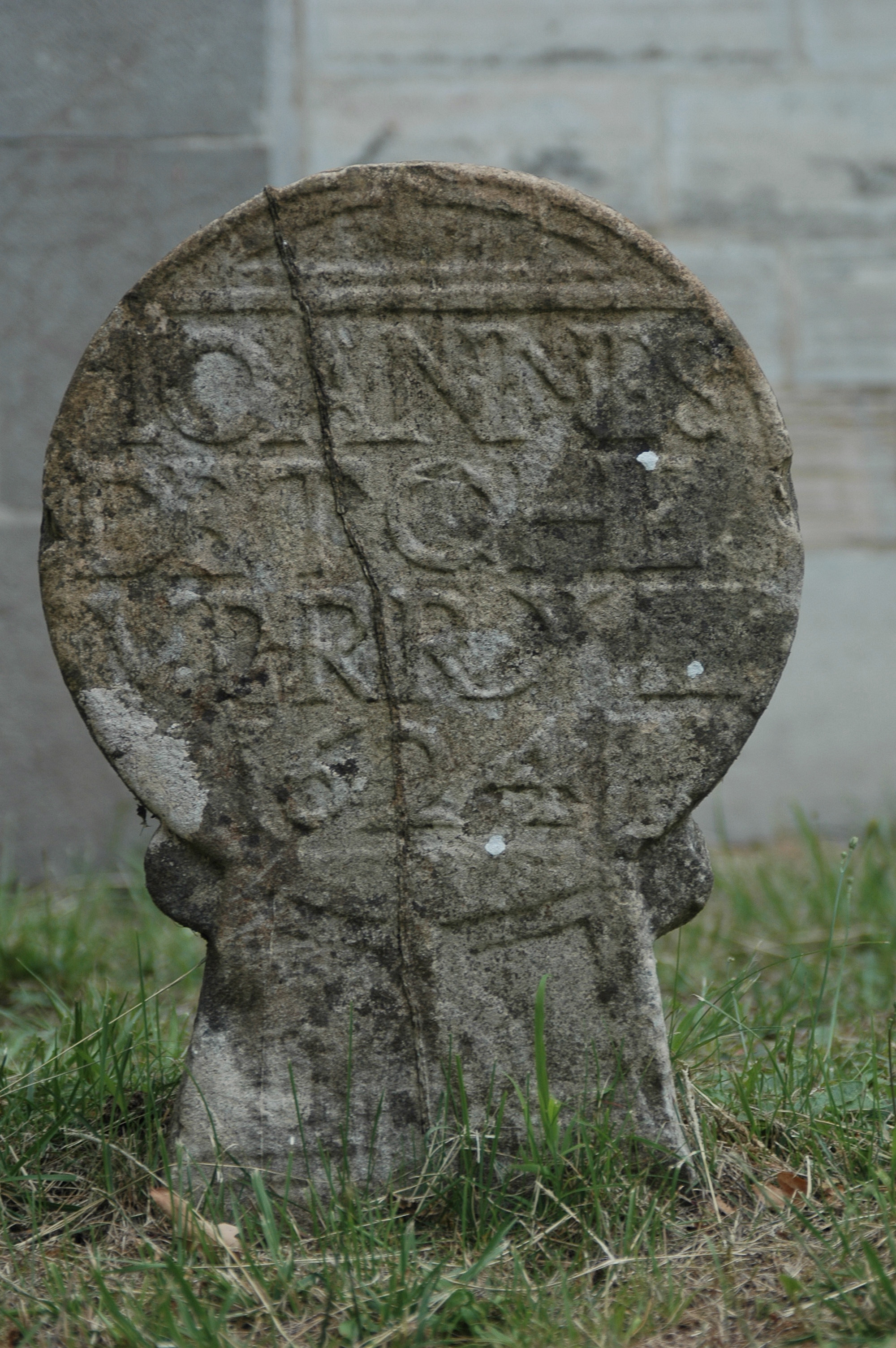
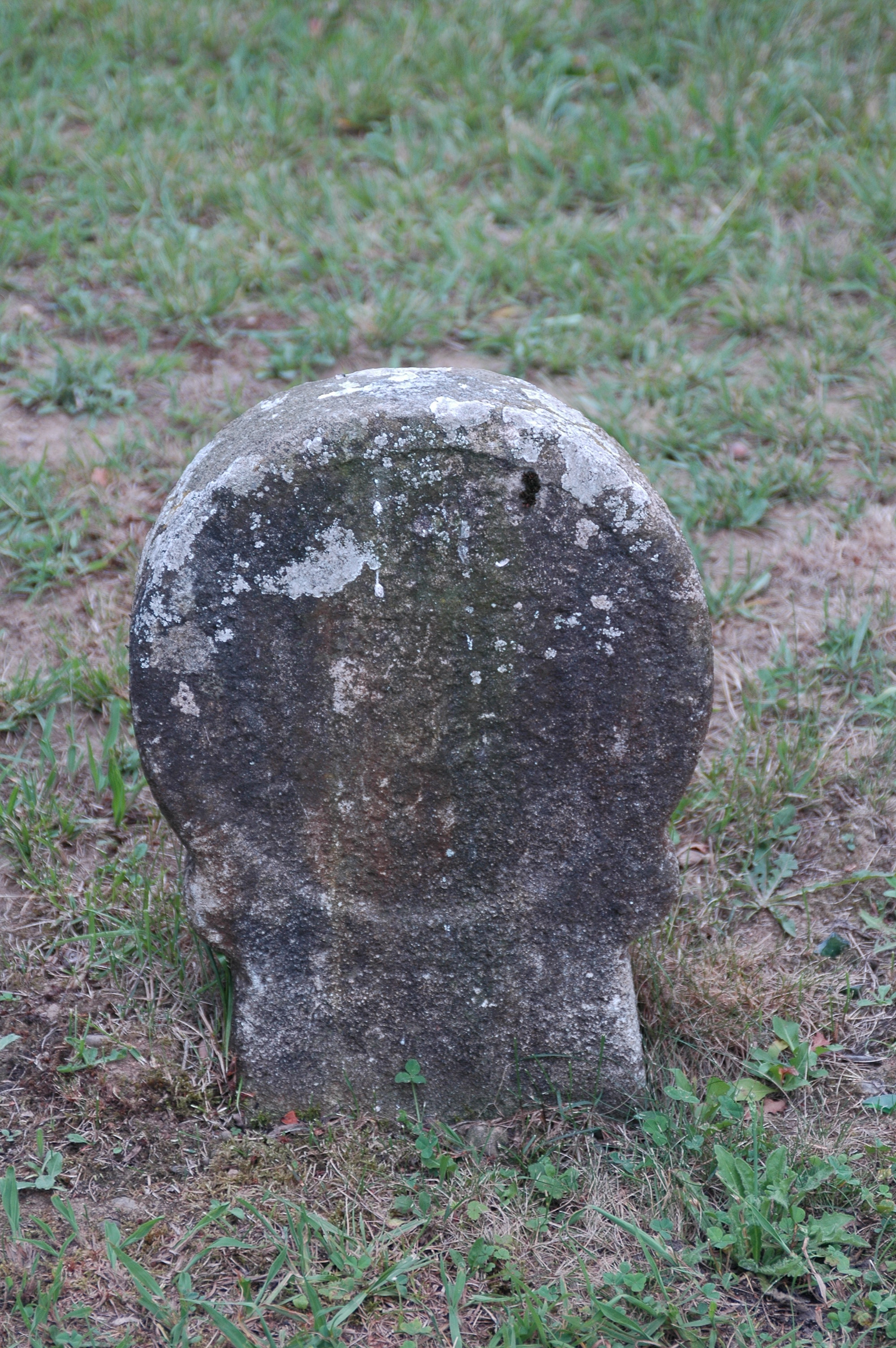
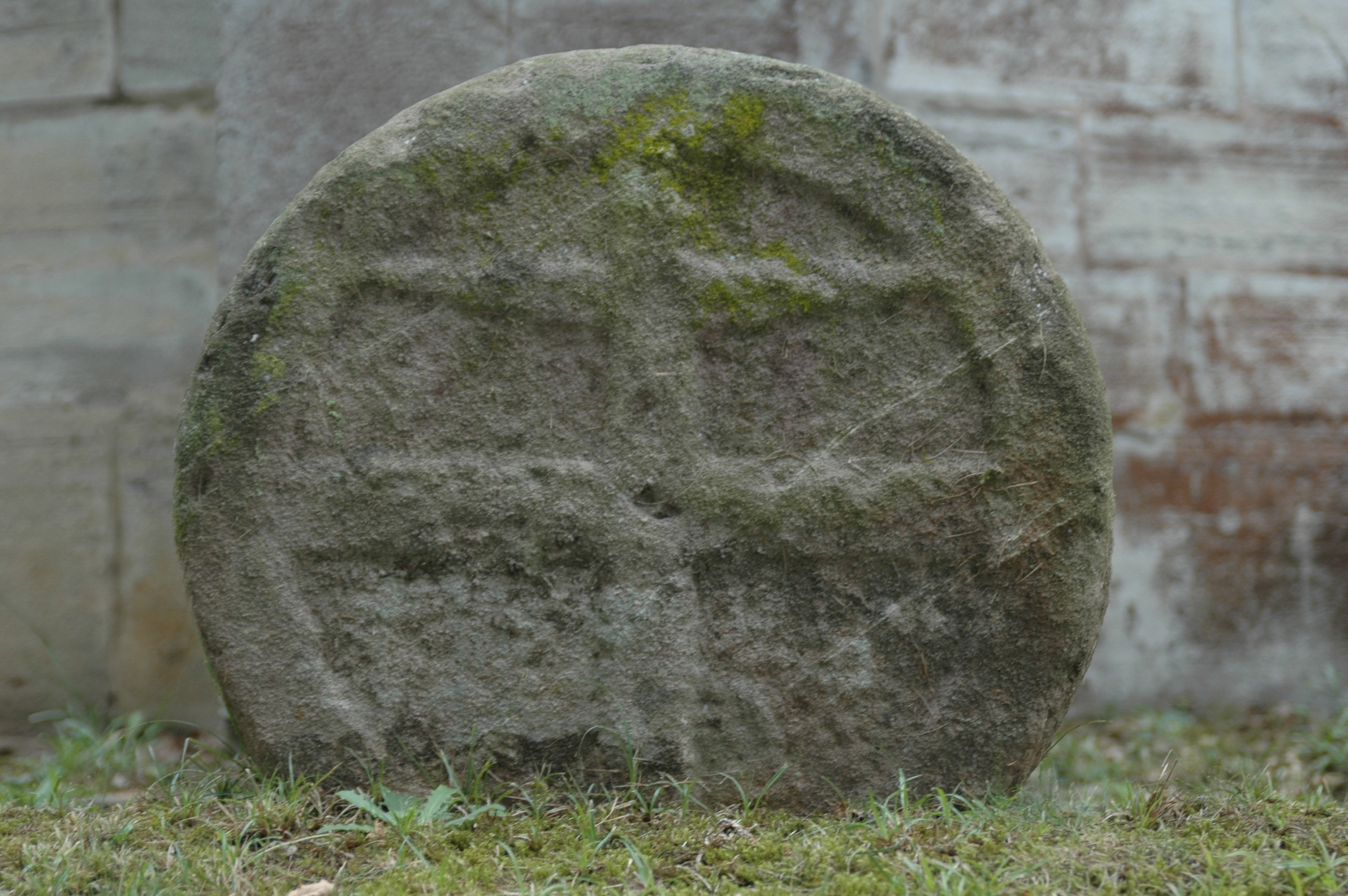
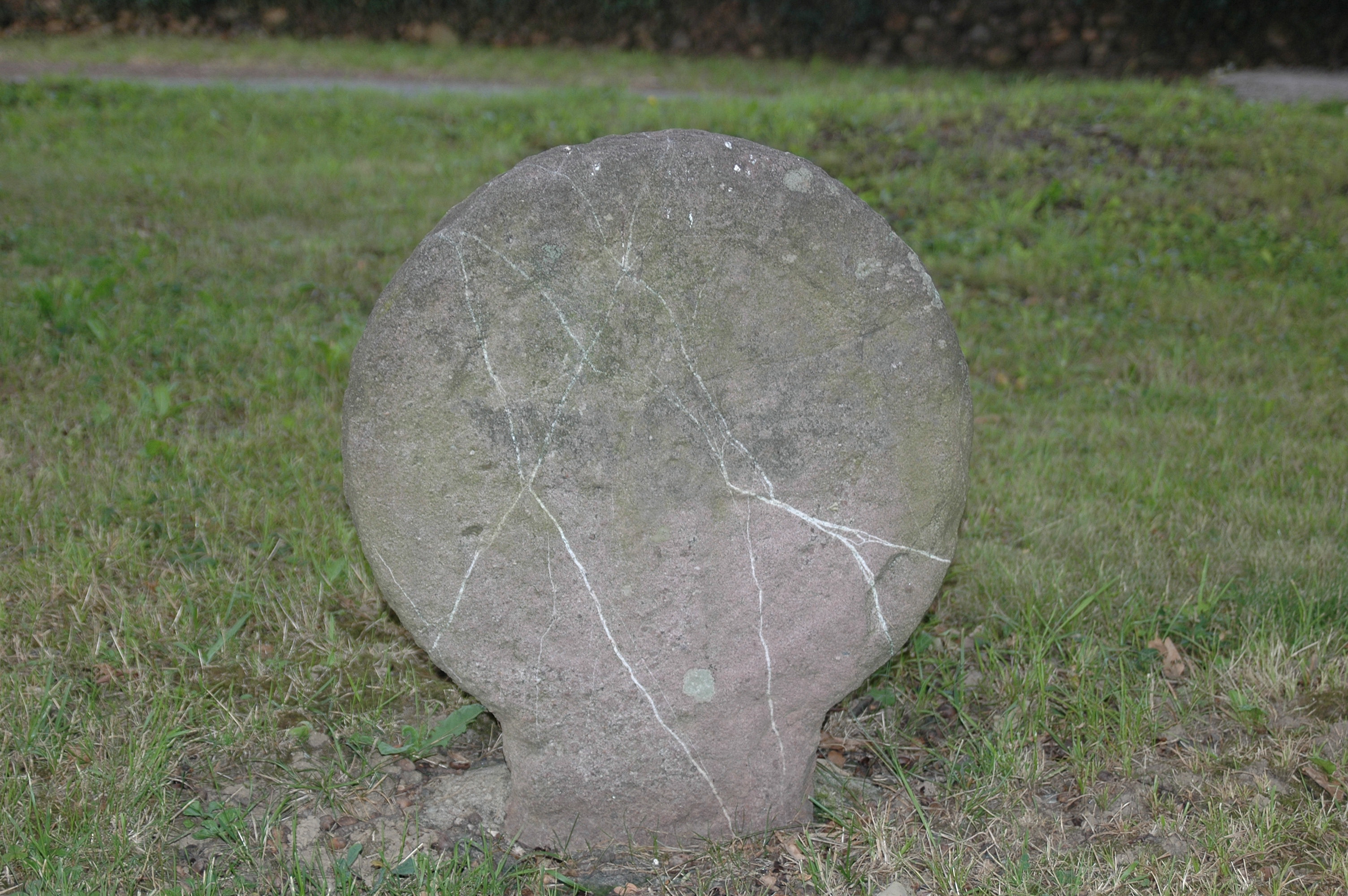
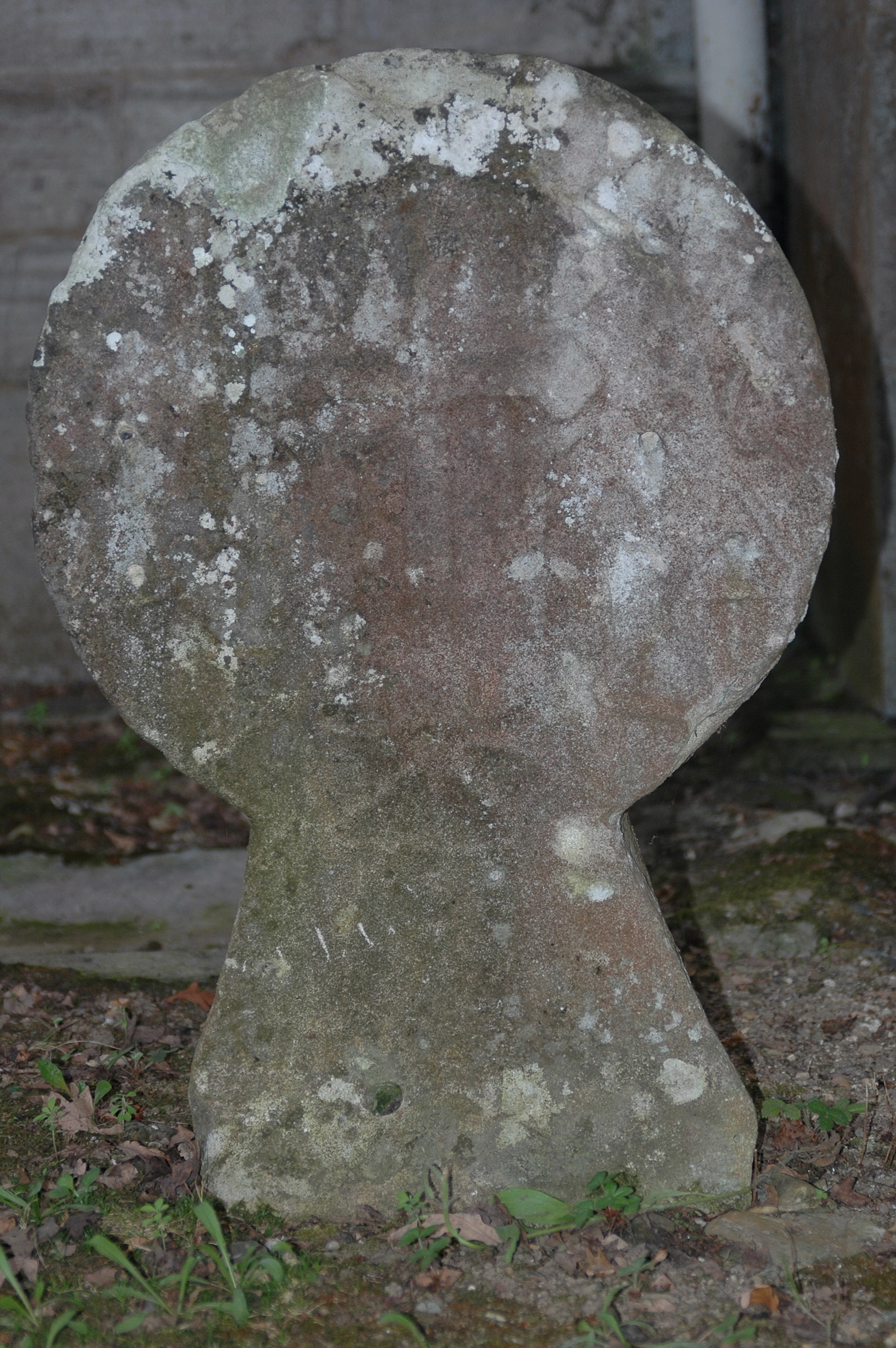
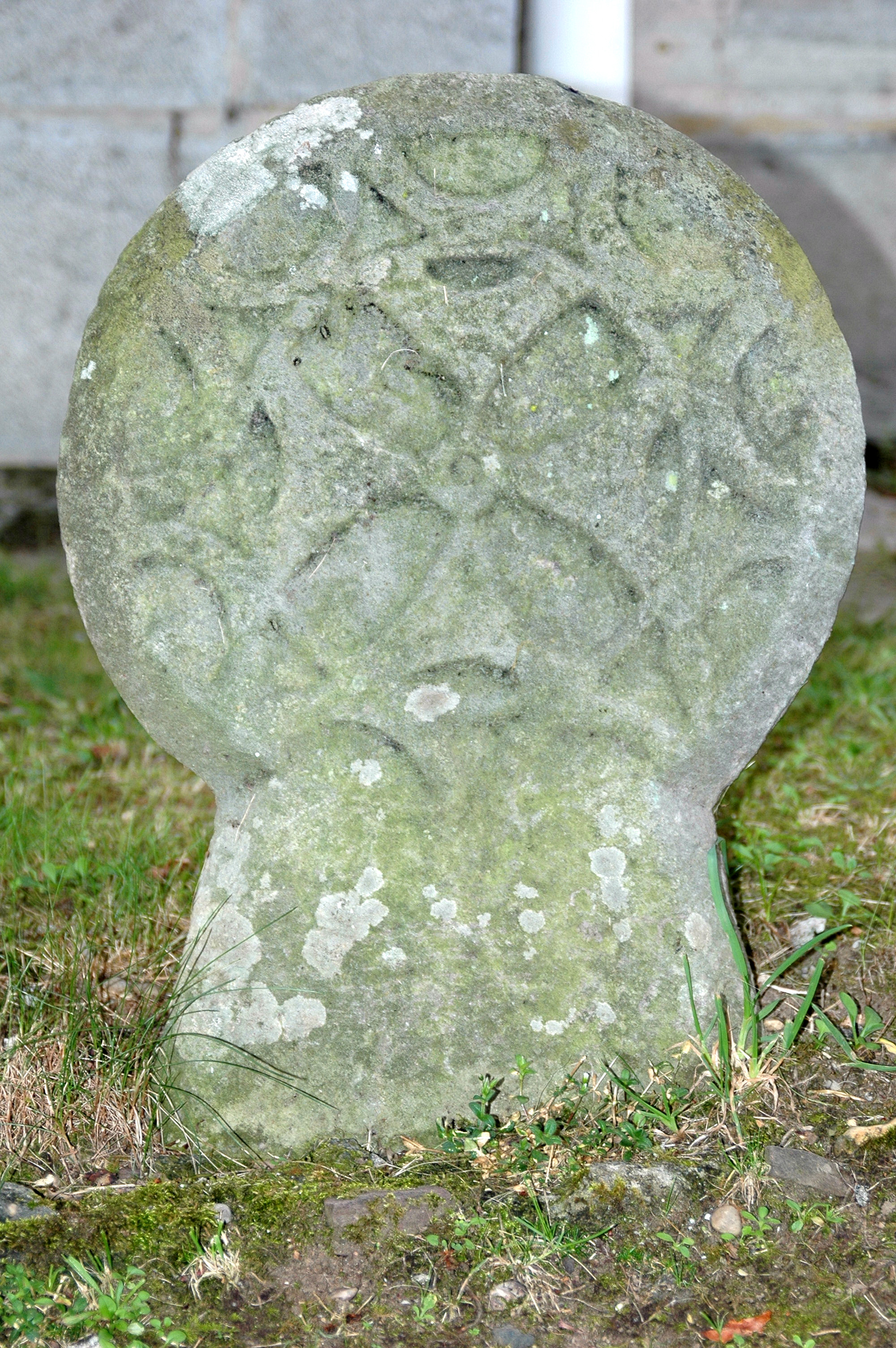

... avec des stèles tabulaires tout aussi vénérables.

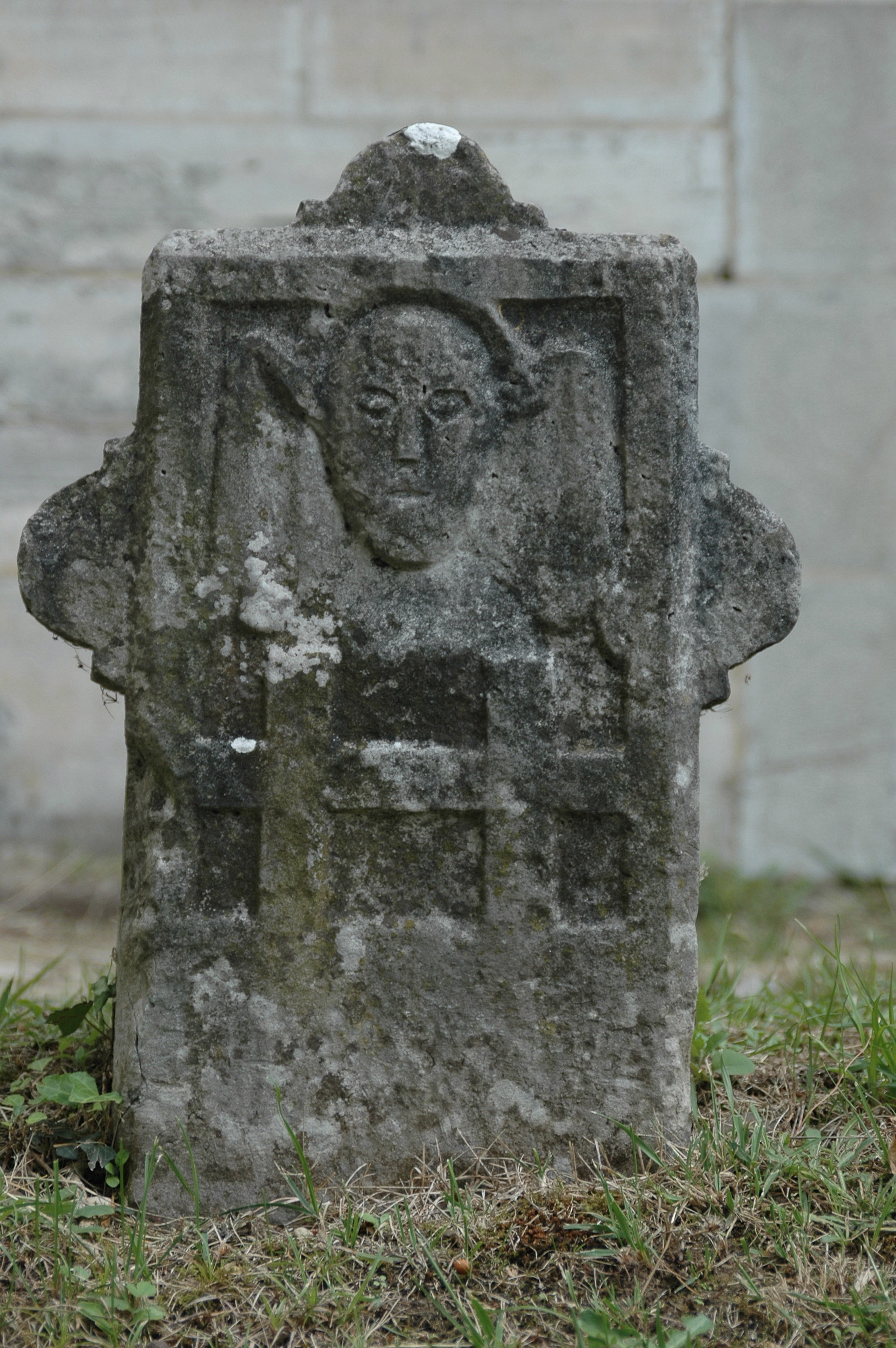
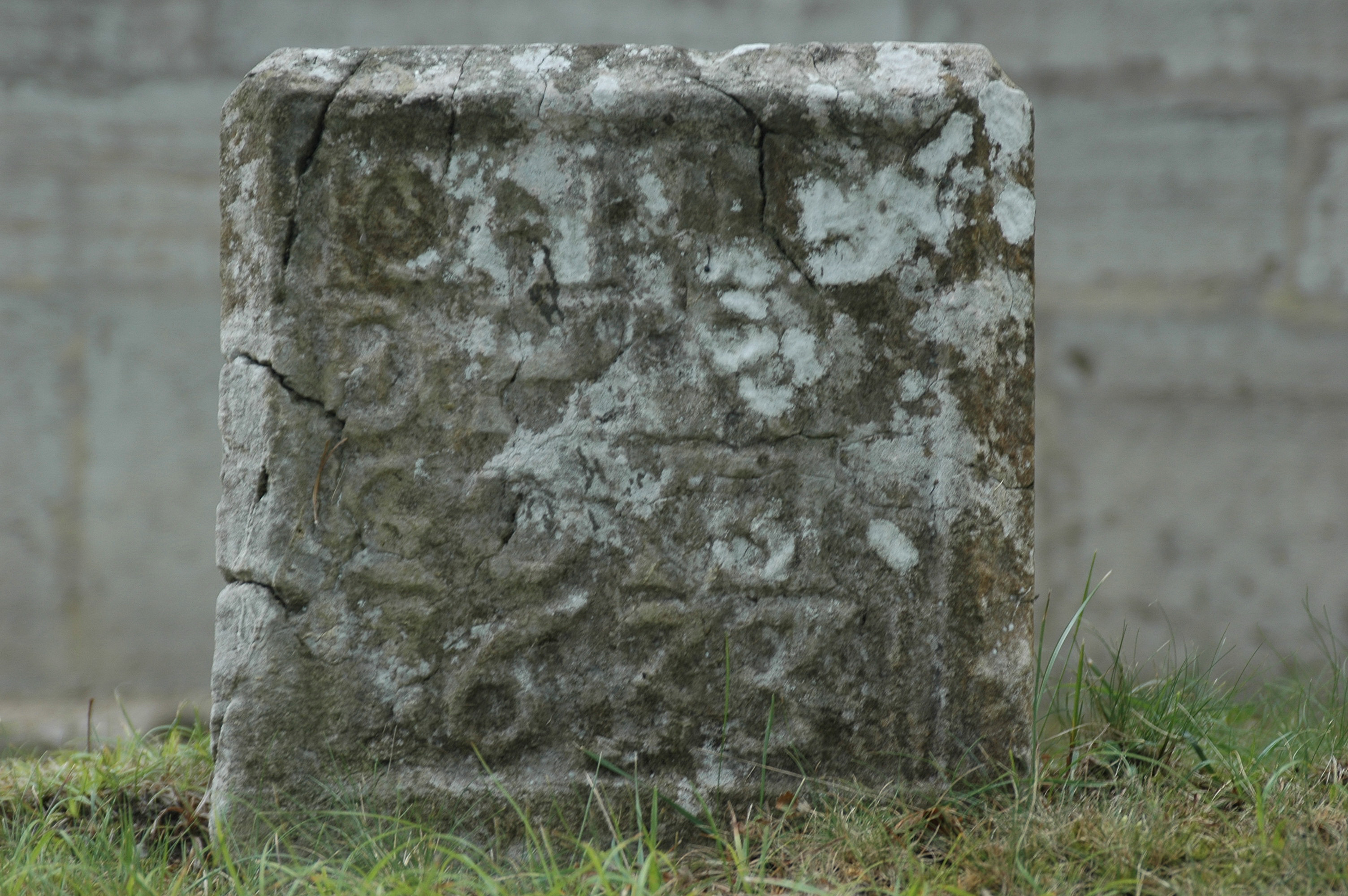
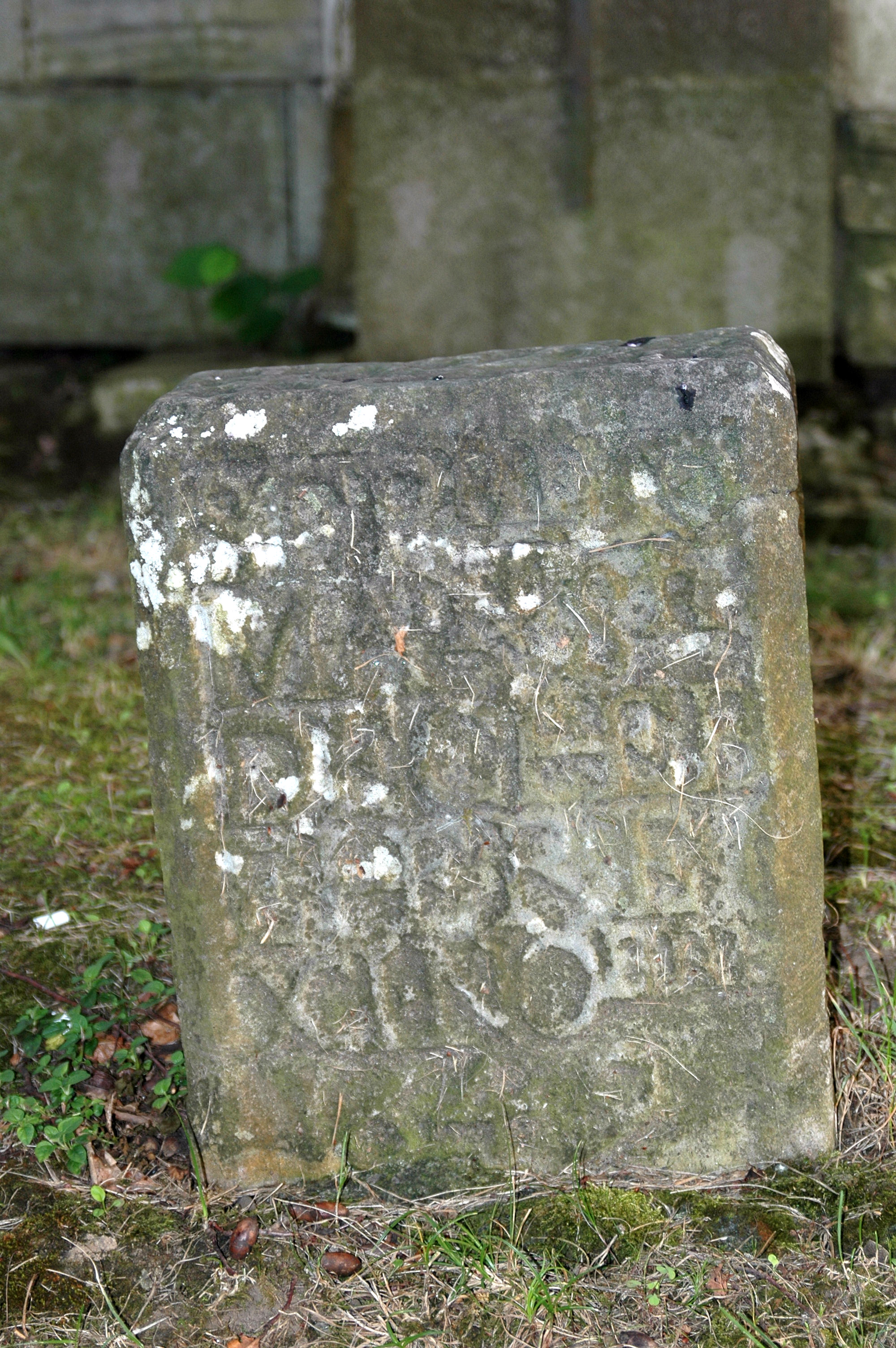

### Louhossoa

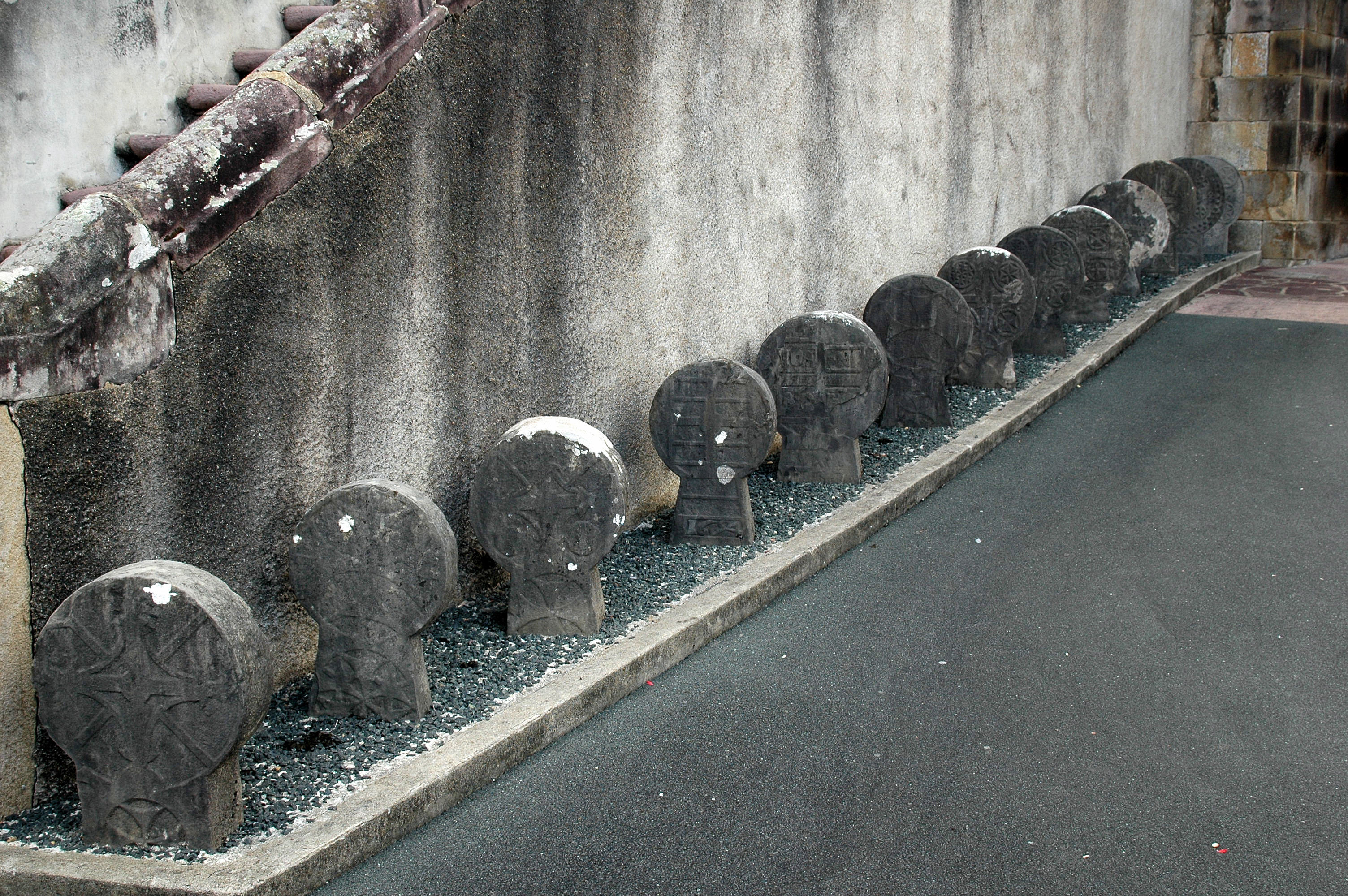
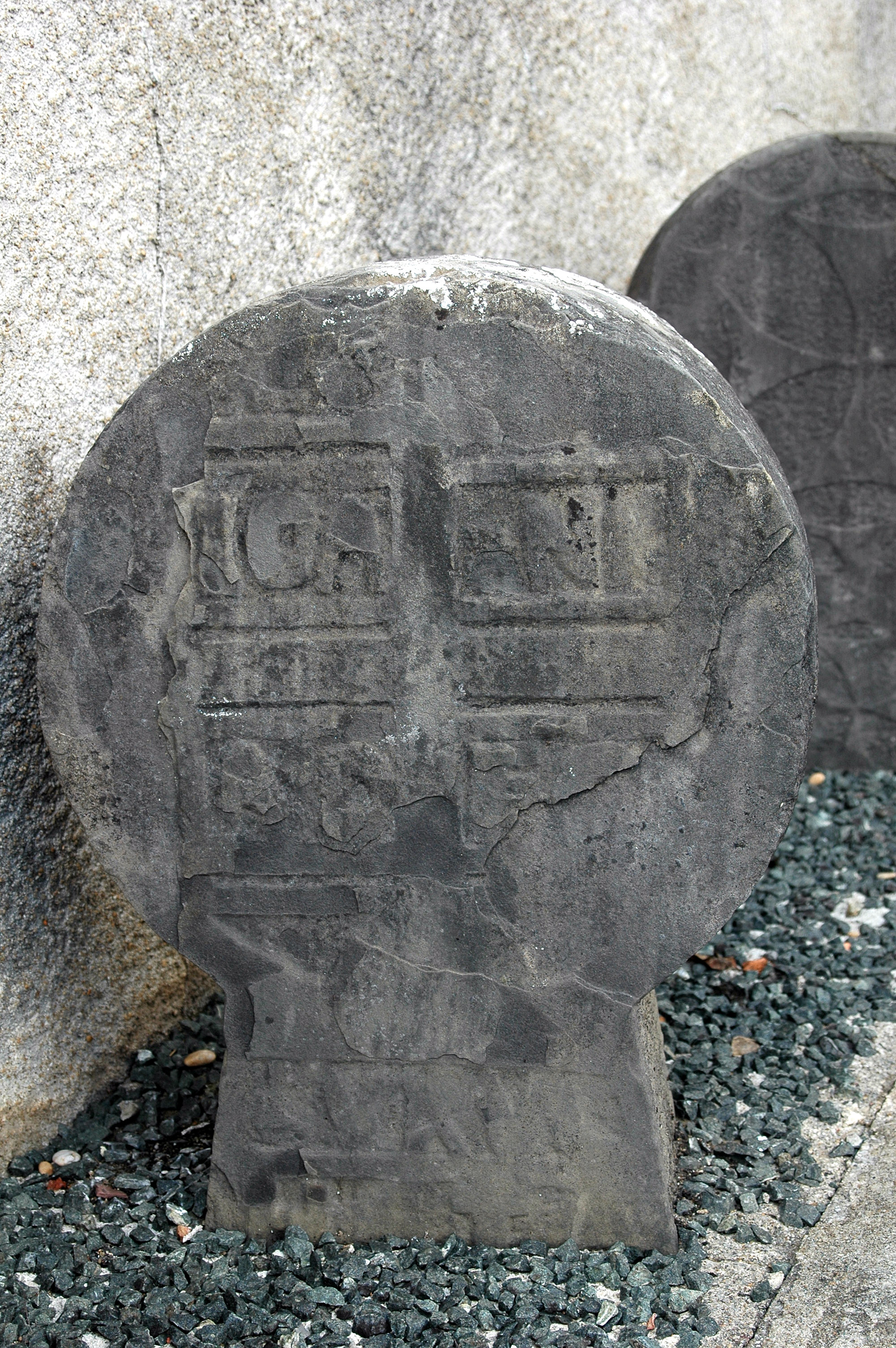
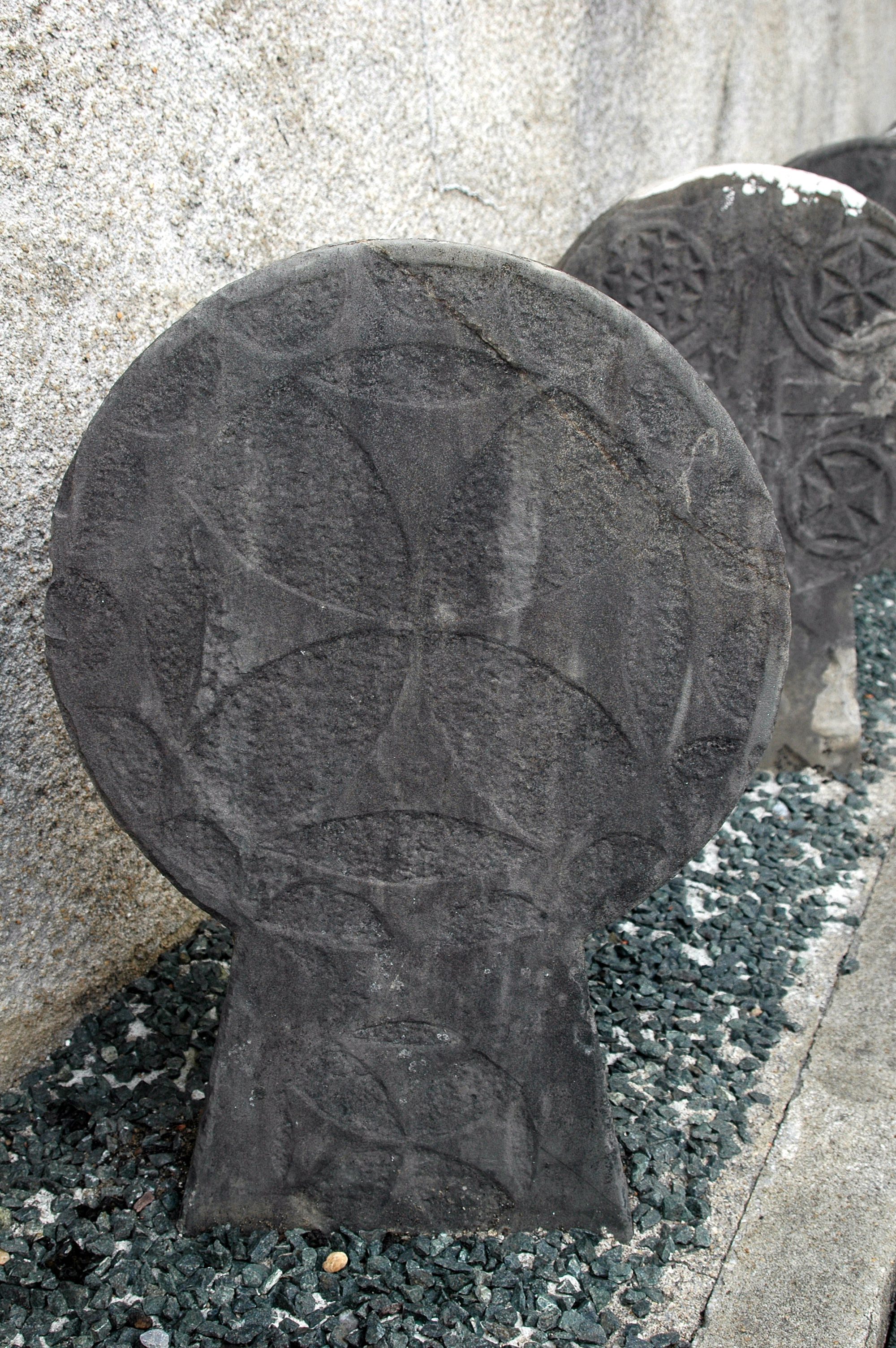
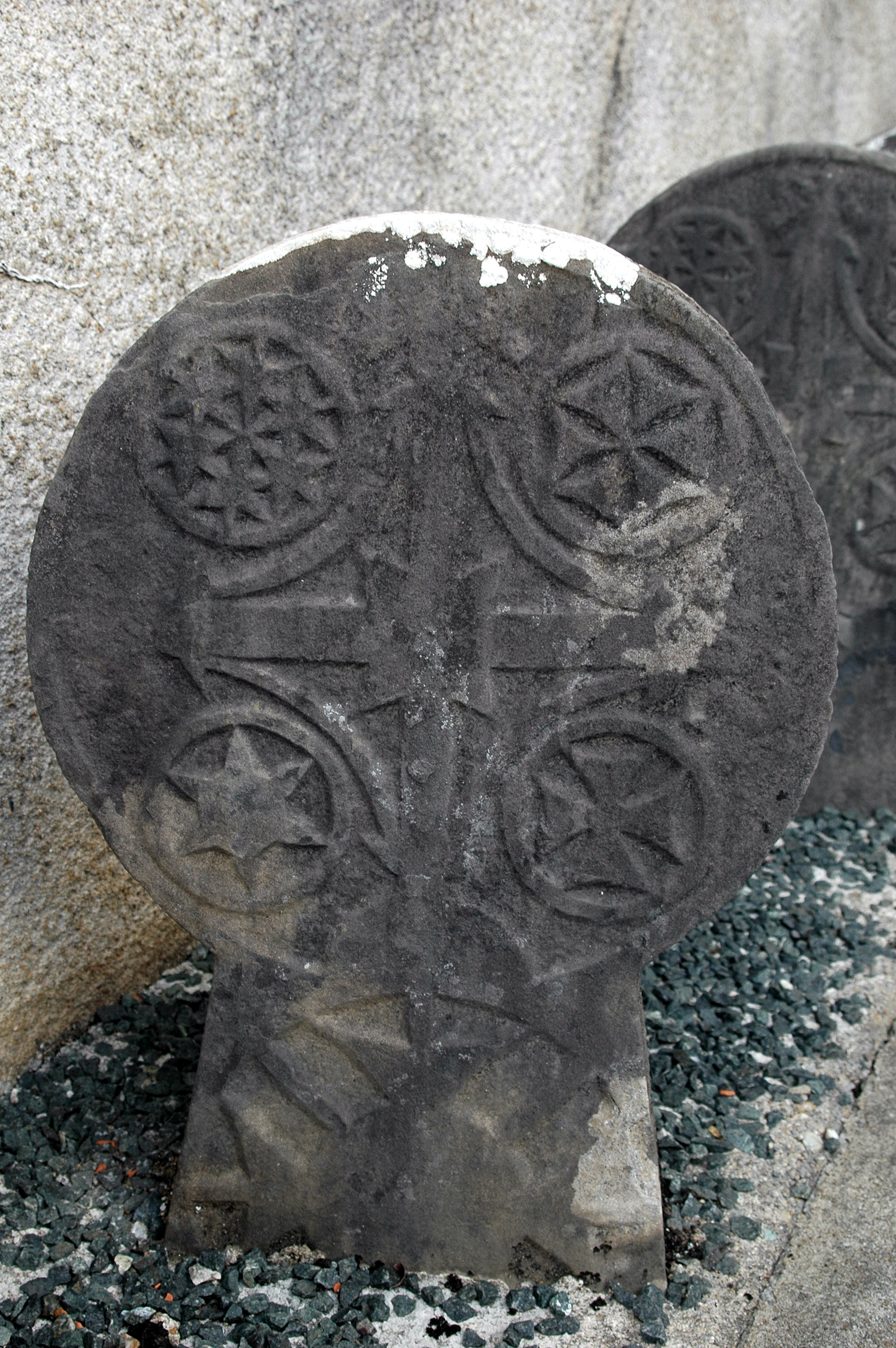
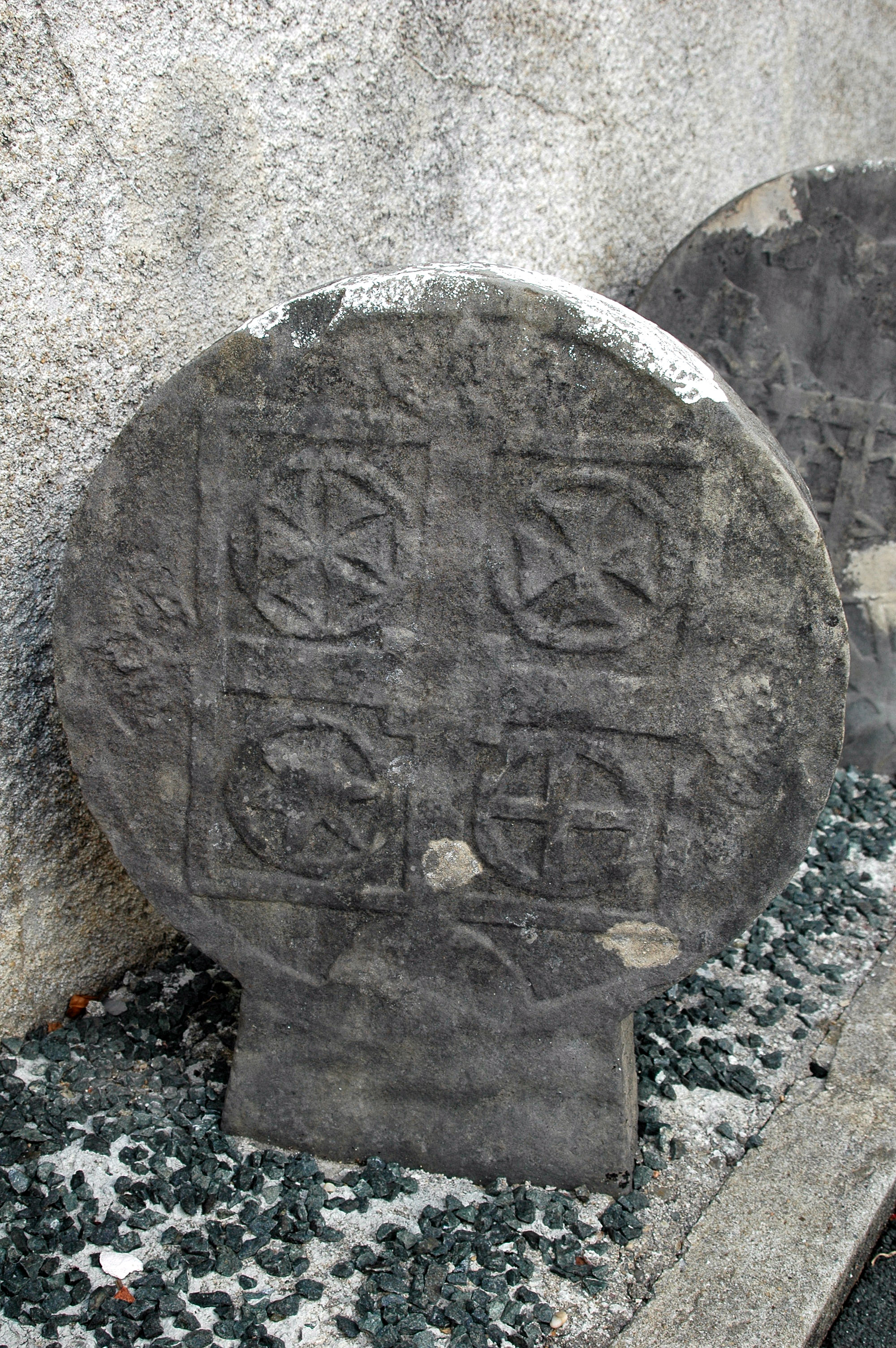
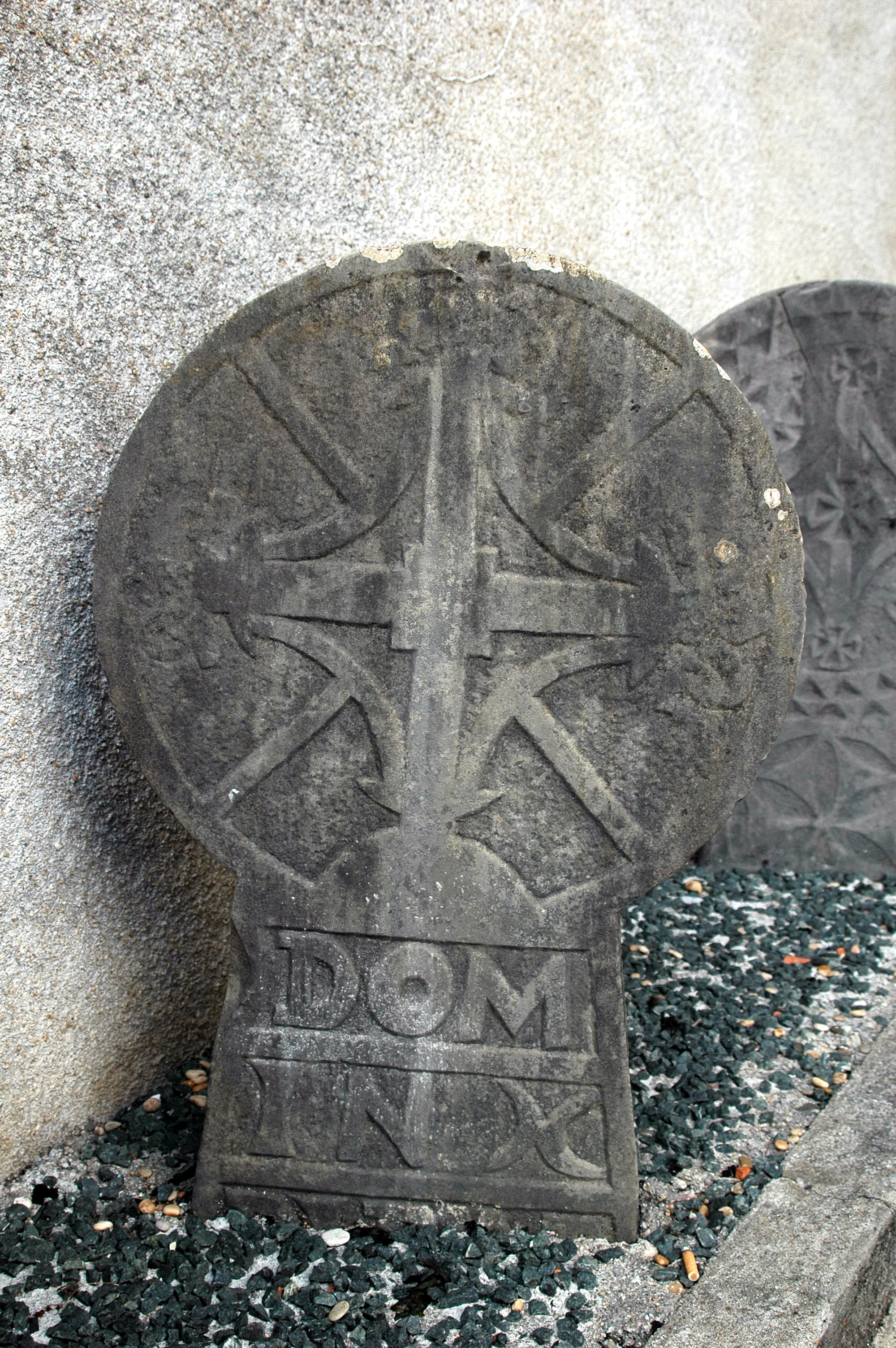
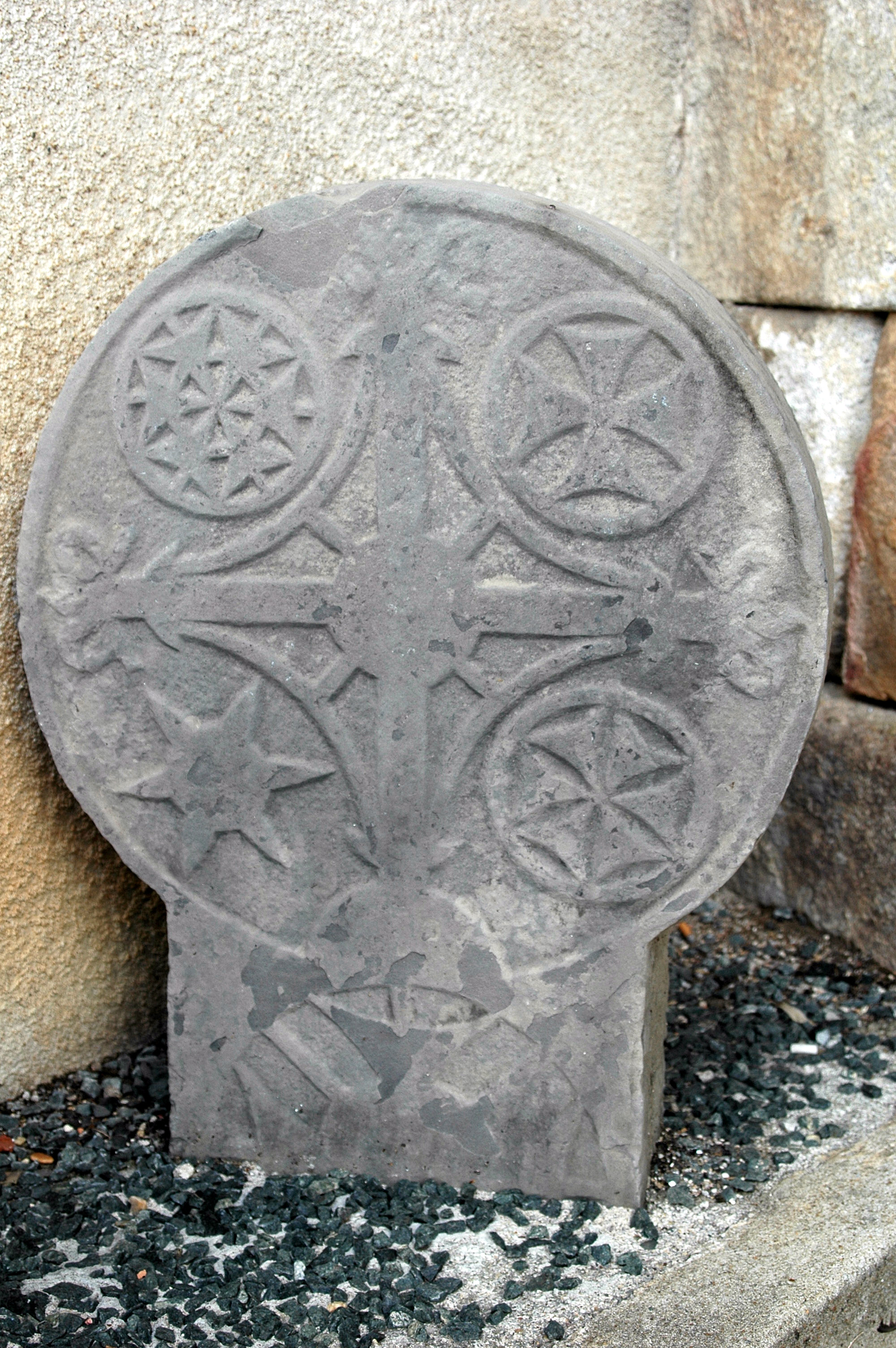
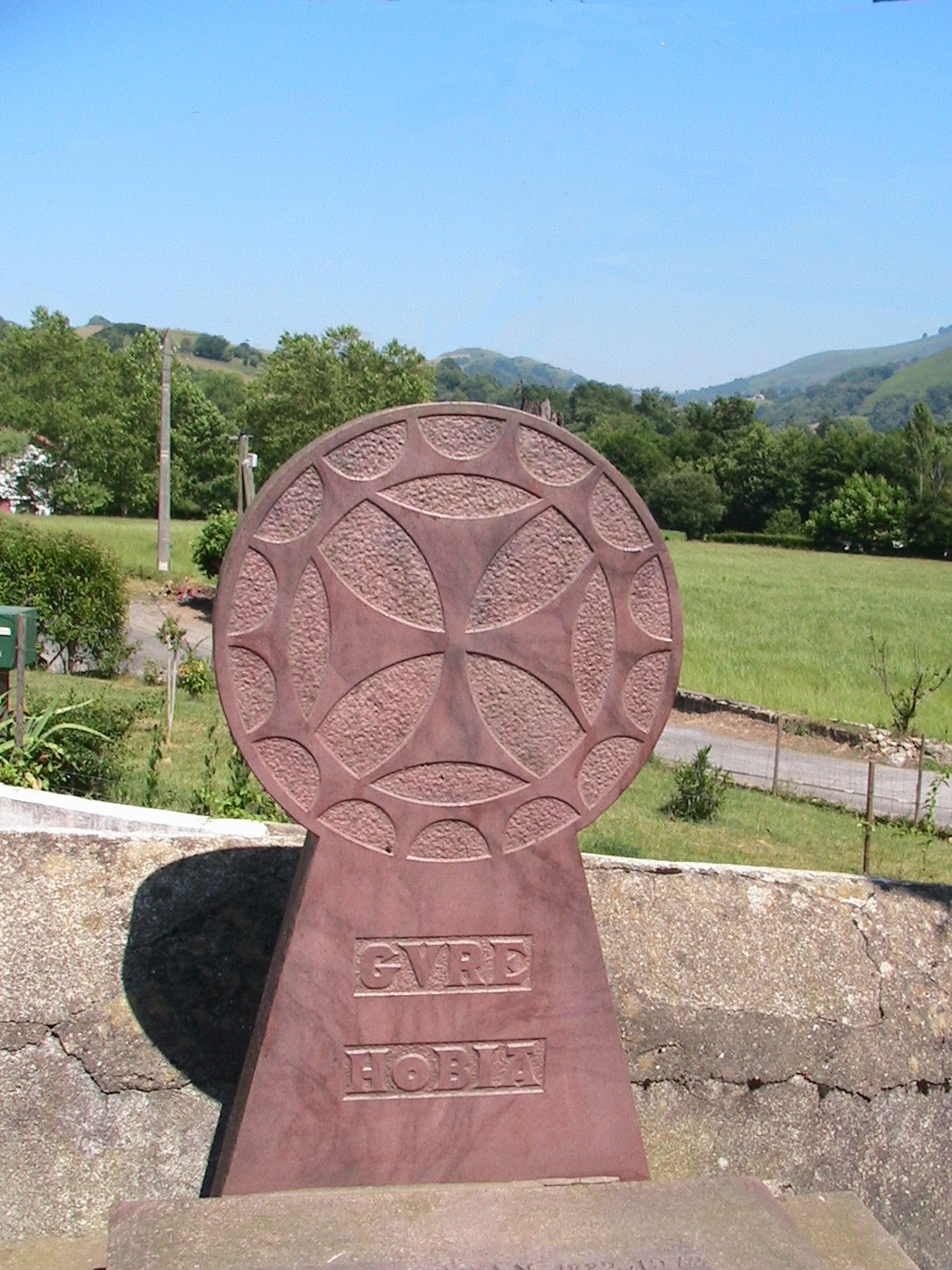
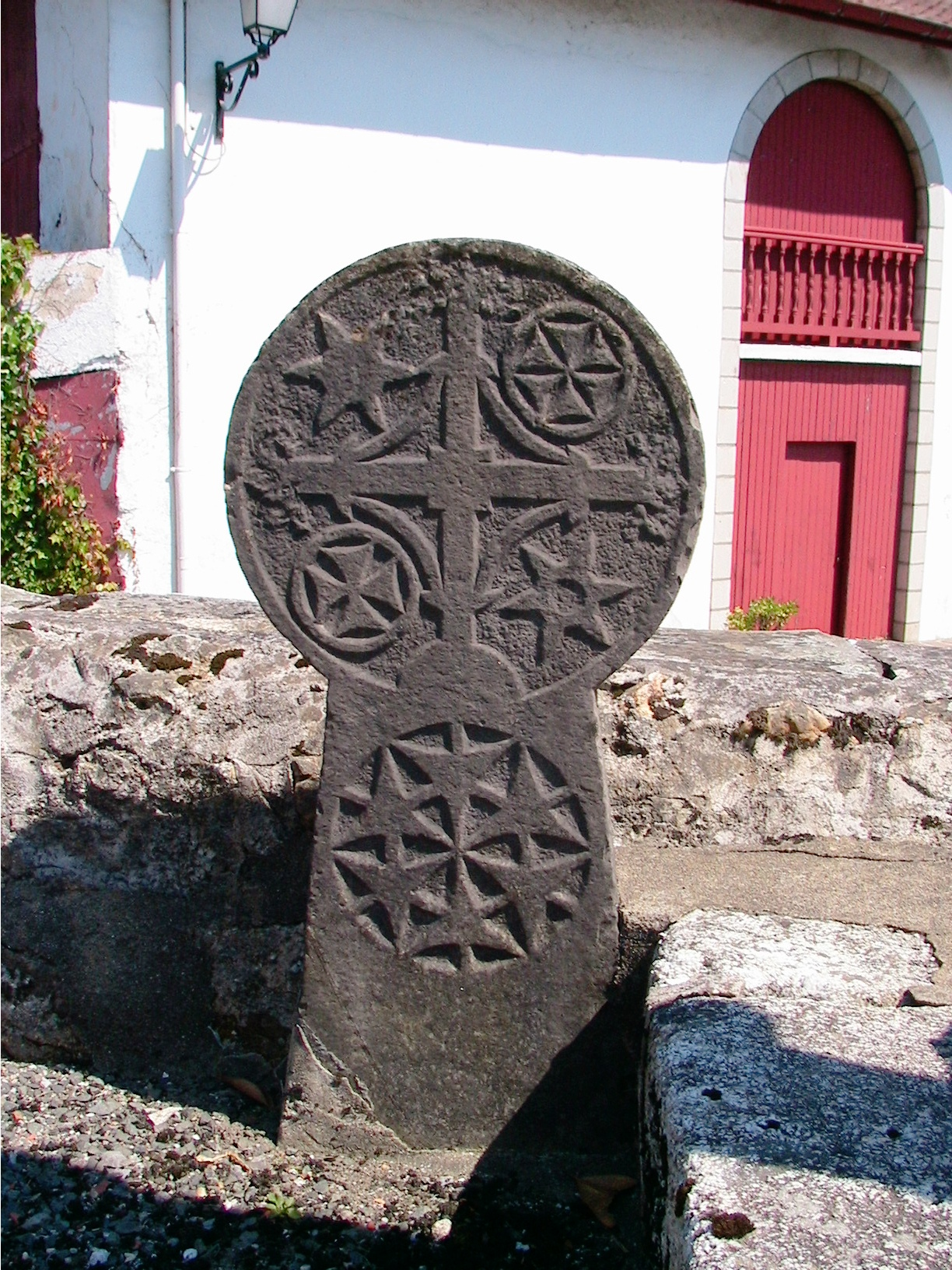

### Mouguerre

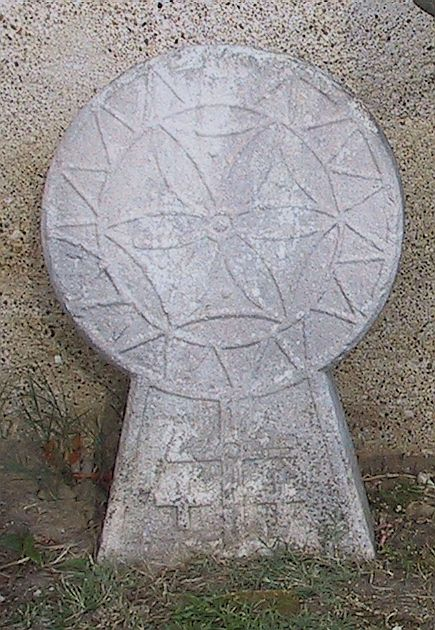

### Ossès

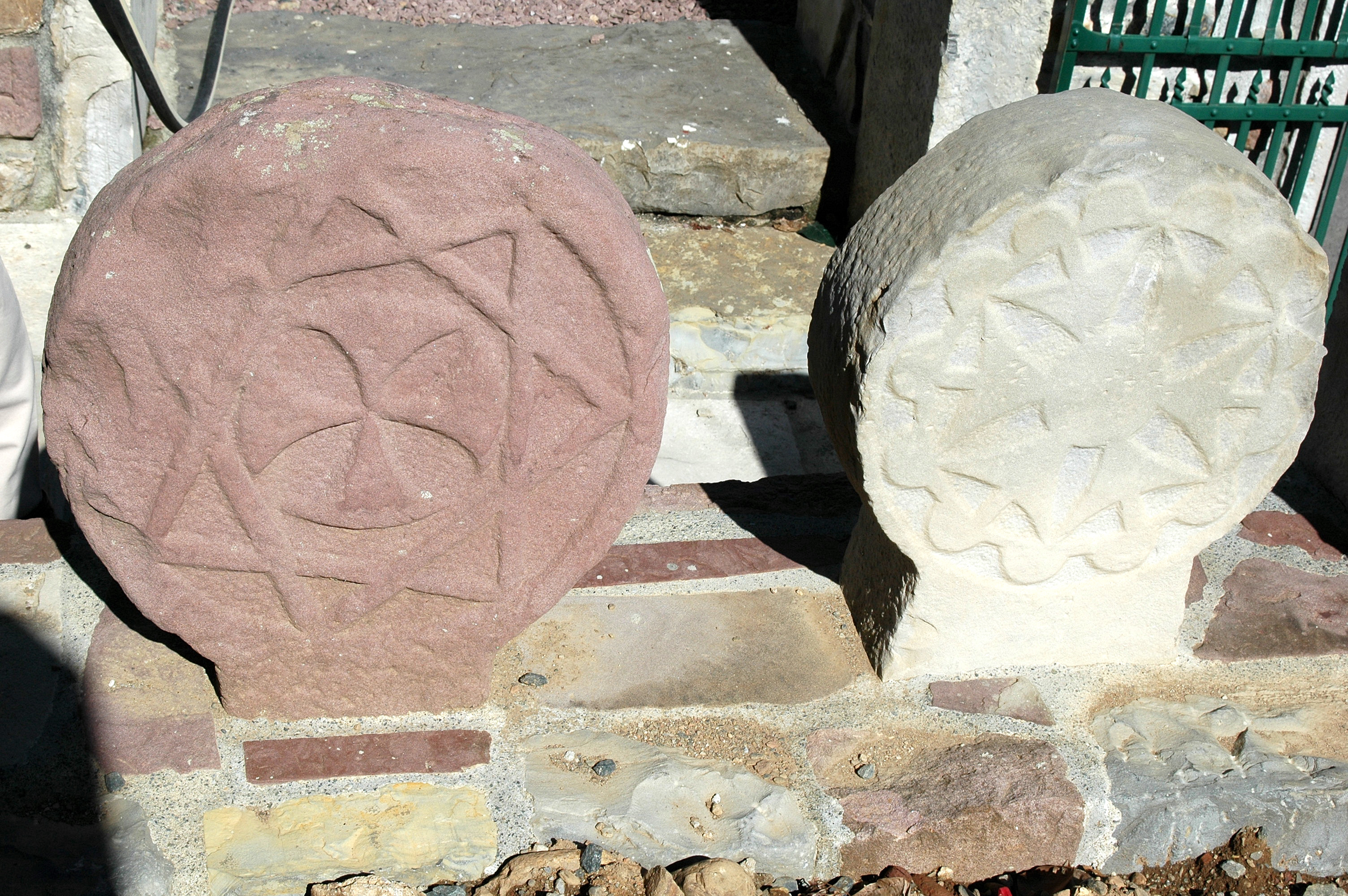

### Ostabat-Asme

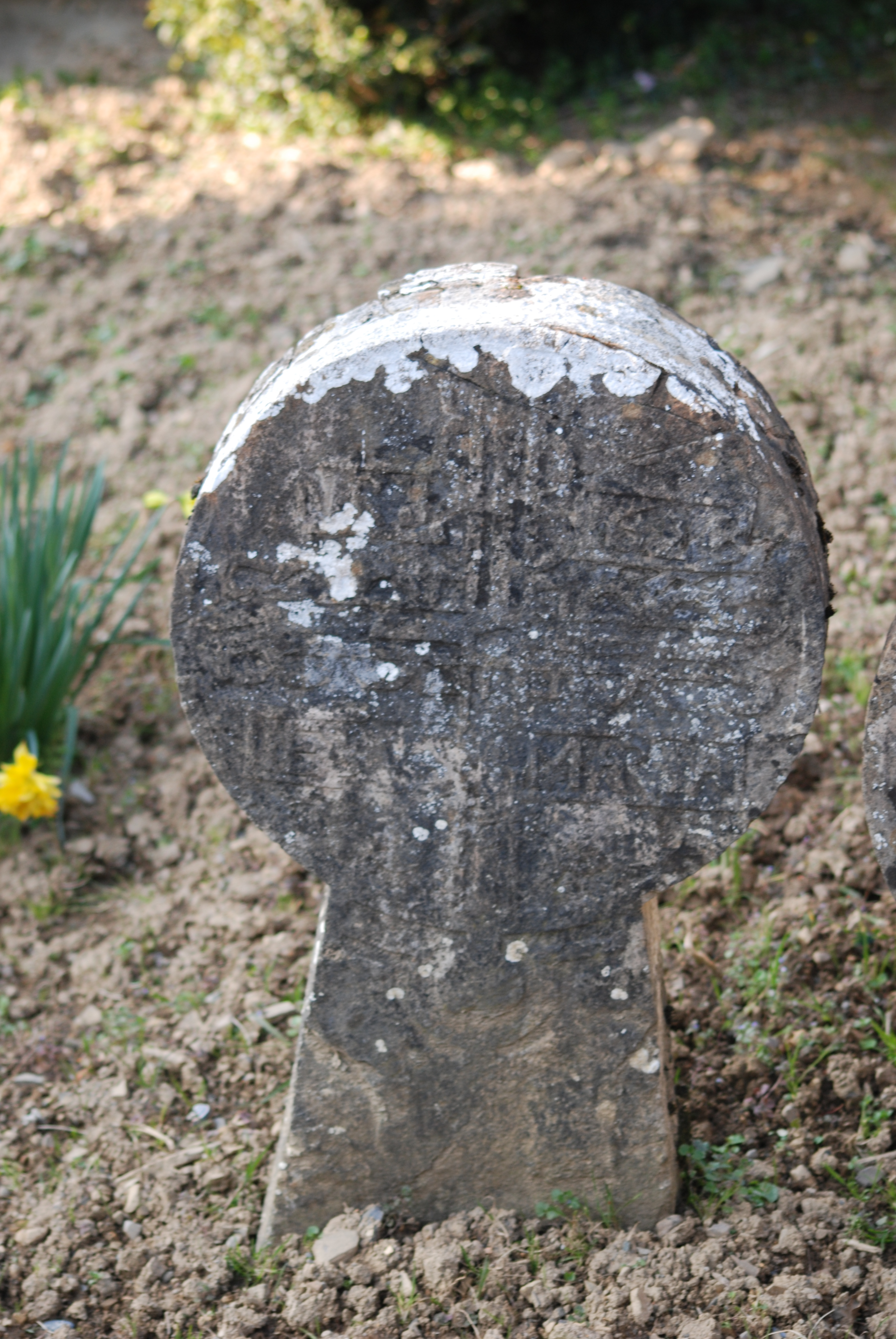
Chapelle d'Harambeltz

### Uhart-Mixe
La stèle de Gibraltar (nom du quartier voisin éponyme de Saint-Palais) qui matérialise la confluence des chemins de Saint-Jacques de Compostelle est issue du cimetière de la commune de Sorhapuru.

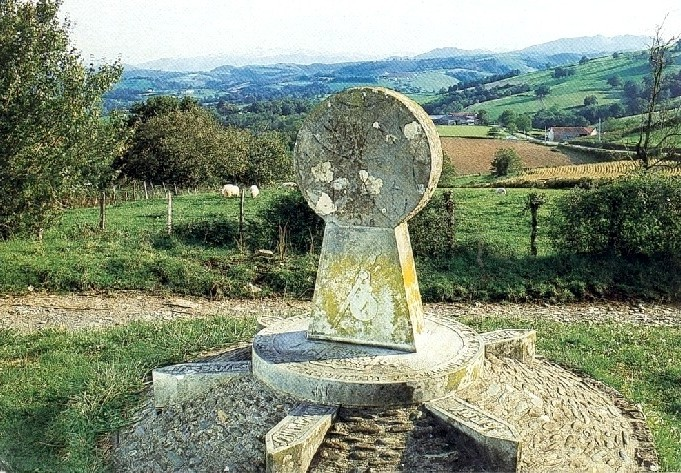
Stèle de Gibraltar
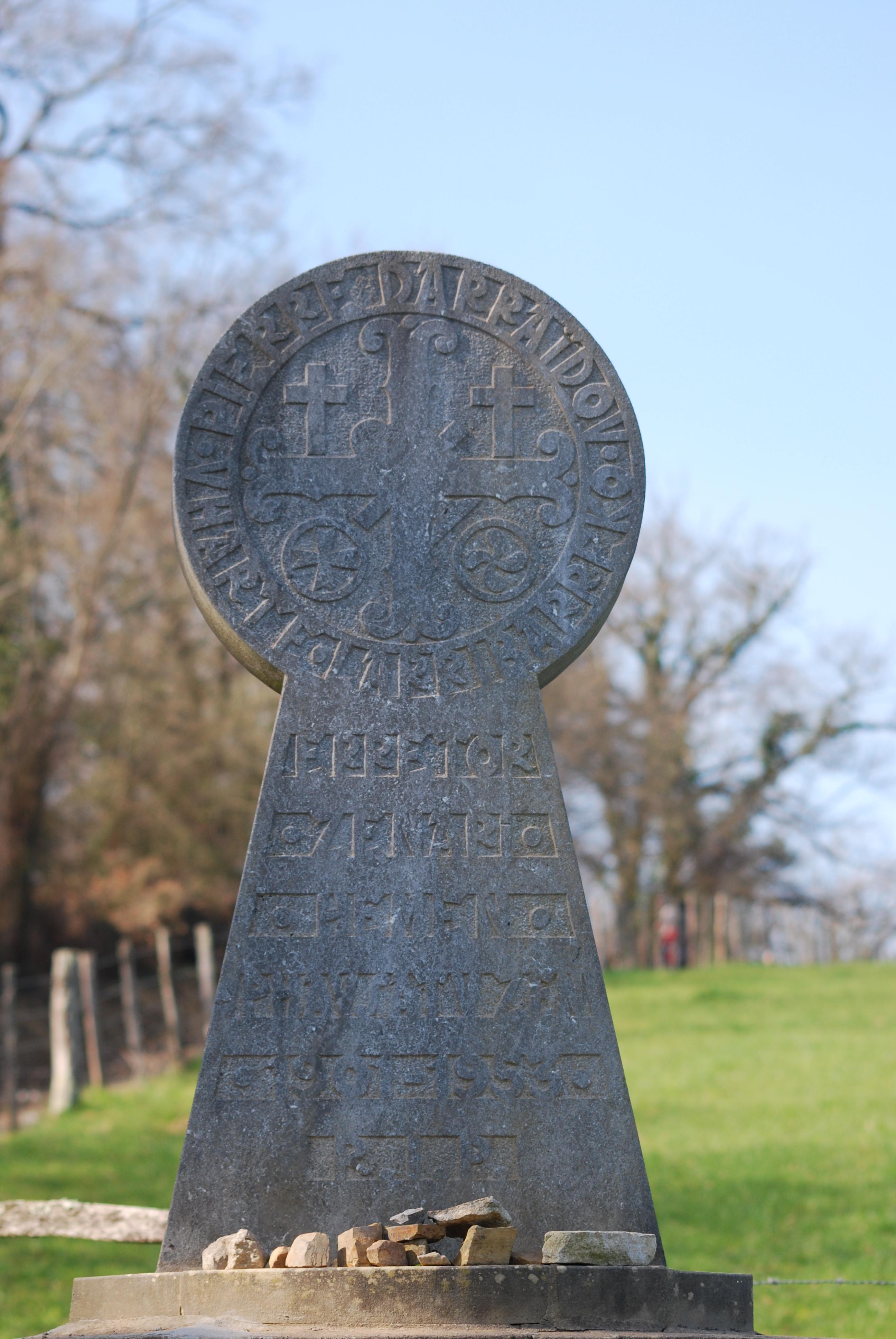
Chapelle Soyartze

### Sainte-Engrâce

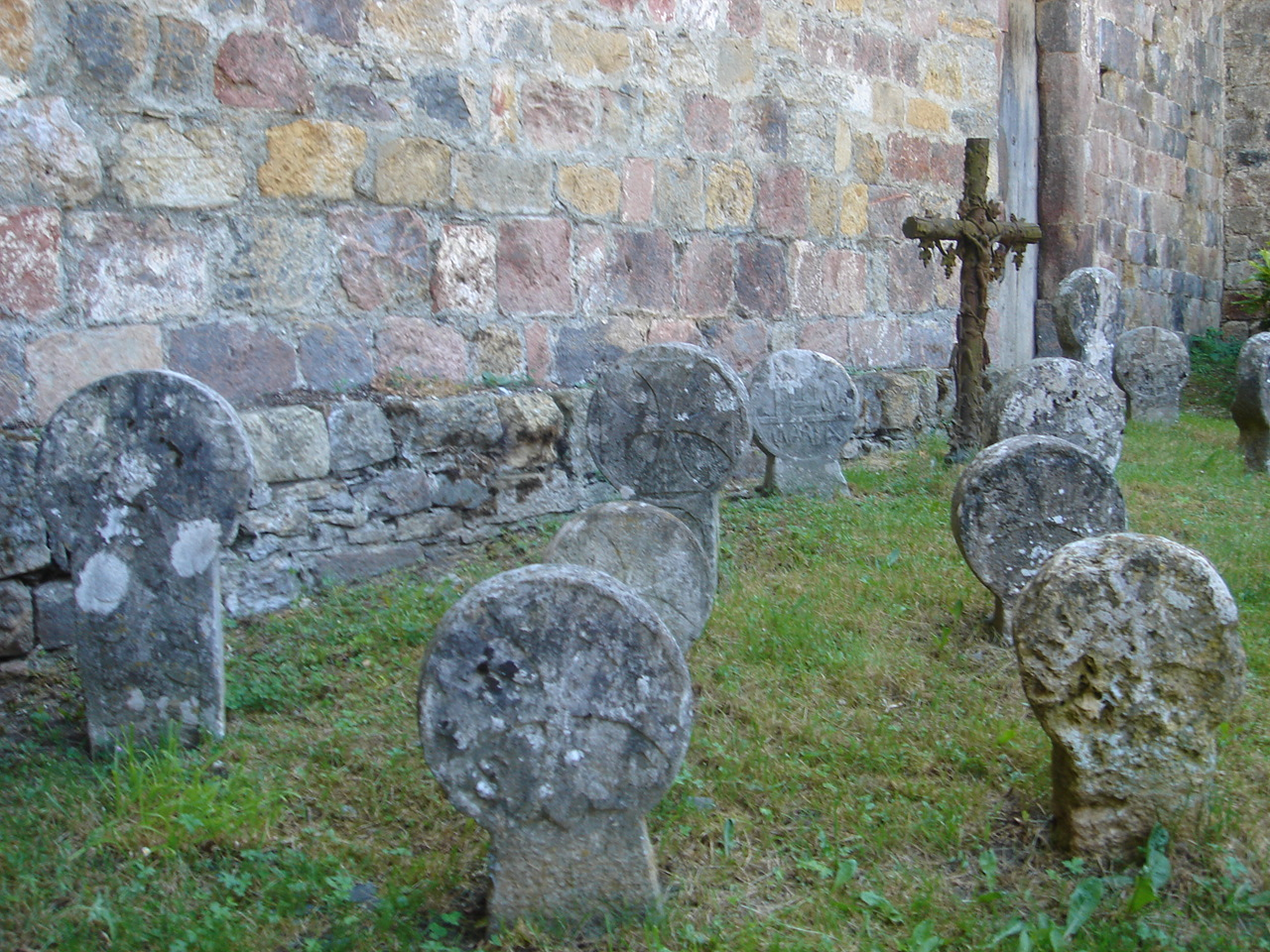

### Suhescun

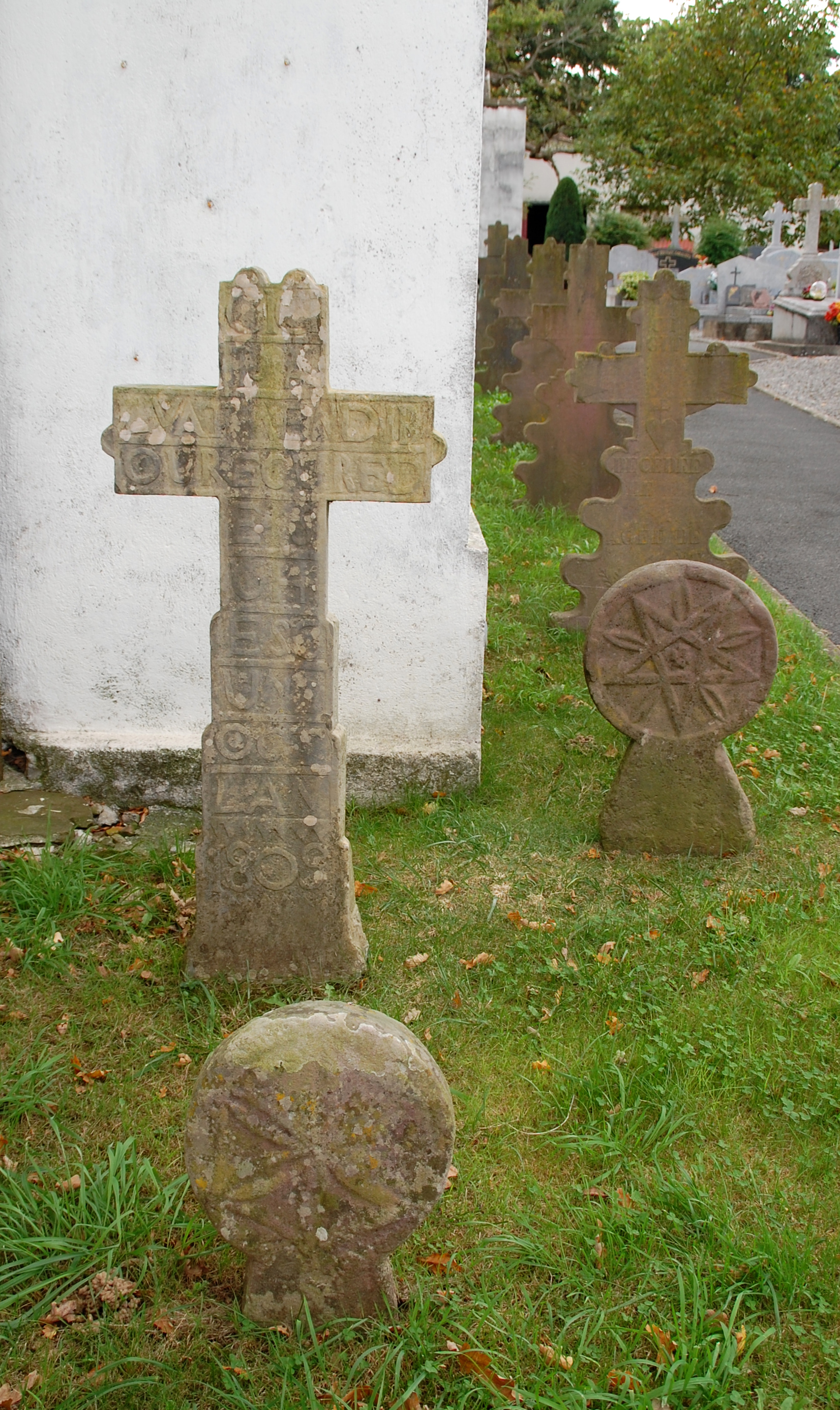